# Sanctuaire de faune de Khao Soi Dao
Le Sanctuaire de faune de Khao Soi Dao (thaï : เขตรักษาพันธุ์สัตว์ป่า เขาสอยดาว) est une aire protégée de Thaïlande située dans la province de Chanthaburi près du Cambodge. Il a été créé en 1972 et sa superficie est de 745 km2.

## Géographie
Ce territoire montagneux inclut les monts Khao Soi Dao Tai au sud (1 675 m d'altitude) et Khao Soi Dao Nuea au nord (1 566 m).

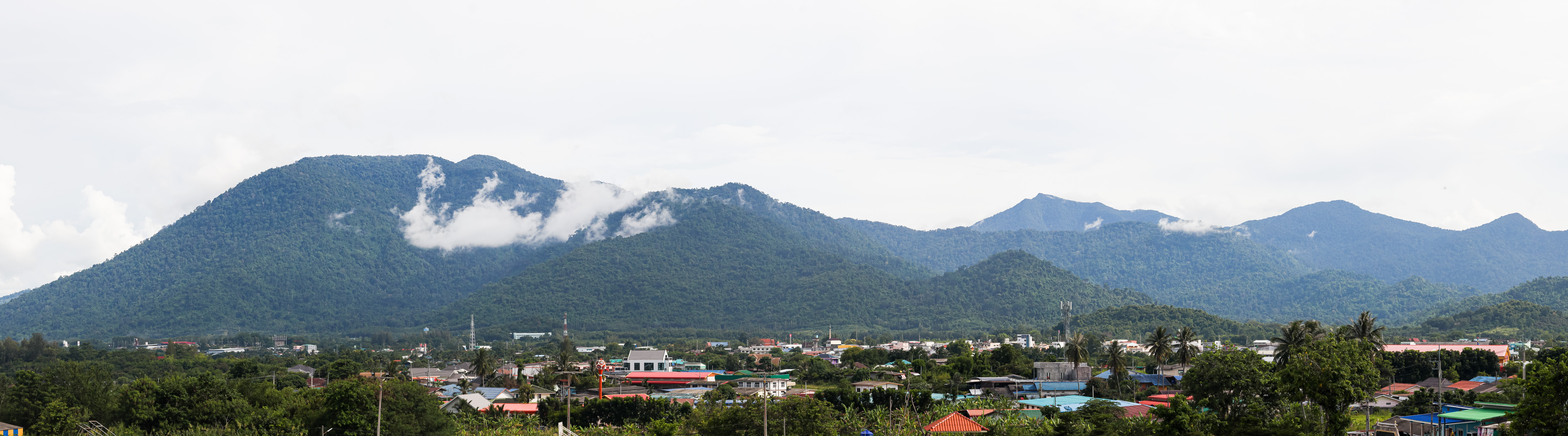
Sanctuaire de faune de Khao Soi Dao

## Flore et faune

### Flore

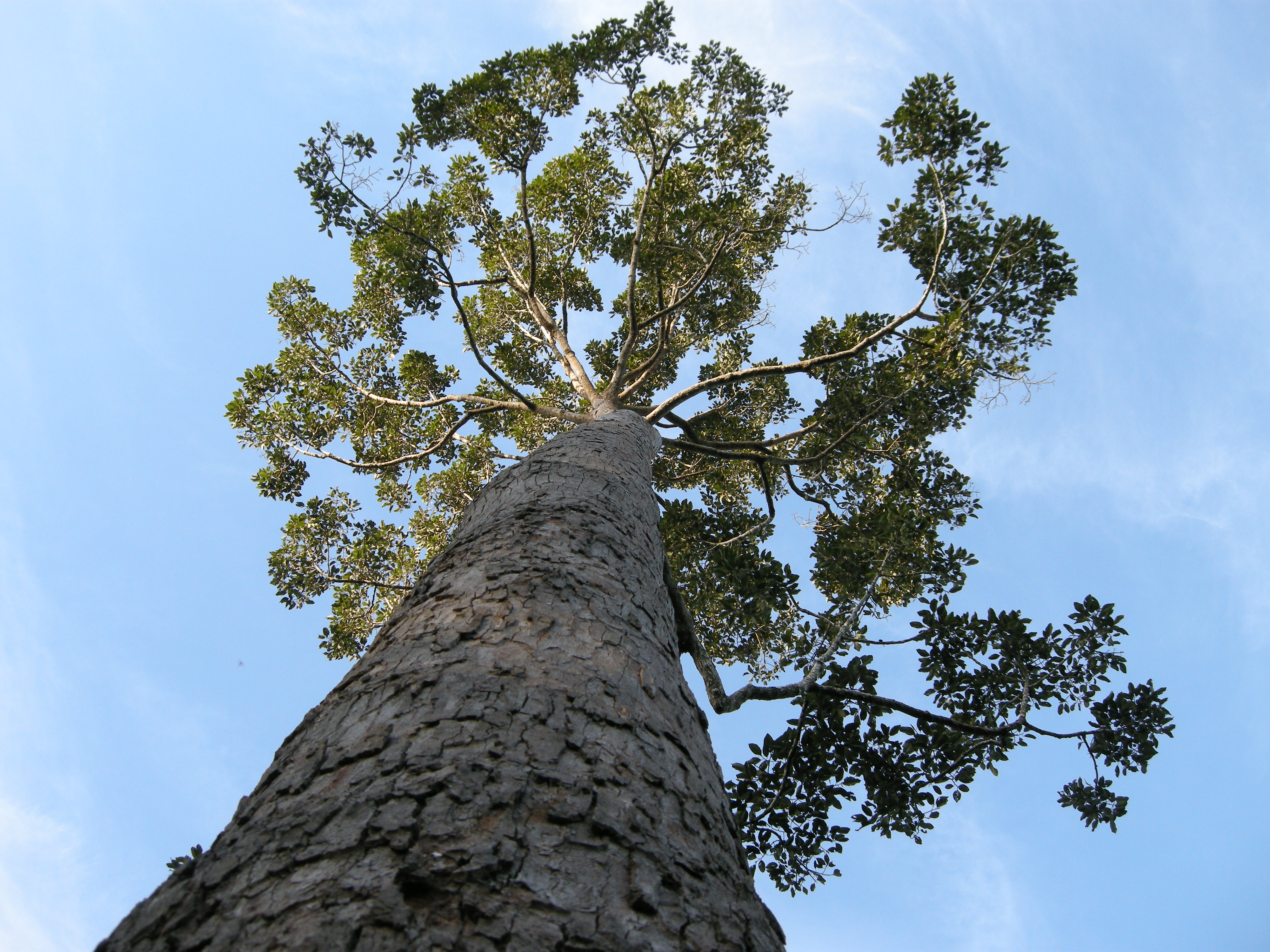
Dipterocarpus alatus

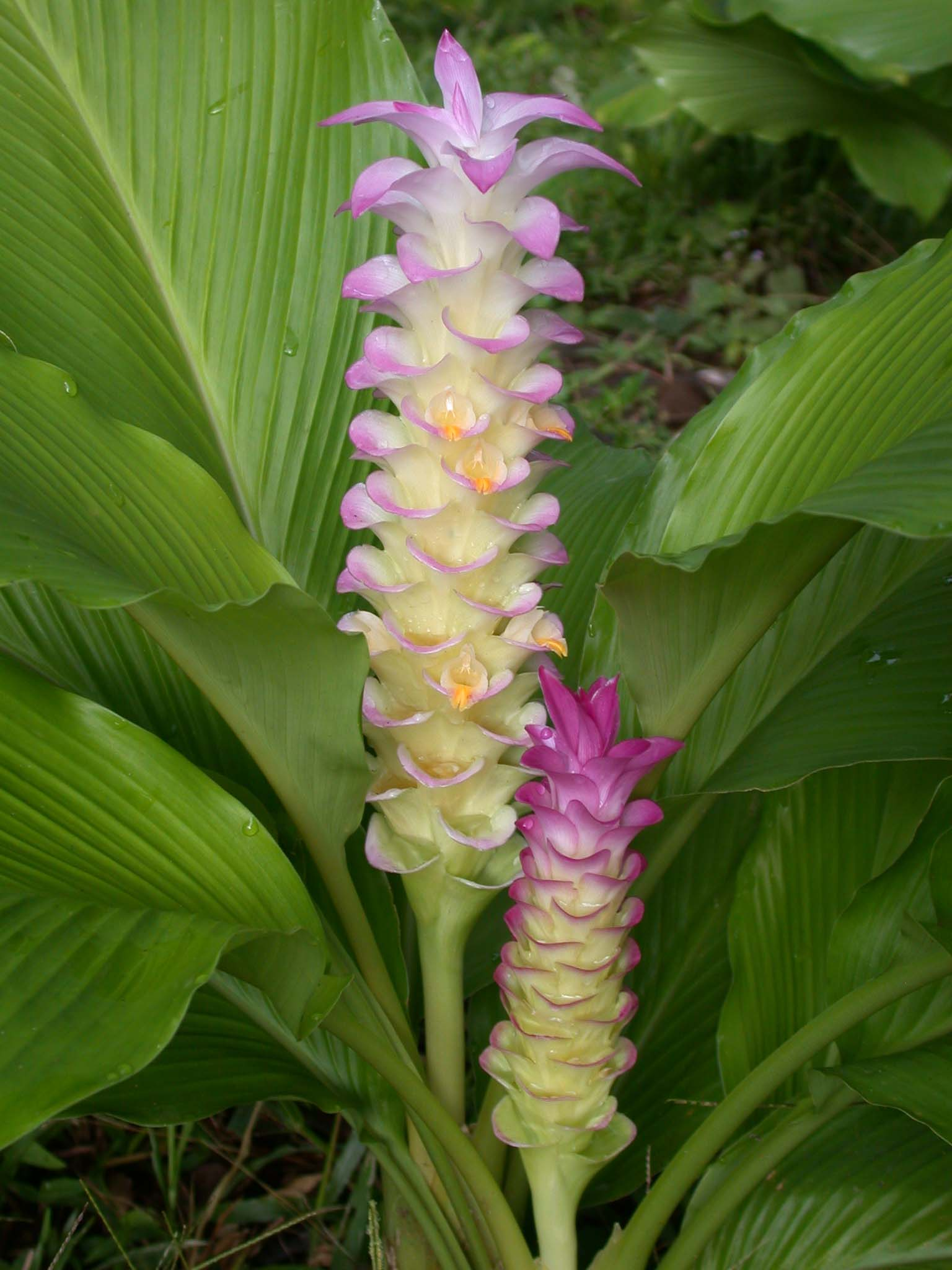
Curcuma (curcuma domestica)

Le sanctuaire de faune de Khao Soi Dao est couvert de forêts tropicales. 
Il y a quelques bambouseraies.
On y aperçoit de très grands arbres dits émergents surplombant les autres arbres au-dessus de la canopée, en particulier des dipterocarpaceae dipterocarpus alatus, dipterocarpus retusus, shorea guiso... 
On trouve des arbres et arbustes euphorbiaceae croton roxburghii, des curcuma longa (curcuma domestica)...
Et Il y a aussi les très et trop convoités bois-parfum aquilaria crassna, afzelia xylocarpa, dalbergia oliveri etc.

### Faune
On peut observer :

#### Des mammifères
- Éléphant d'Asie ;
- Gaur (Gayal) ;
- Saro de Sumatra ;
- Porc-épic de Malaisie ;
- Tigre ; panthère nébuleuse ; chat doré asiatique de Temminck ; chat pêcheur viverrin ; chat marbré ;
- Chien sauvage d'Asie Dhole ;
- Loutre à pelage lisse ;
- Gibbon à bonnet ; macaque à face rouge et macaque à queue de cochon du Nord ;
- etc.

#### D'innombrables insectes
- Anisoptères et zygoptères (libellules et demoiselles) : coeliccia yamasakii ; ictinogomphus decoratus meleanops ; trithemis aurora...

Libellules et demoiselles
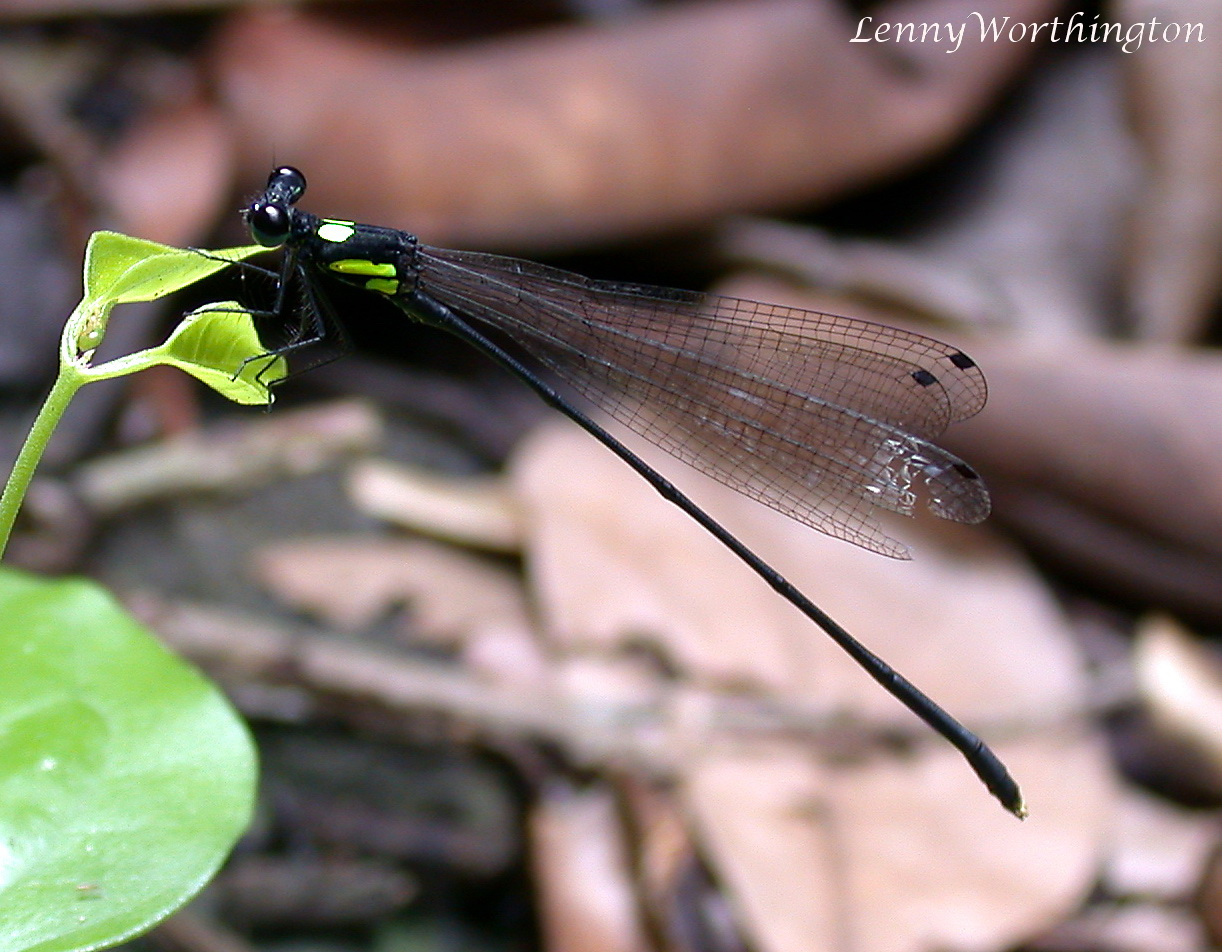
Coeliccia yamasakii
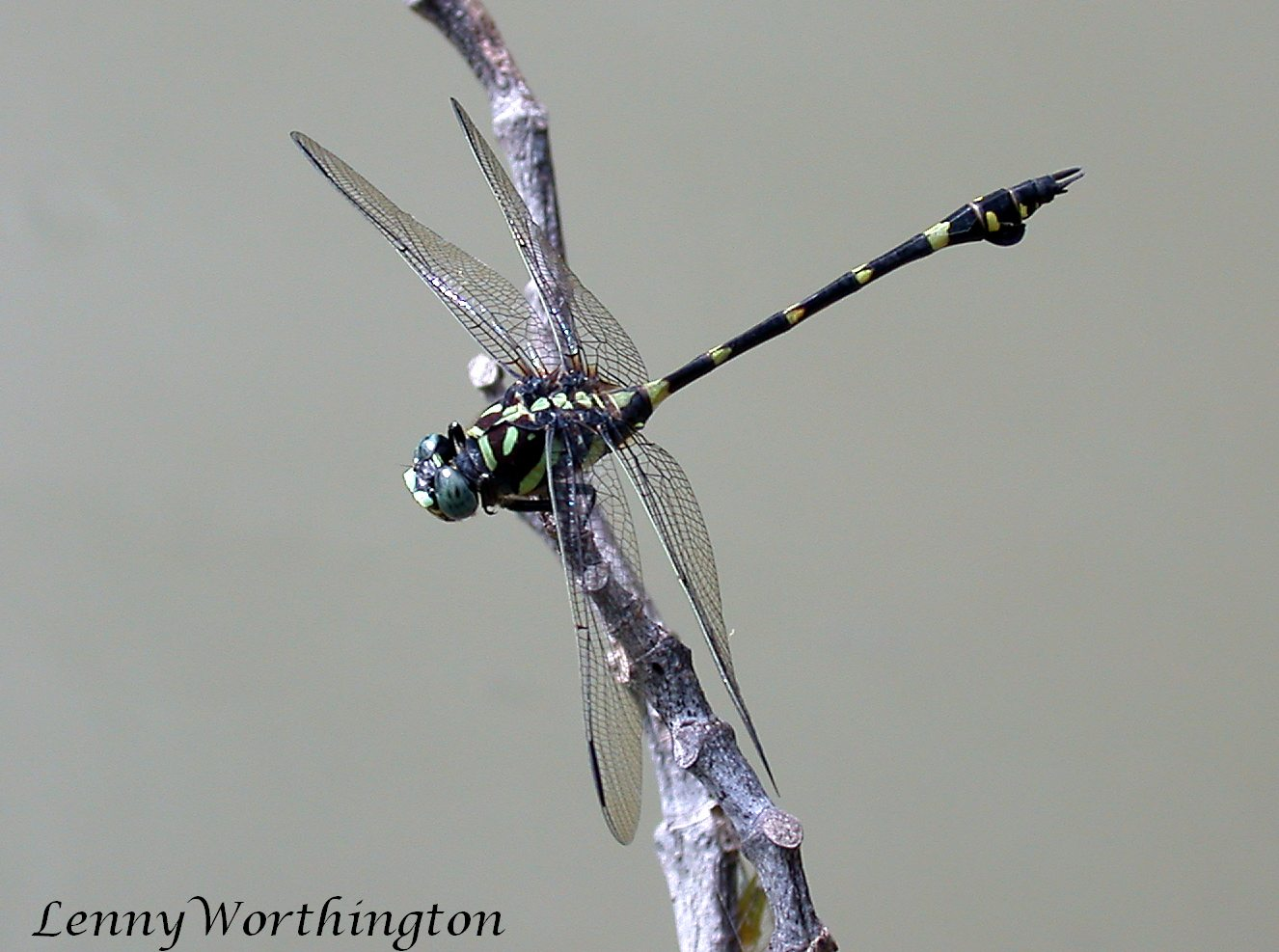
Ichtinogomphus decoratus meleanops
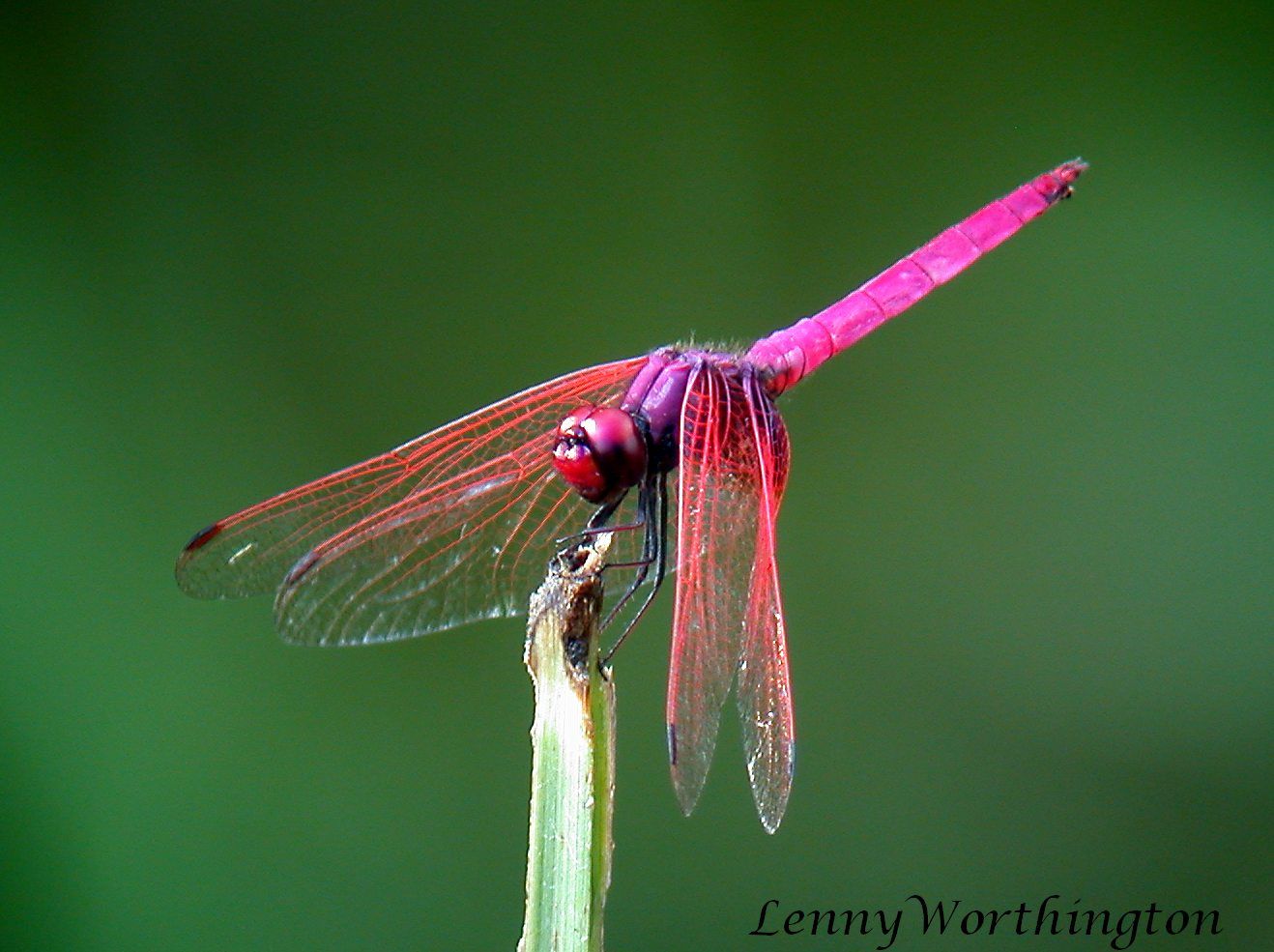
Trithemis aurora

- blabéridés (cafards et blattes) : allacta transversa ; panesthia angustipennis cognata...

Blattes
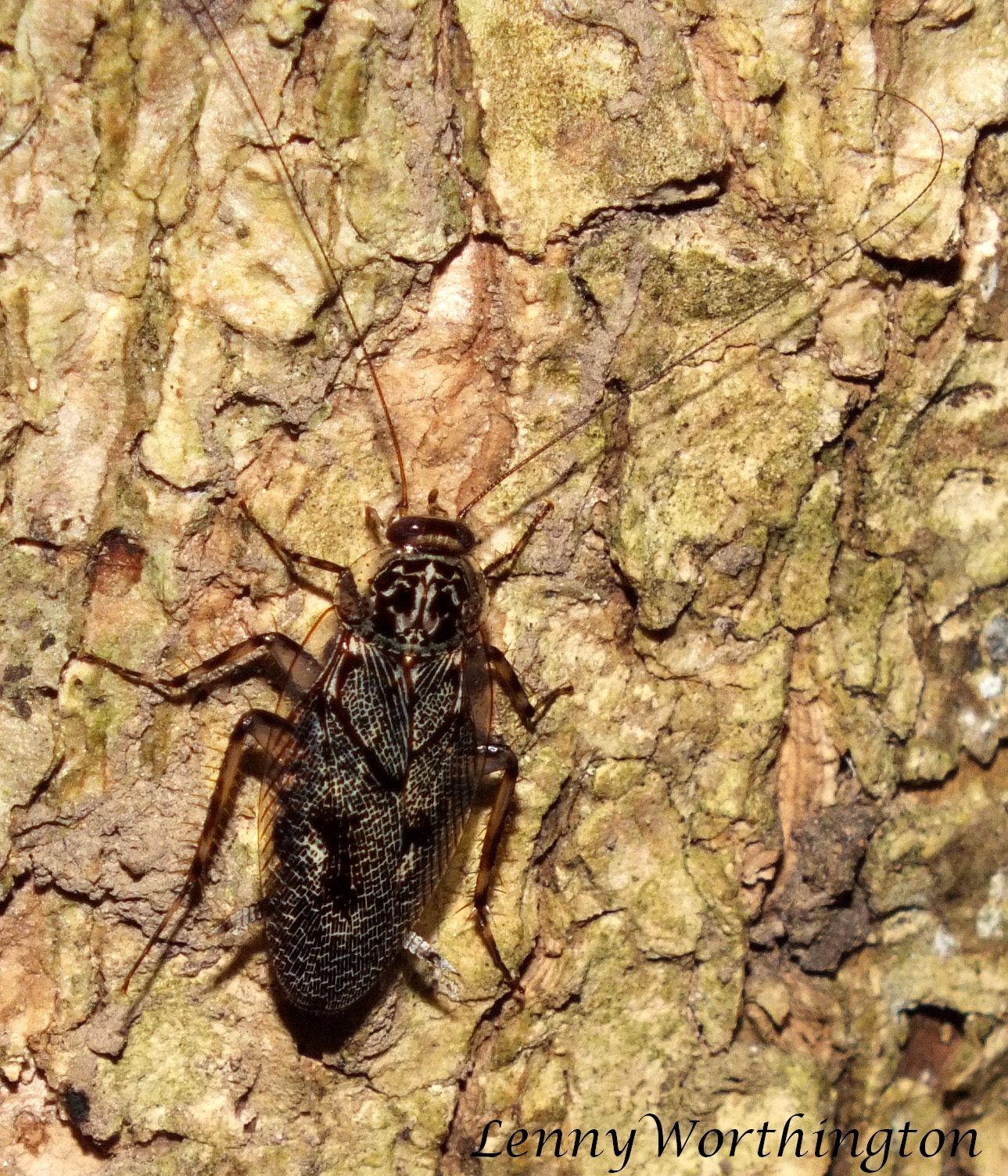
Allacta transversa
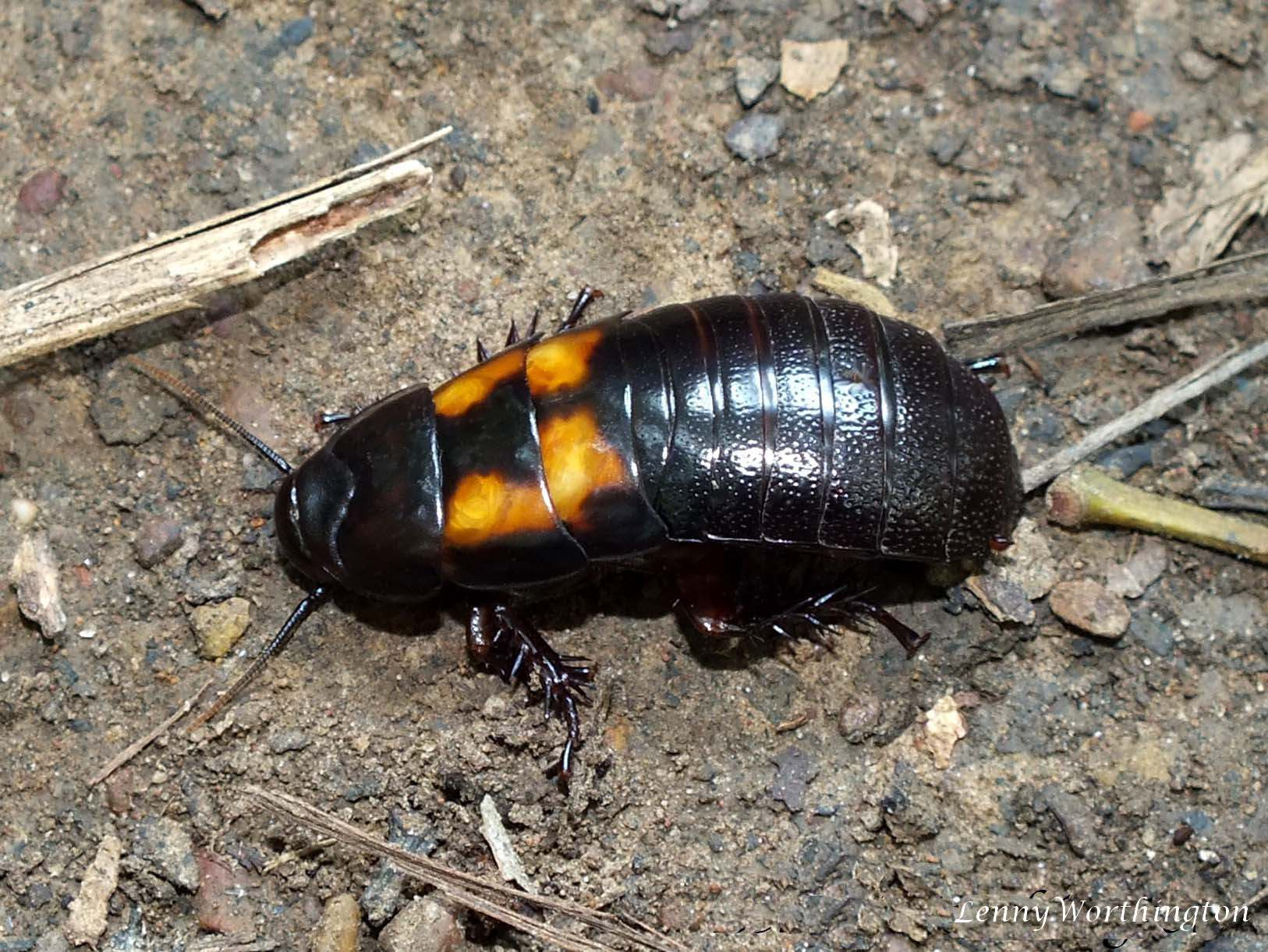
Panesthia angustipennis cognata

- Coléoptères cerambycidae (capricornes et longicornes) : agelasta sp. ou mesosa sp. ; anomophysis hainana ; batocera rubus ; capnolymna brunnea ; eunidia lateralis ; exocentrus (pseudocentrus) guttulatus ; gnoma atmaria, imantocera penicillata...

Coléoptères : capicornes ou longicornes
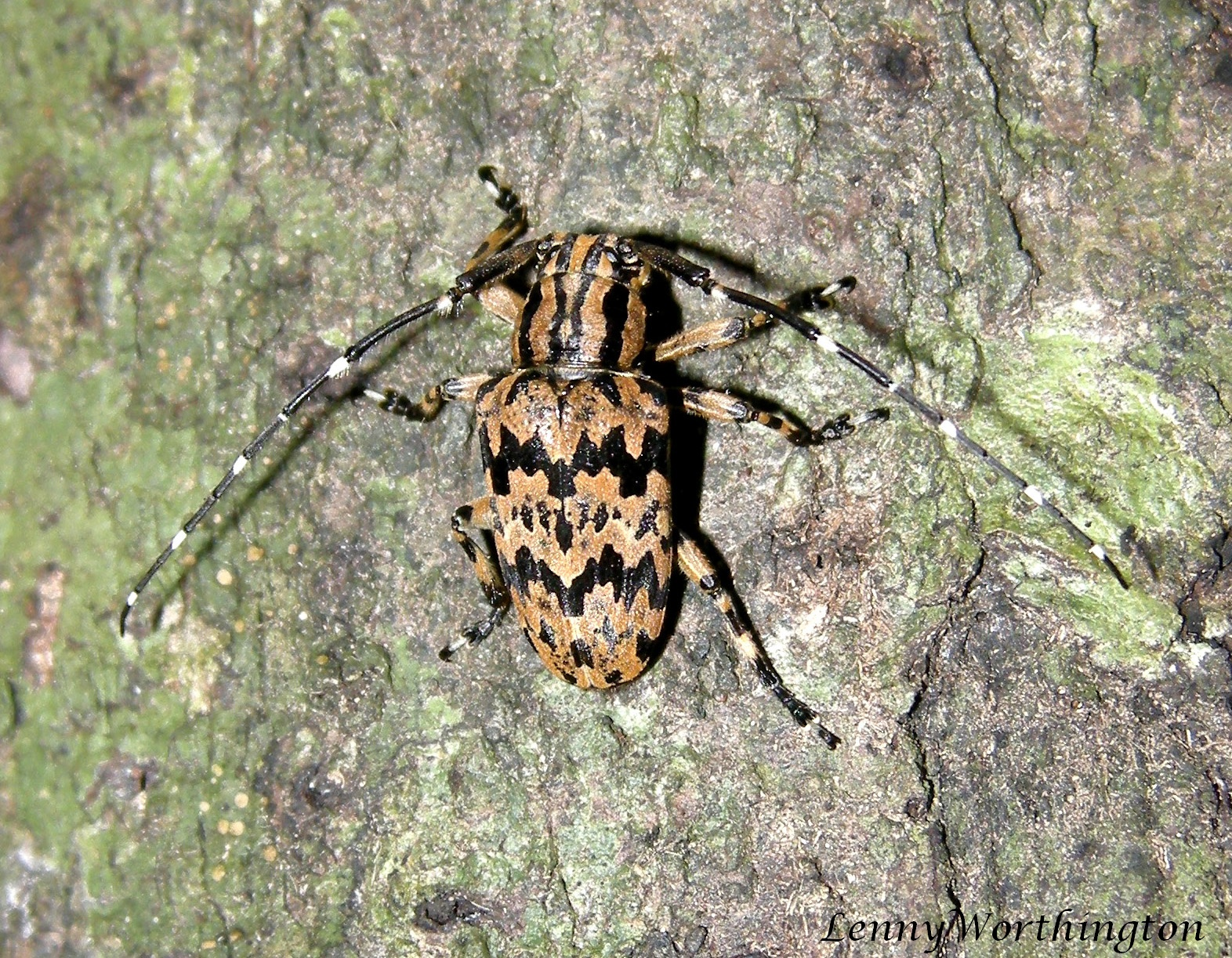
Agelasta sp. ???
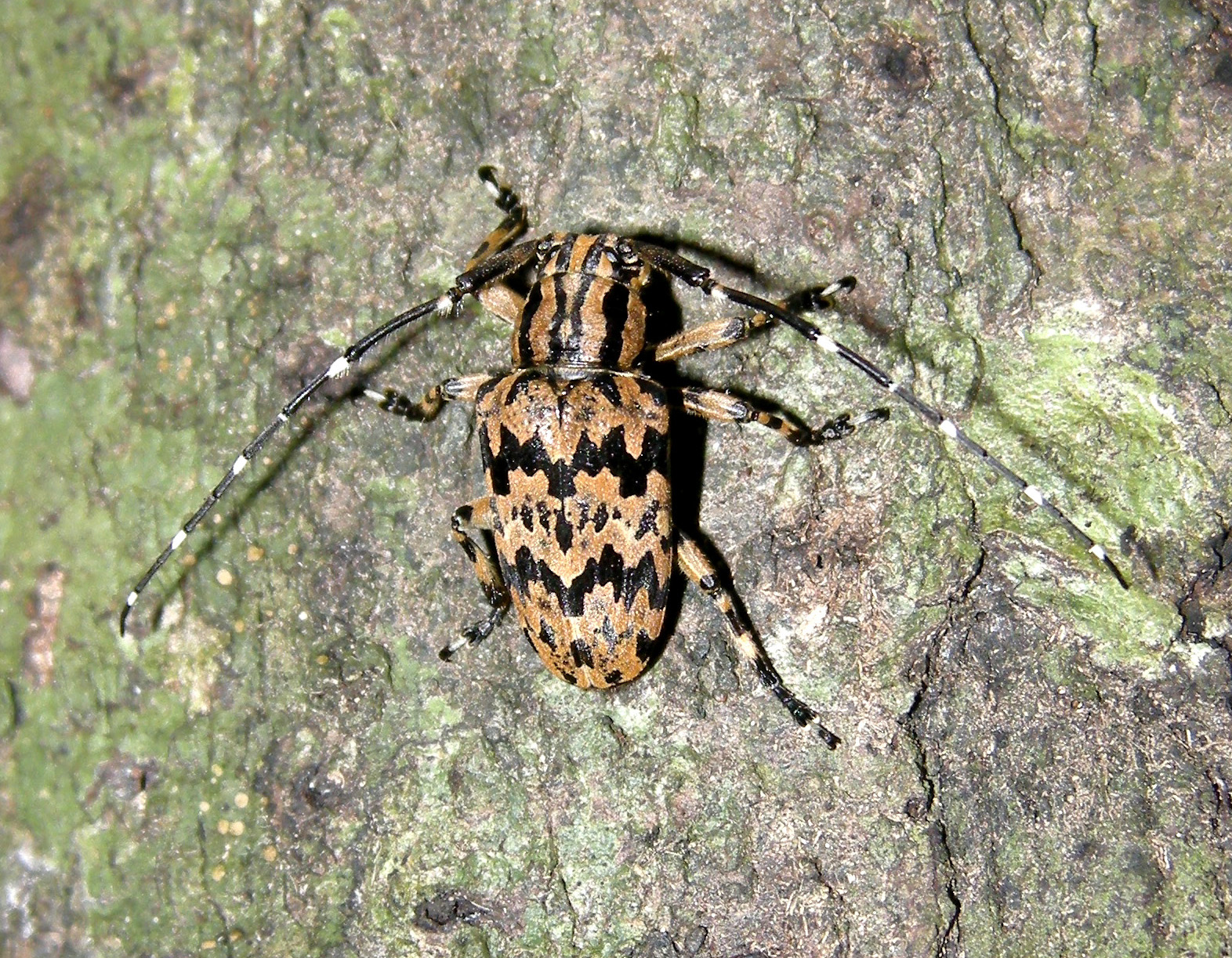
Mesosa sp. ???
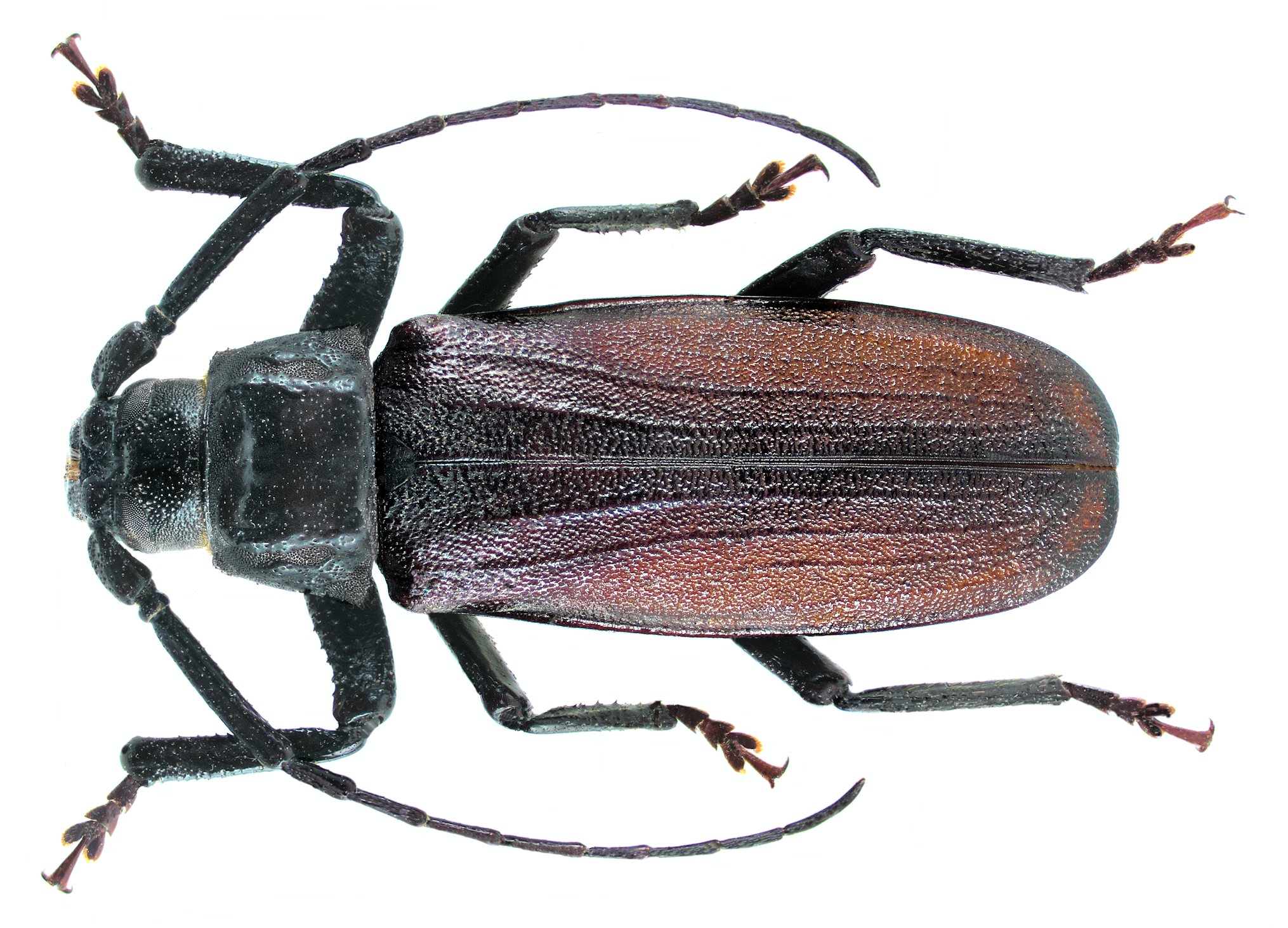
Anomophysis hainana
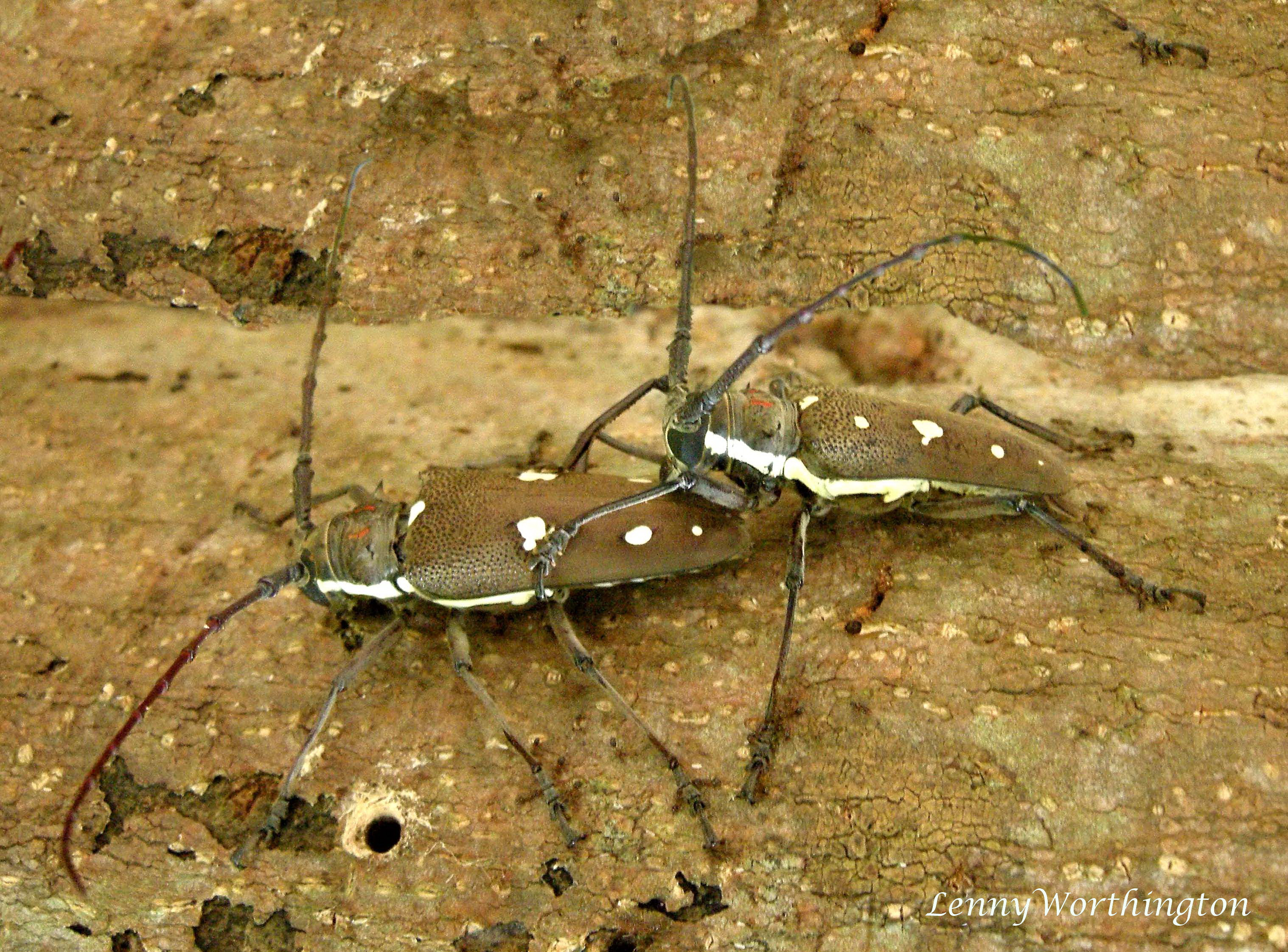
Batocera rubus
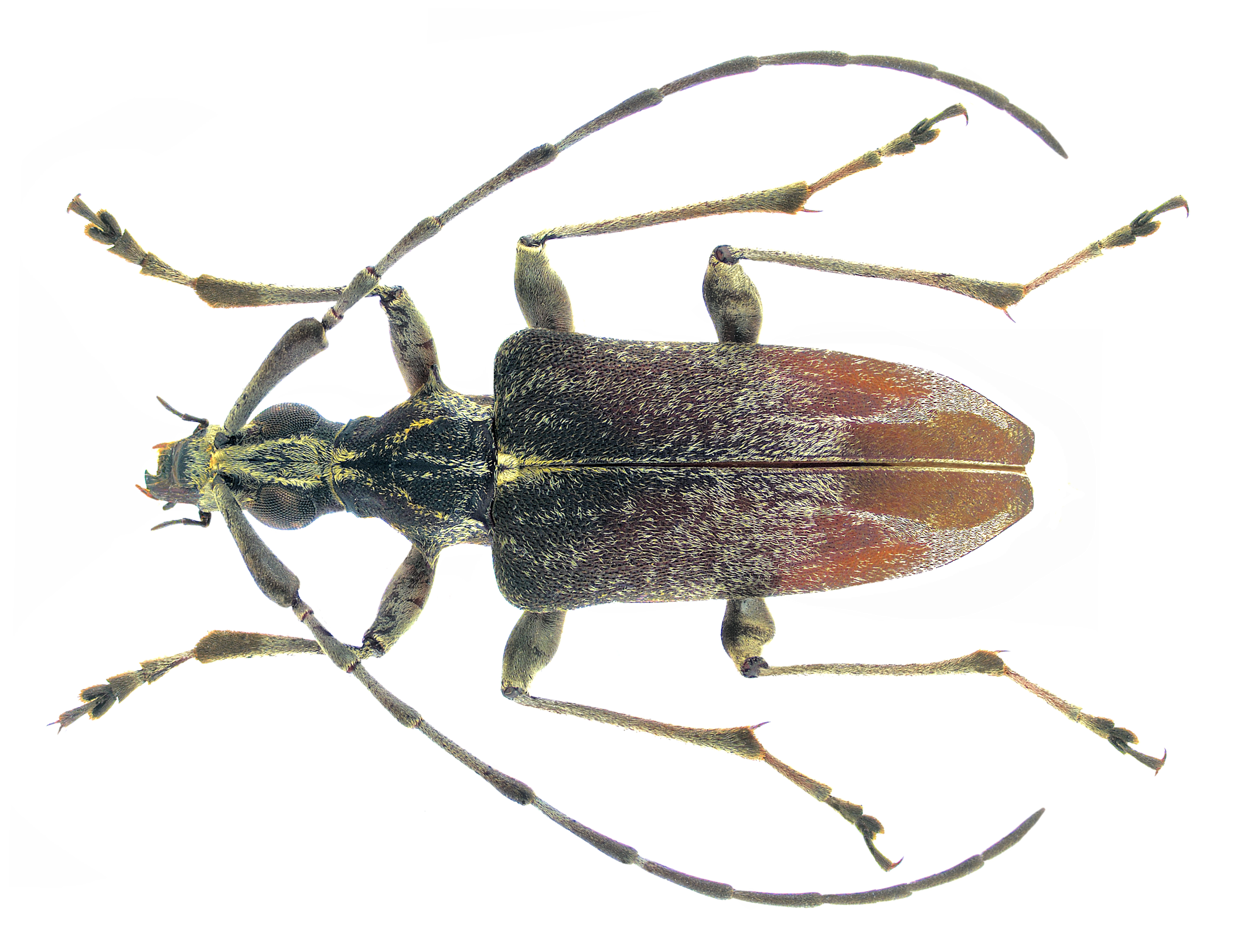
Capnolymma brunnea
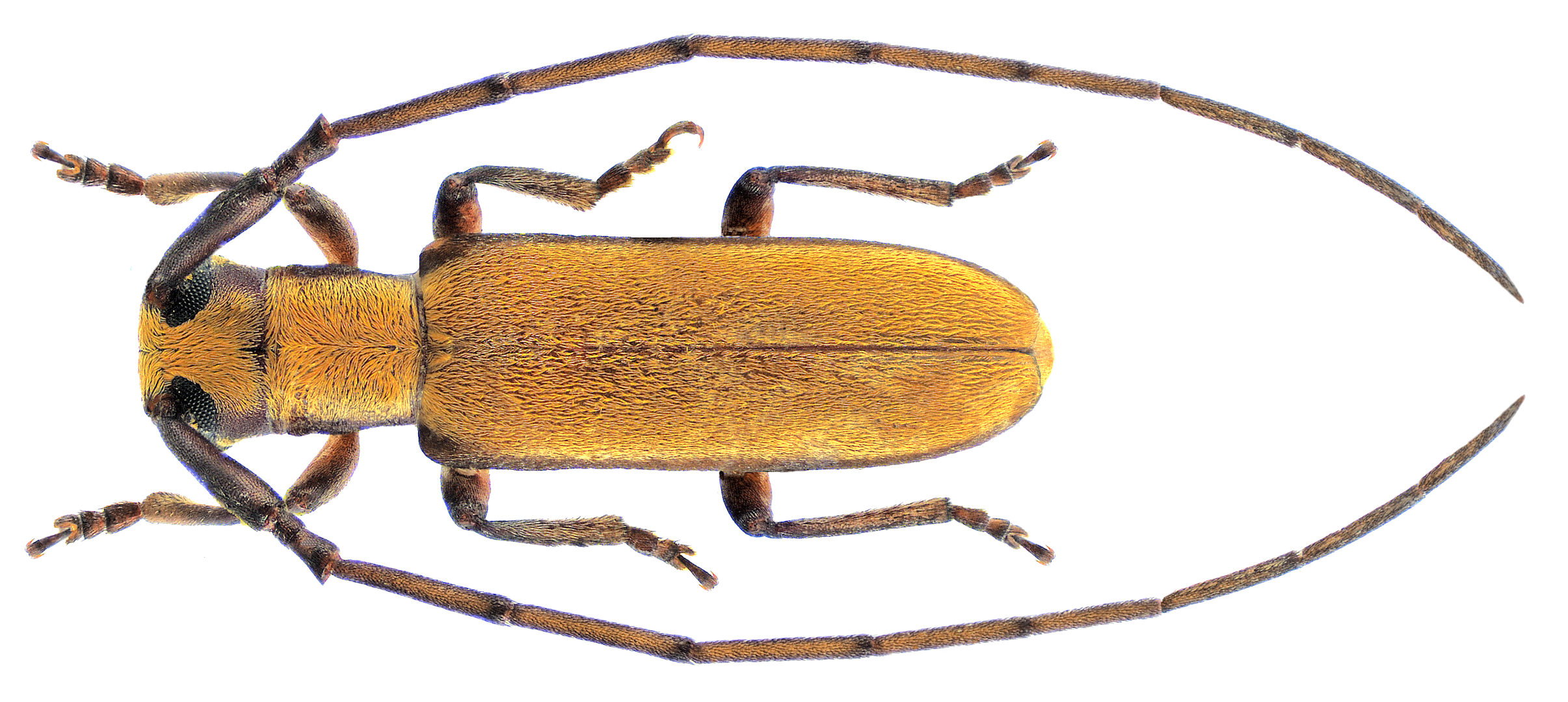
Eunidia lateralis
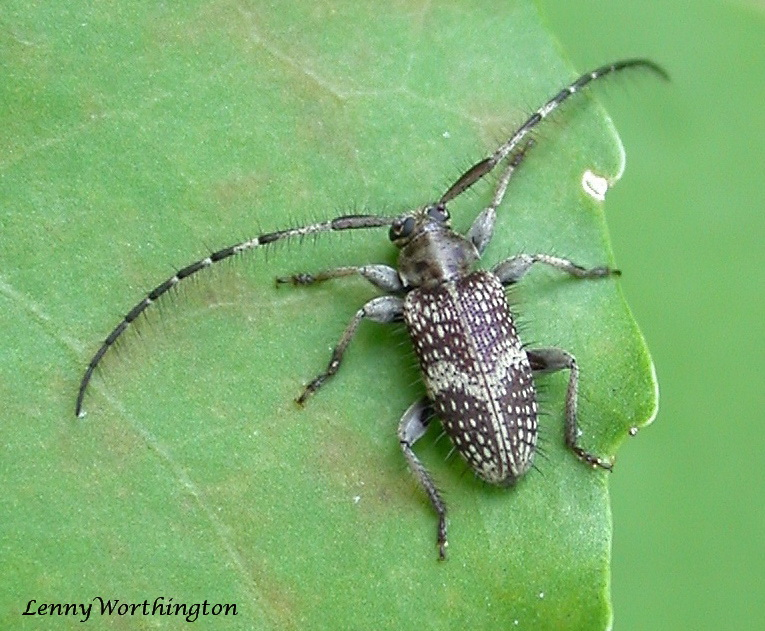
Exocentrus (pseudocentrus) guttulatus
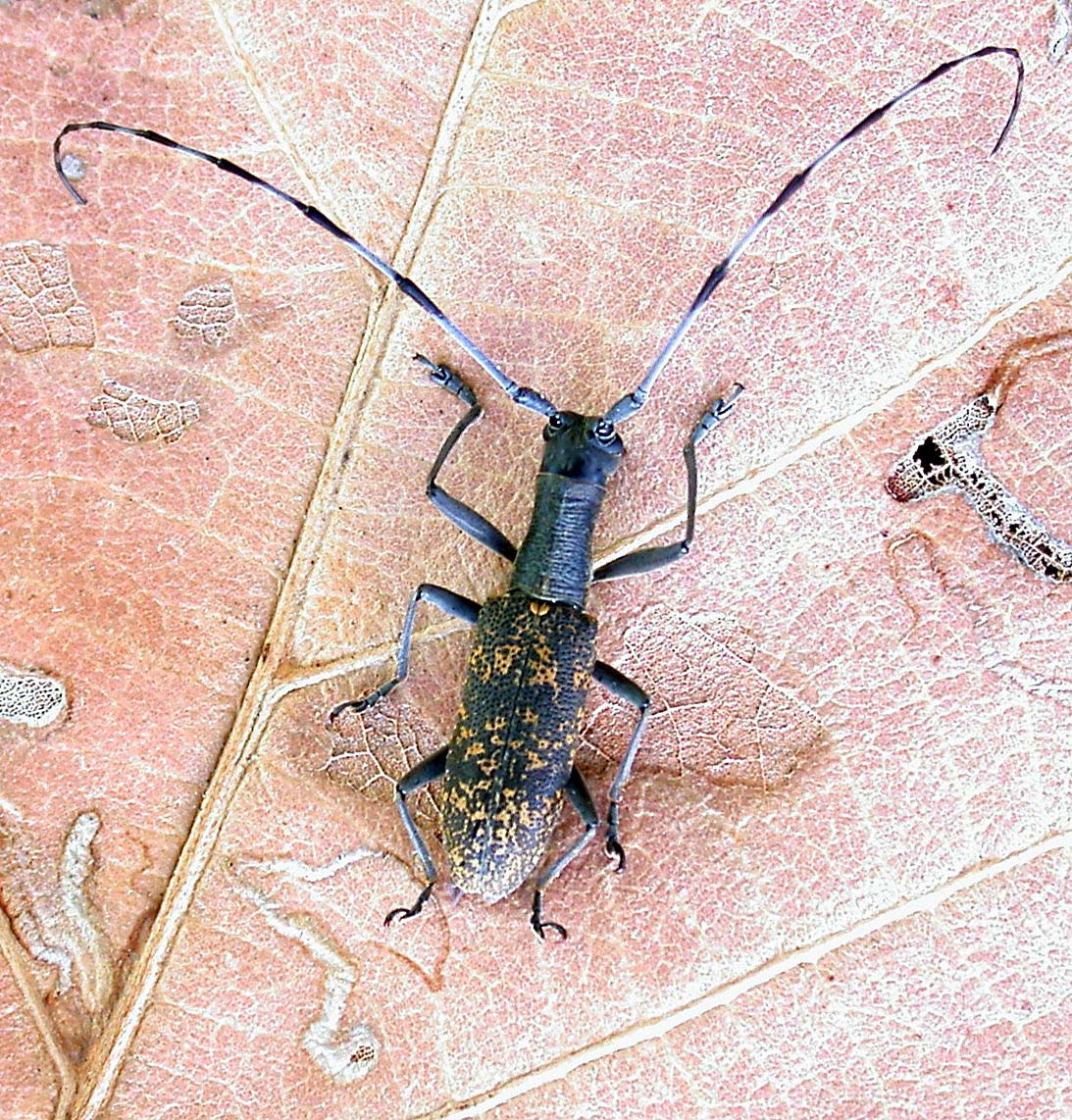
Gnoma atomaria
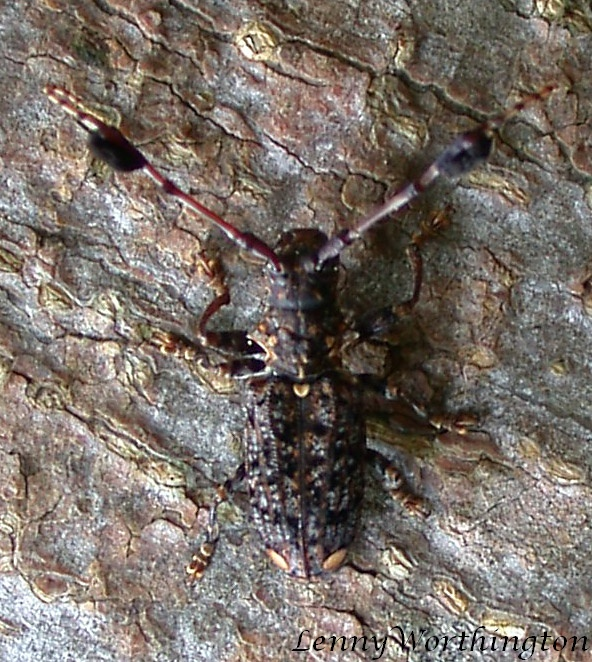
Imantocera penicillata

- Coléoptères divers : carabidae (bombardier) : pheropsophus worthingtoni ; scarabée anomala grandis ; scarabée-tortue ou coléoptère tortue ou casside aspidimorpha sanctaecrucis...

Coléoptères divers
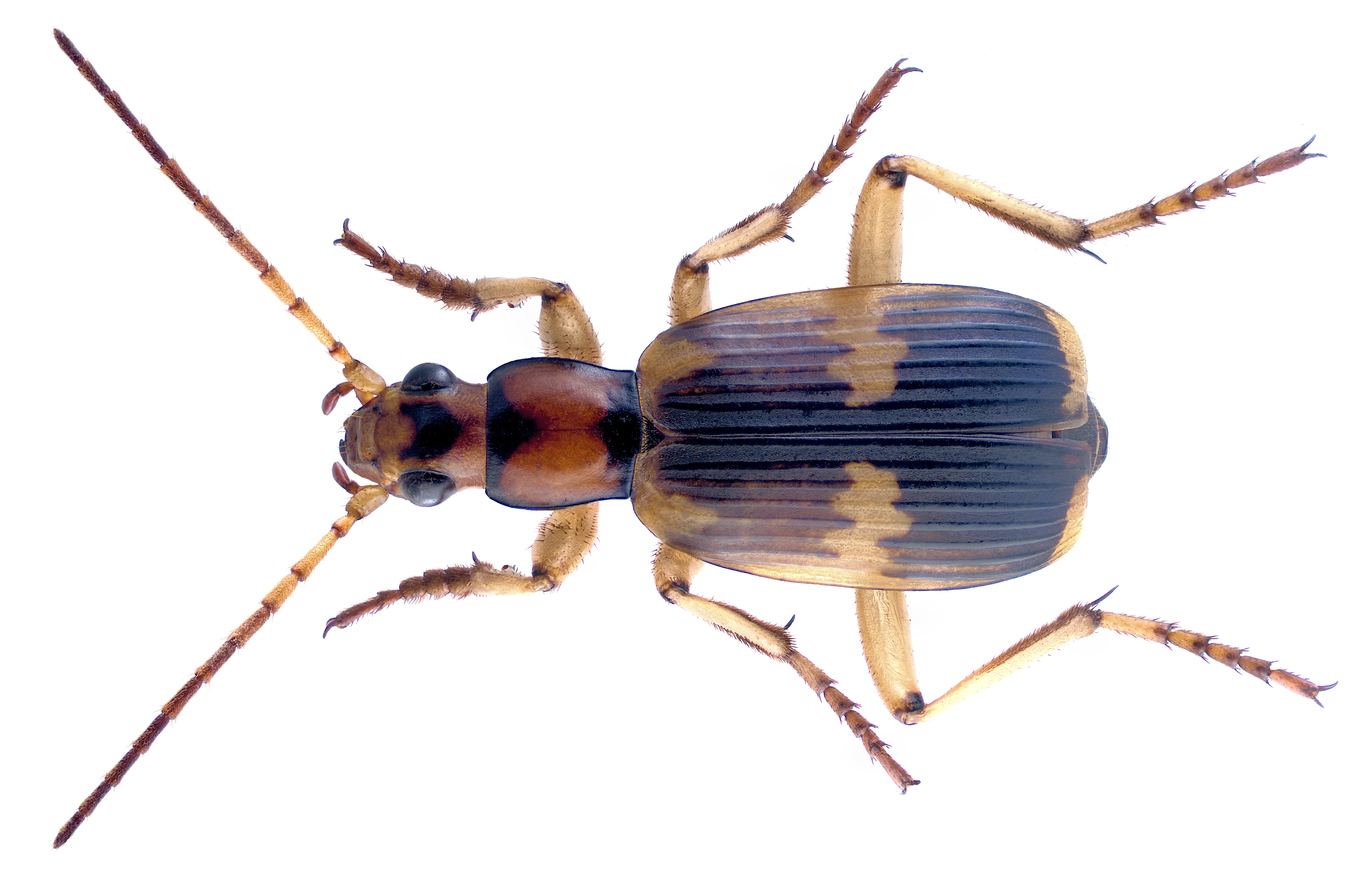
Bombardier Pheropsophus worthingtoni
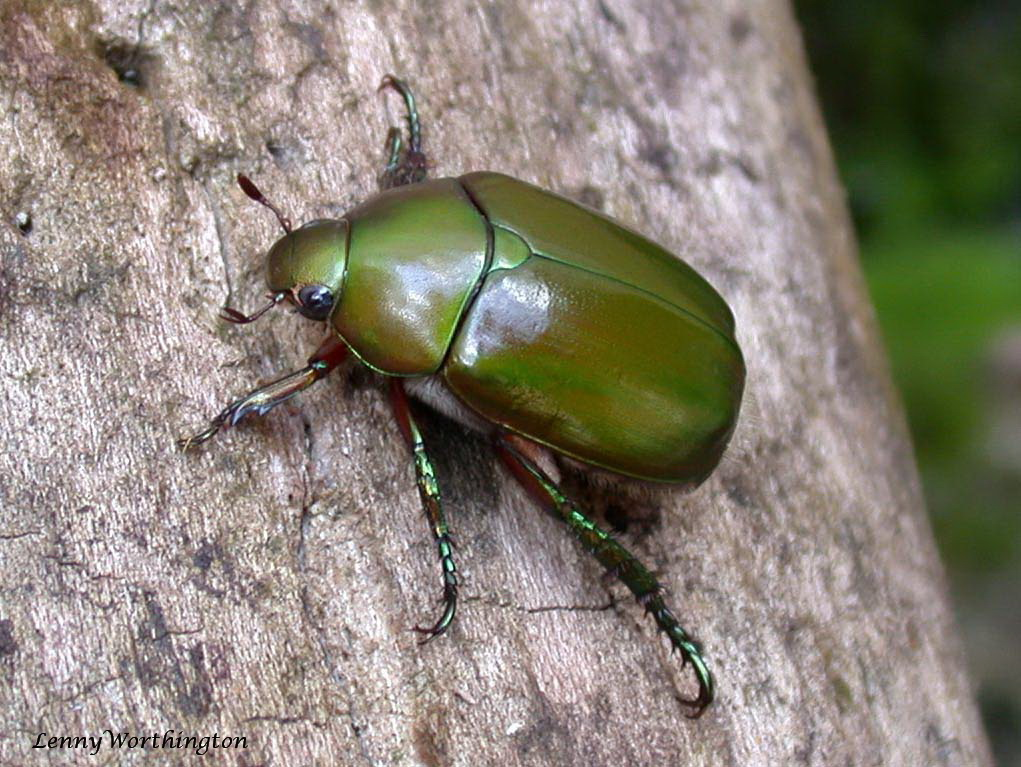
Scarabée Anomala grandis
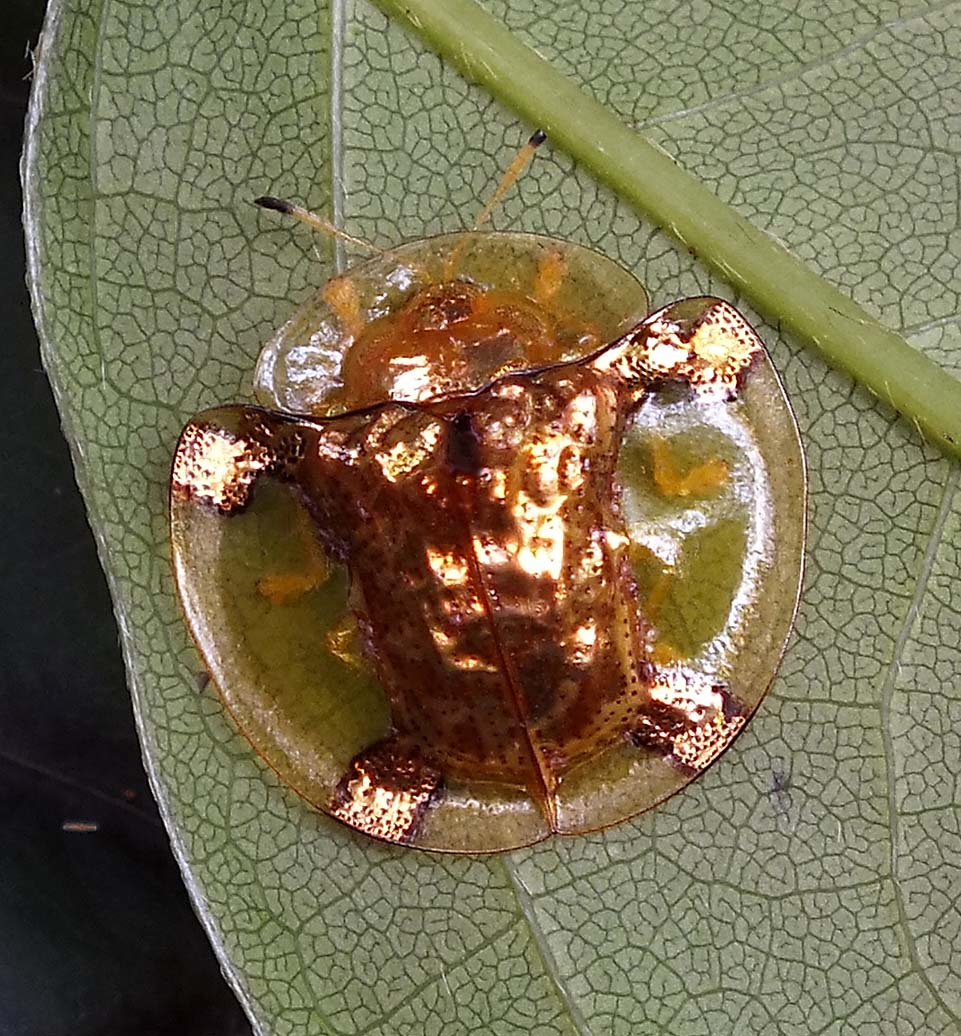
Scarabée-tortue Aspidimorpha sanctaecrucis

- Hémiptère hétéroptère (punaises) : amasenus corticalis (pentatomidae) ; leptoglossus gonagra (coreidae) ; réduve acanthaspis inermis et acanthaspis quadriannulata ainsi que réduve neocentrocnemis stali etc.

Punaises
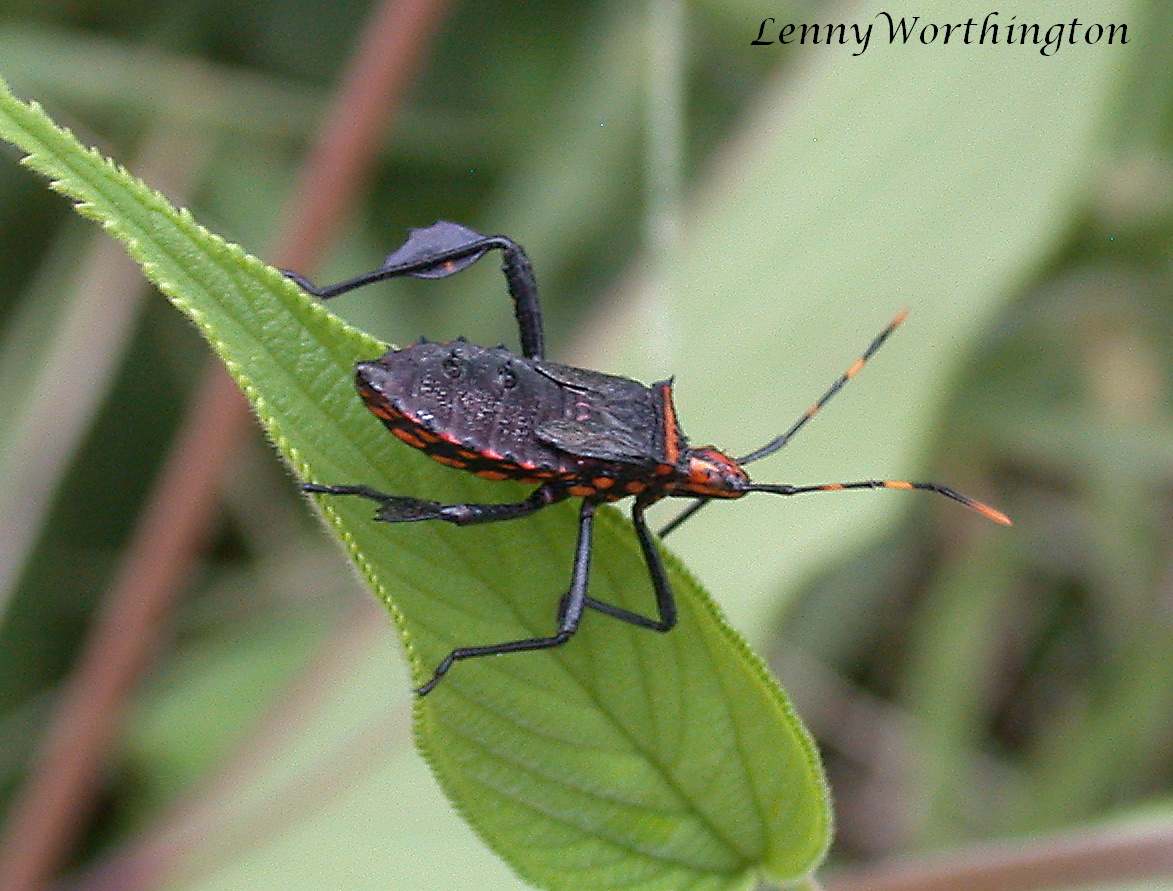
Nymphe de Leptoglossus gonagra
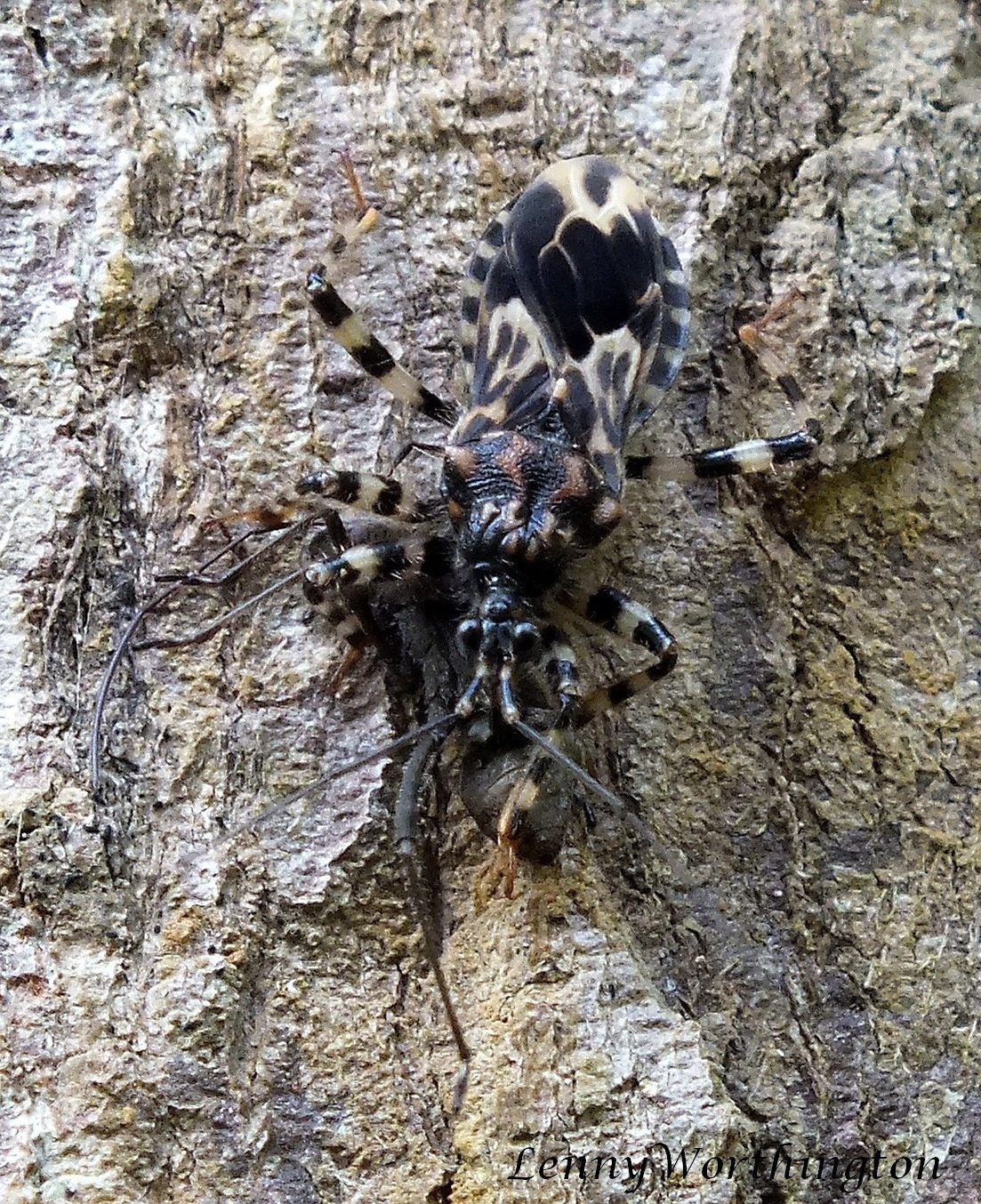
Réduve Acanthaspis inermis dévorant une proie
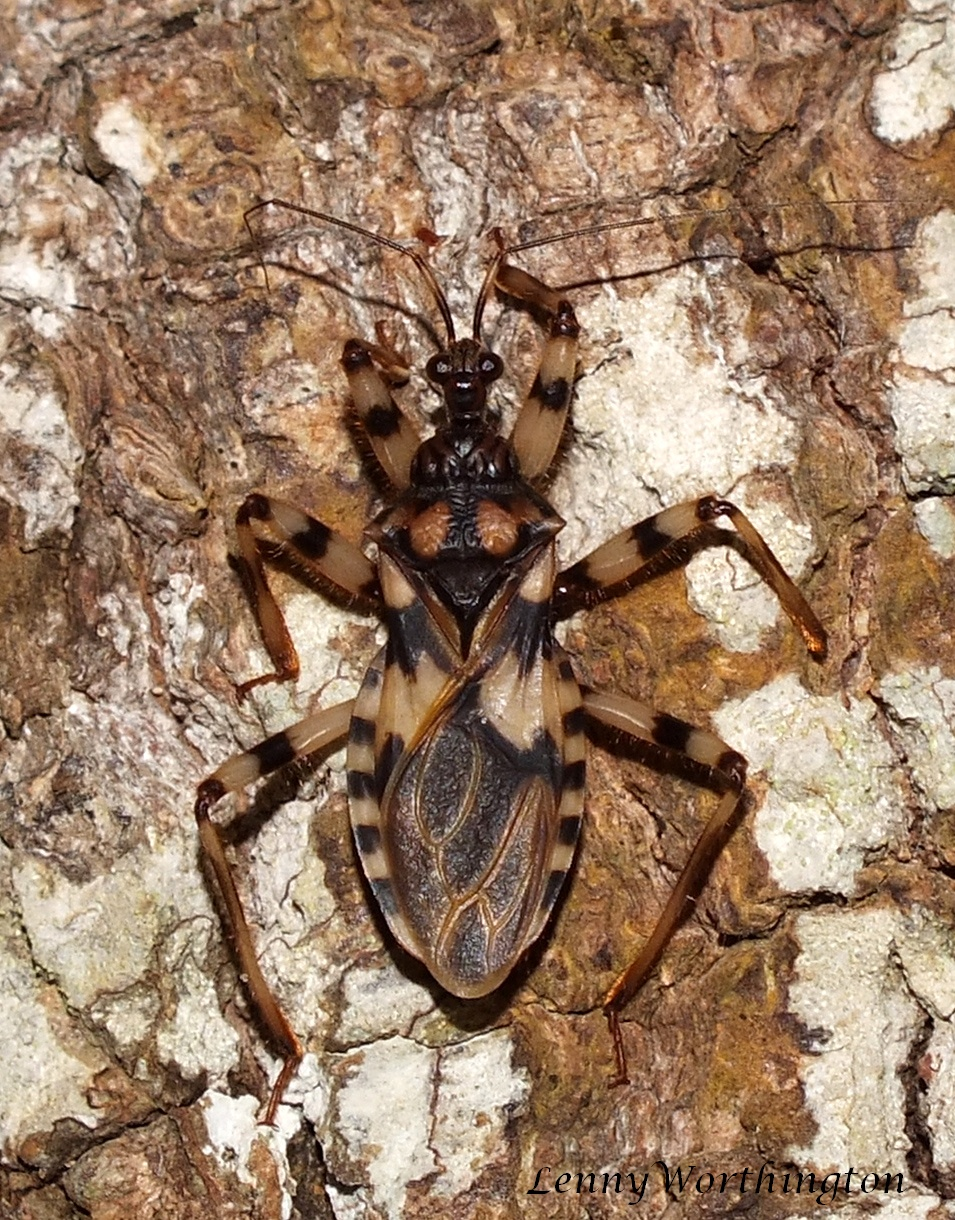
Réduve Acanthaspis quadriannulata
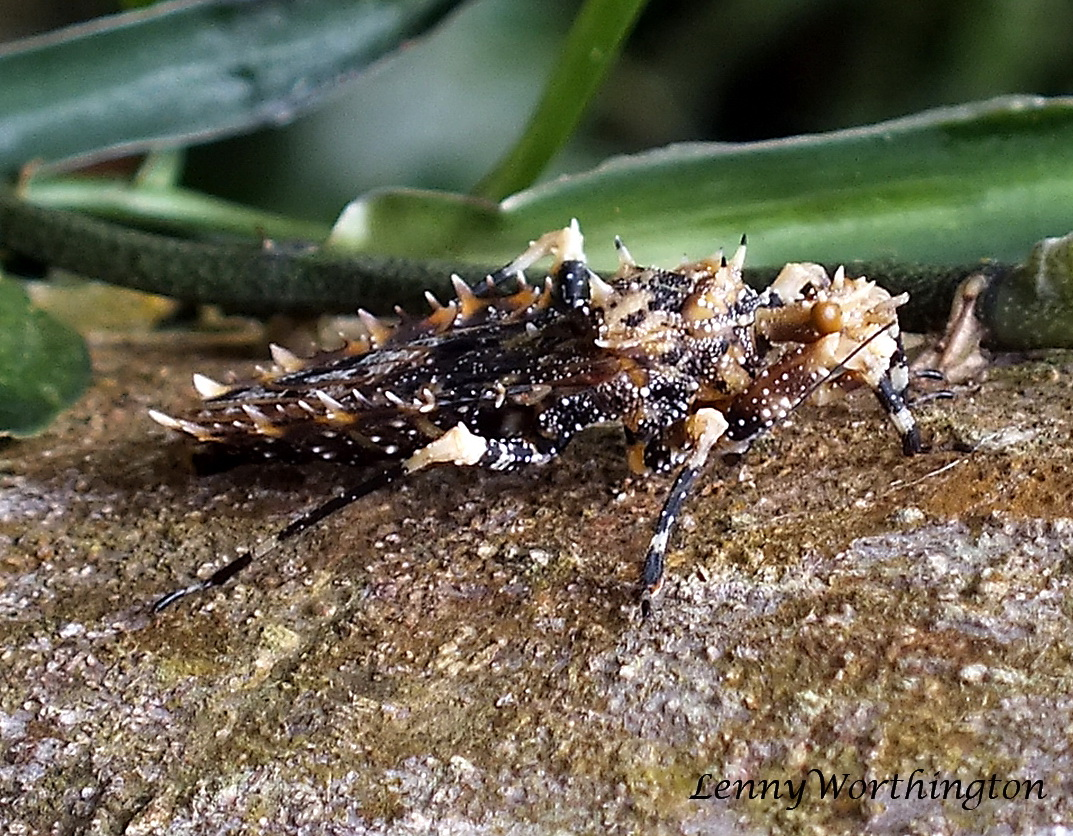
Réduve Neocentrocnemis stali

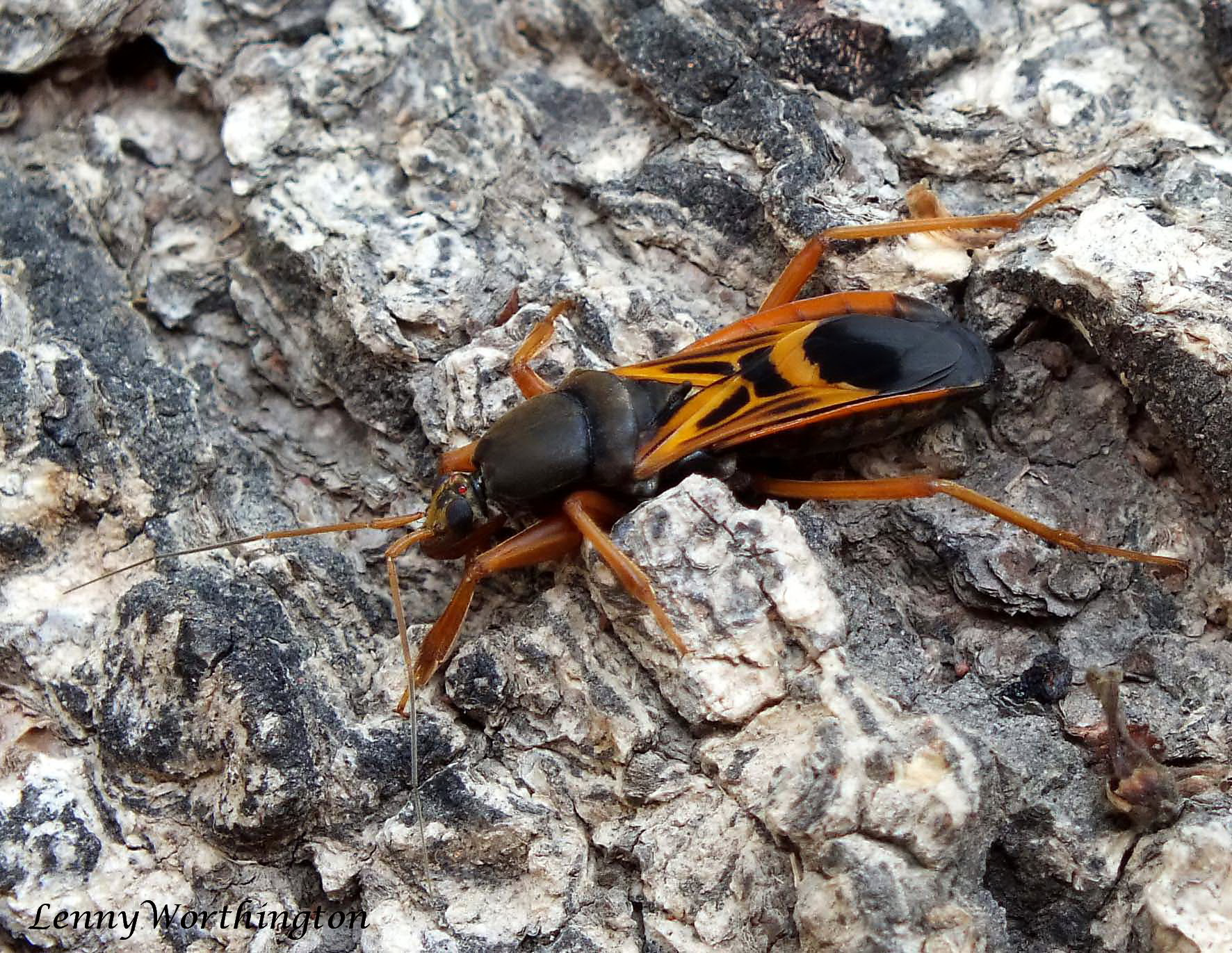
Réduve Ectomocoris elegans

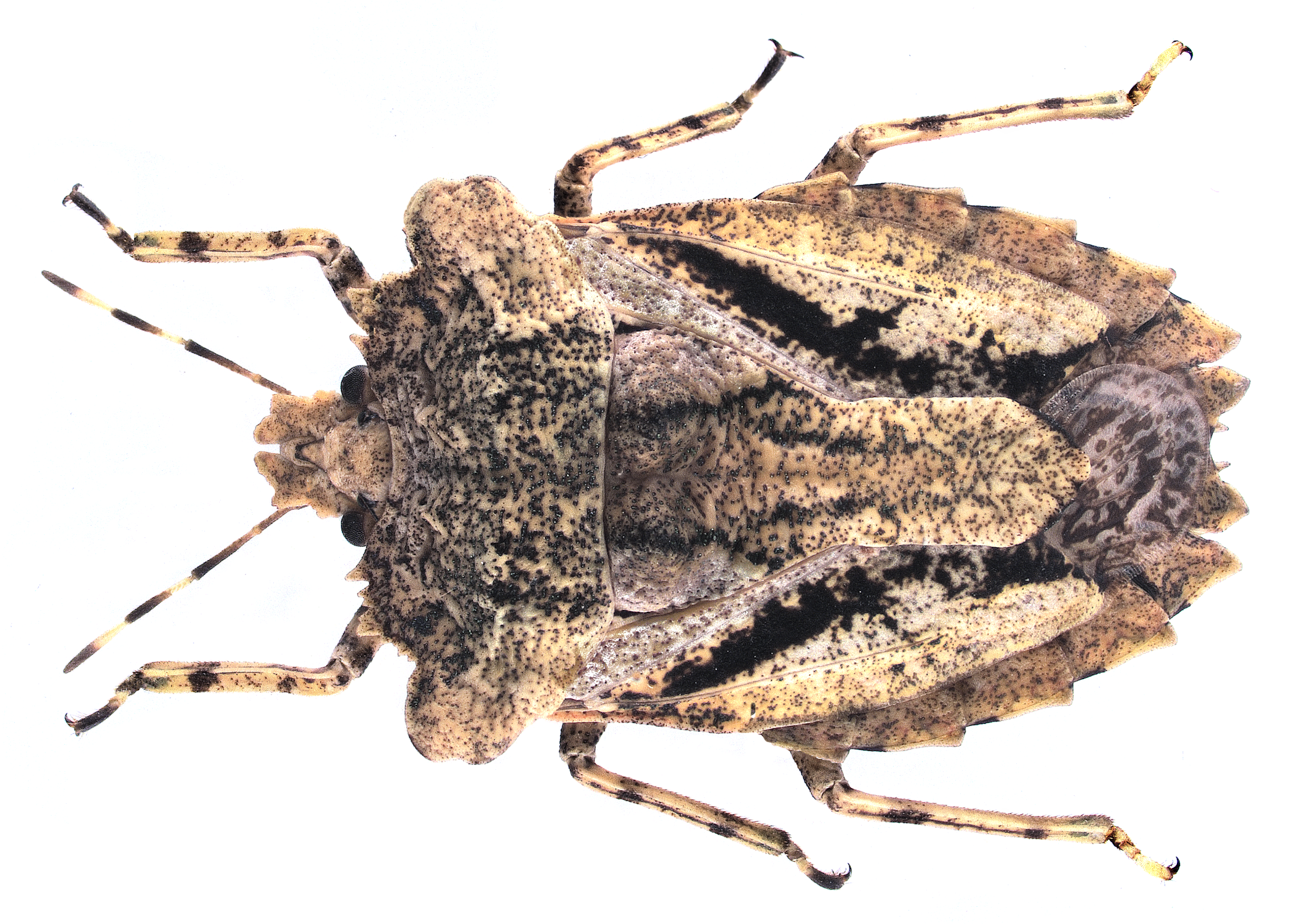
Punaise Amasenus corticalis

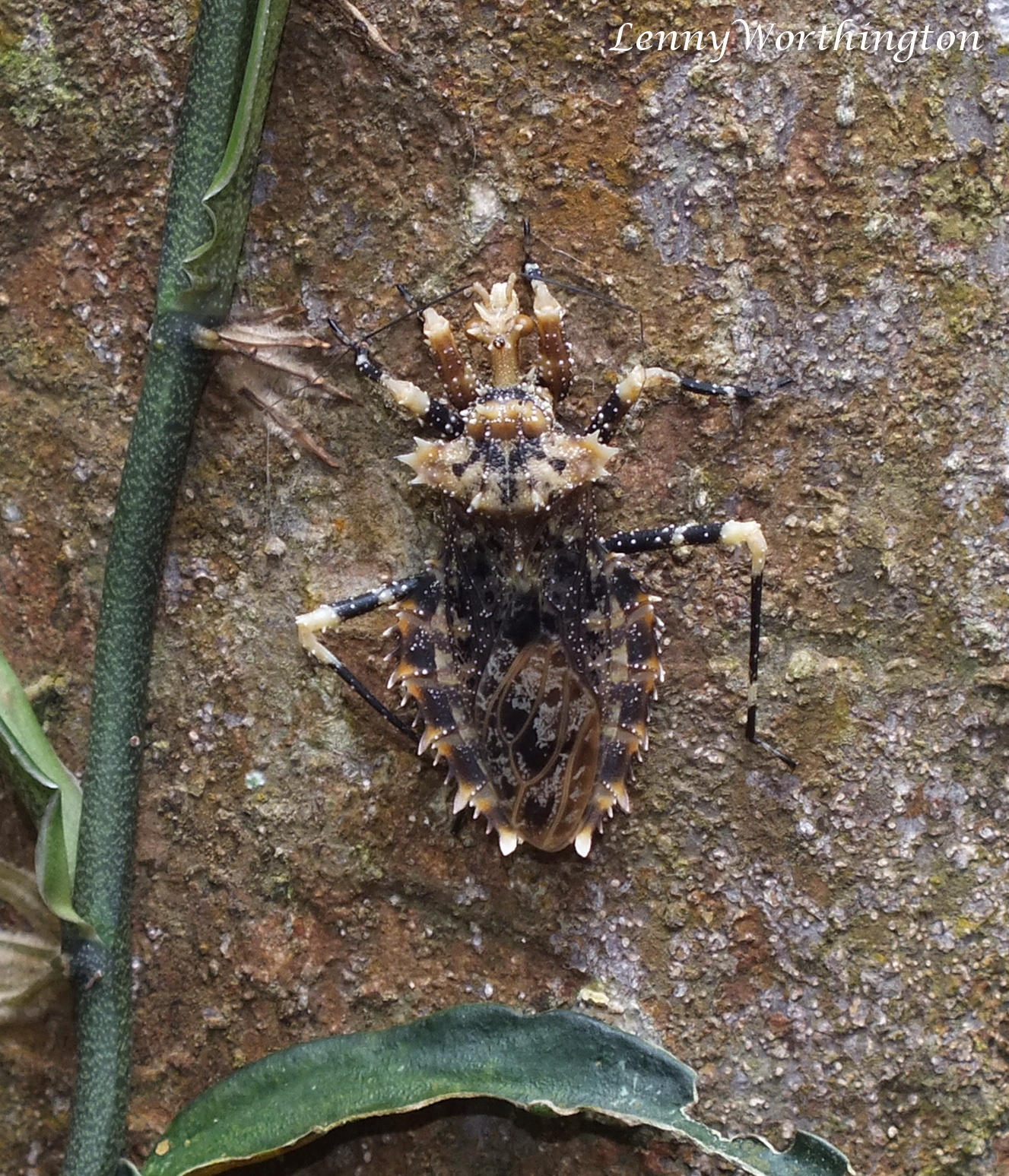
Réduve Neocentrocnemis stali

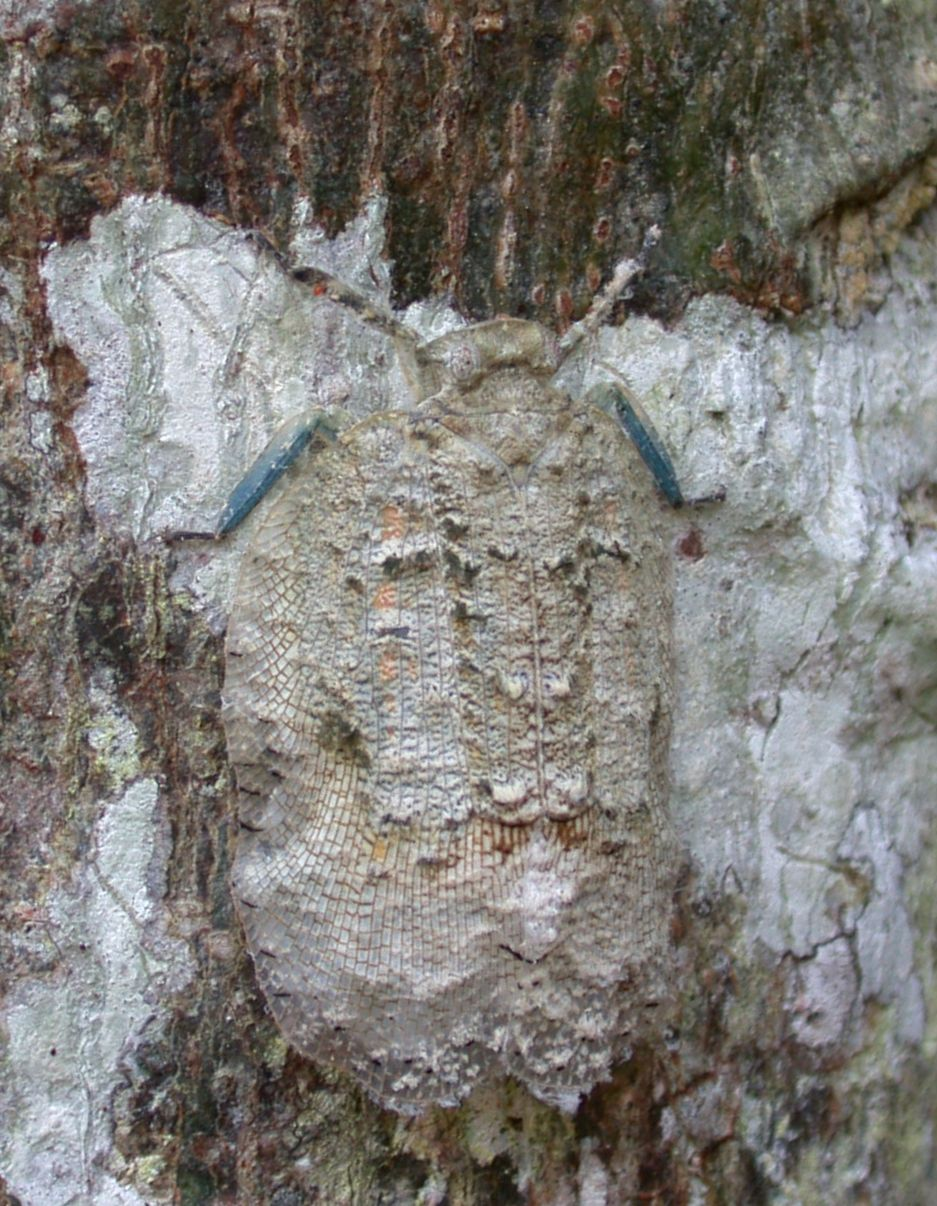
Hémiptère eurybrachidae Thessitus sp.

- Hémiptère eurybrachidae Thessitus sp.Hémiptères eurybrachidae : thessitus sp....
- et Hémiptères fulgoridés : kalidasa nigromaculat ; suceur de sève lanternaria ducalis (pirops ducalis) ; penthicodes variegata etc.

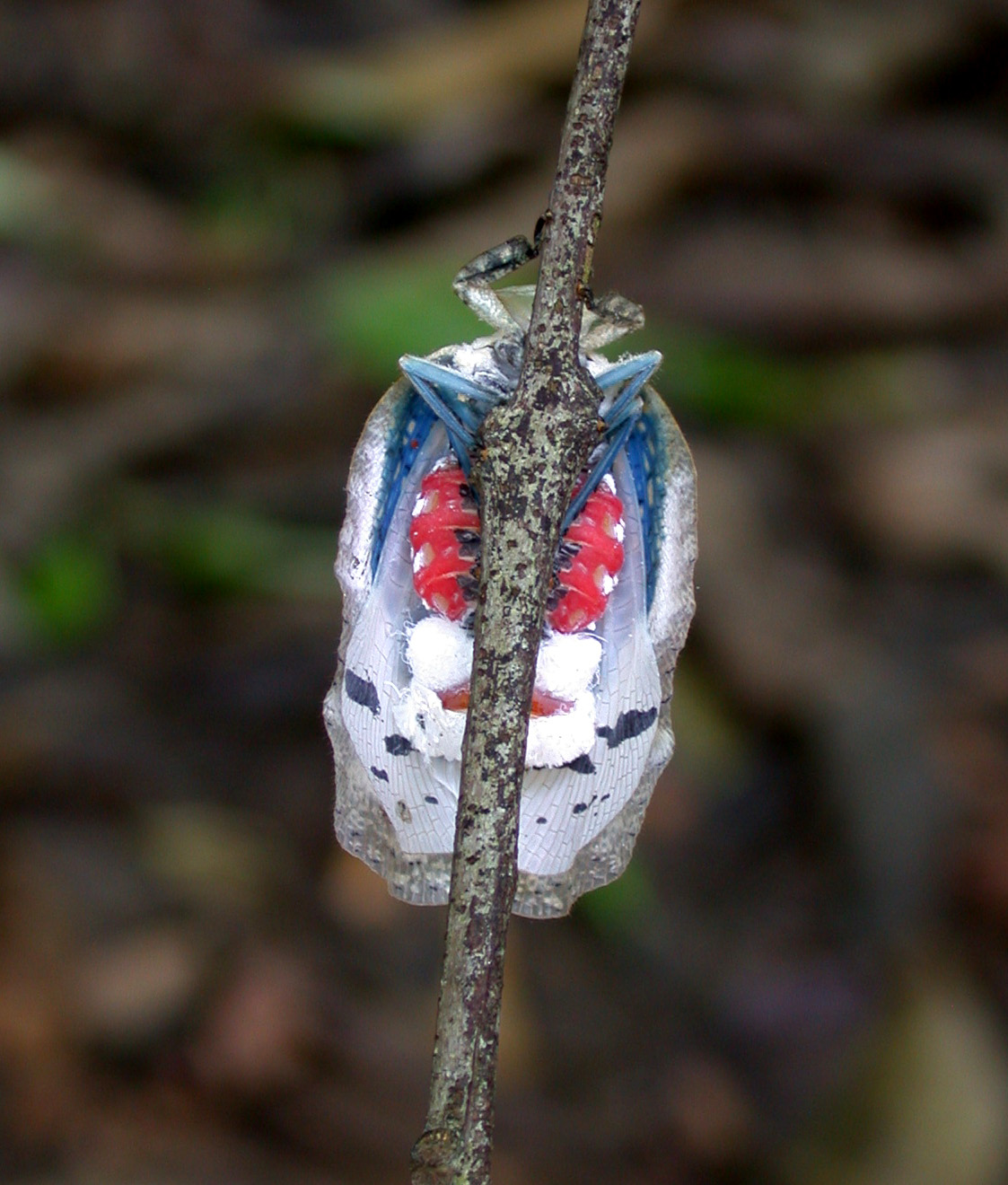
Hémiptère eurybrachidae Thessitus sp.

Hémiptères fulgoridae
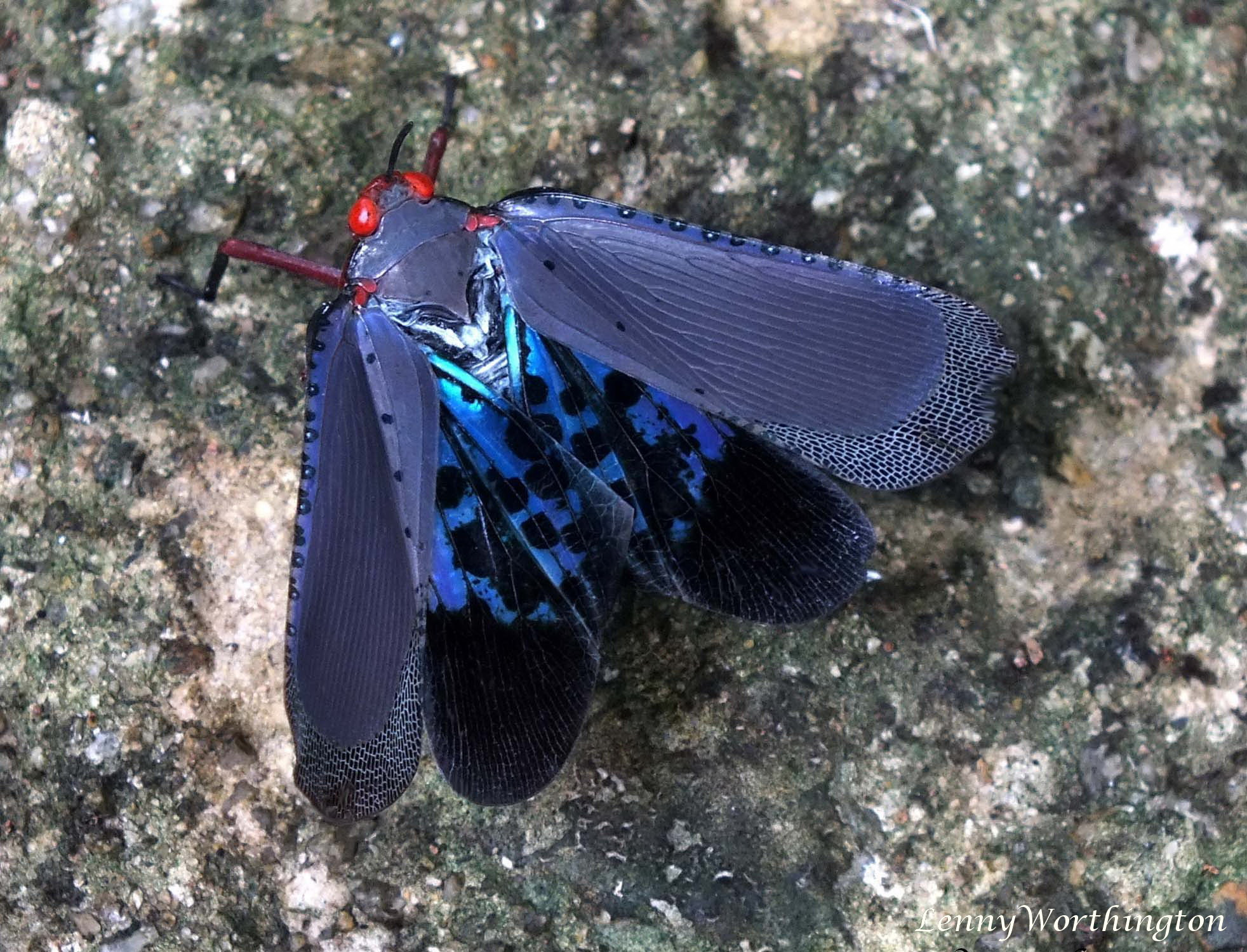
Kalidasa nigromaculata
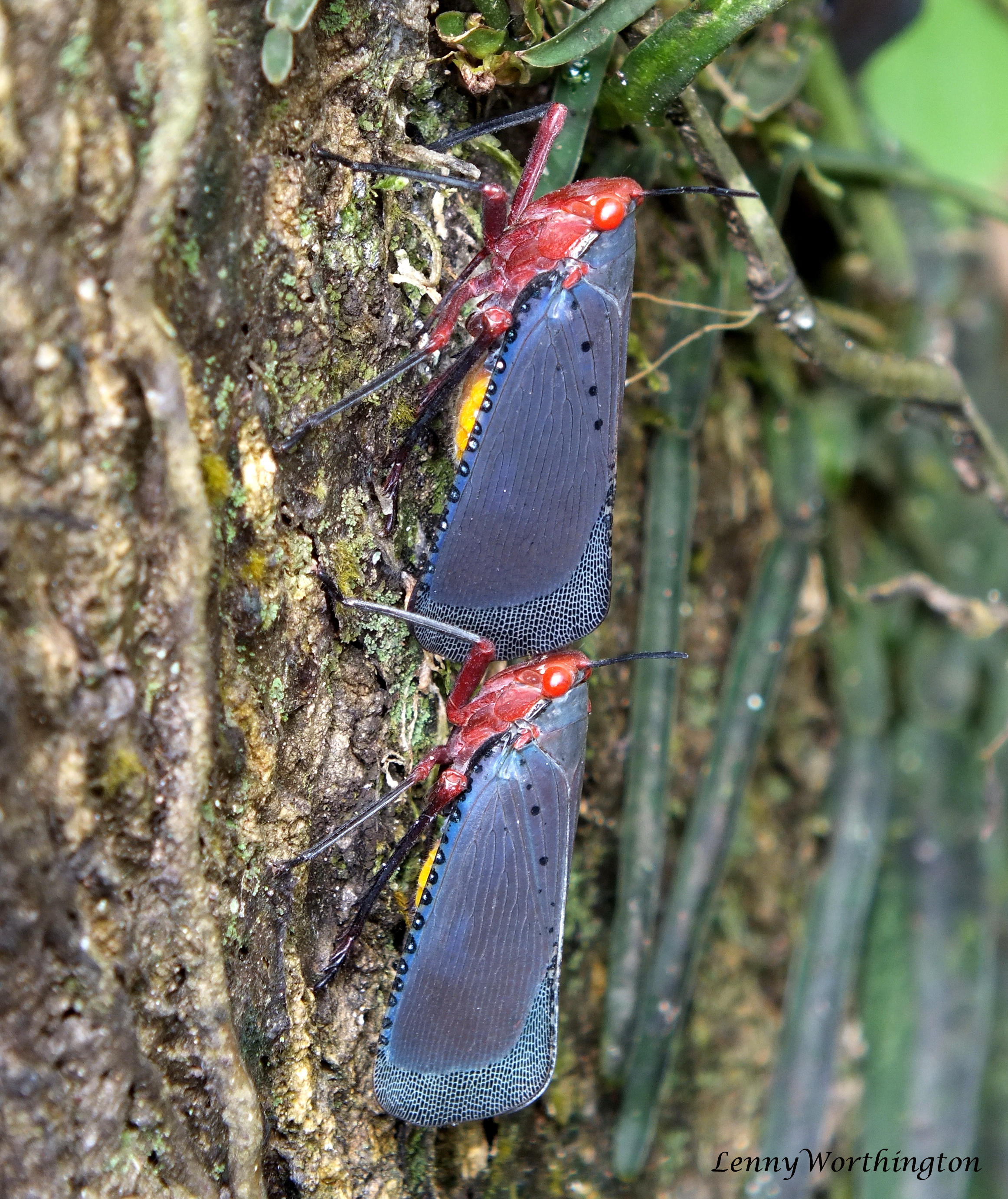
Kalidasa nigromacula
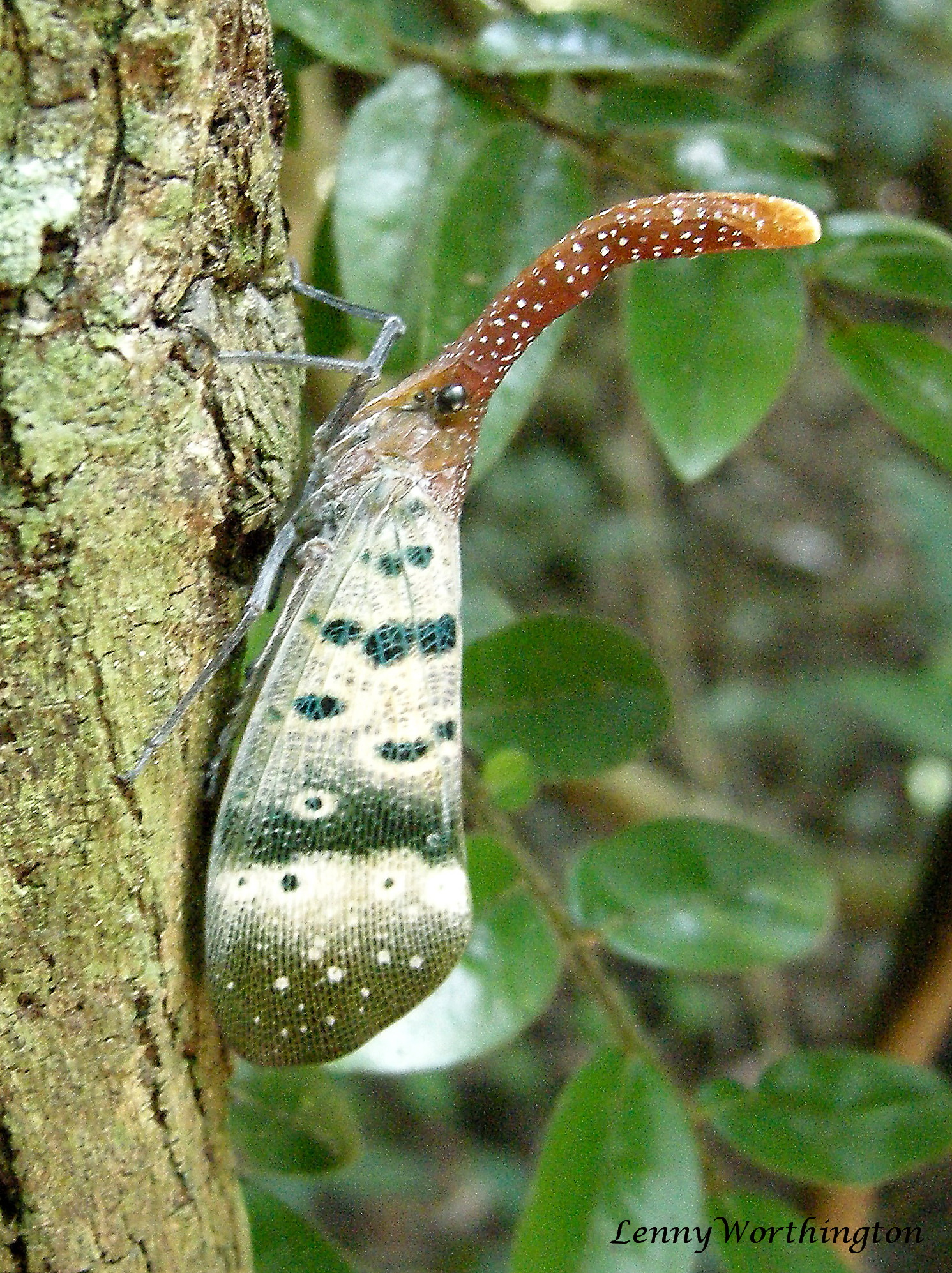
Laternaria ducalis (Pyrops ducalis)
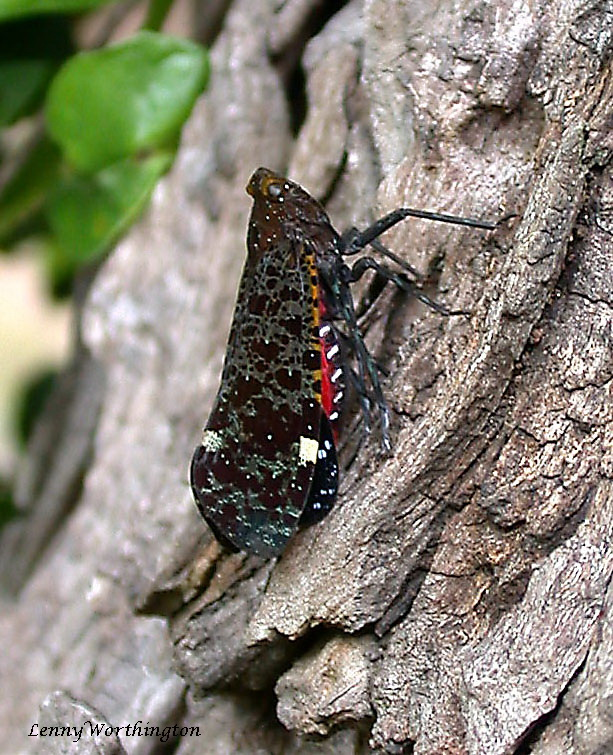
Penthicodes variegata

- Hémiptères Cicadidae (Cigales) : cigale pomponia linearis...

Cigales Pomponia linearis
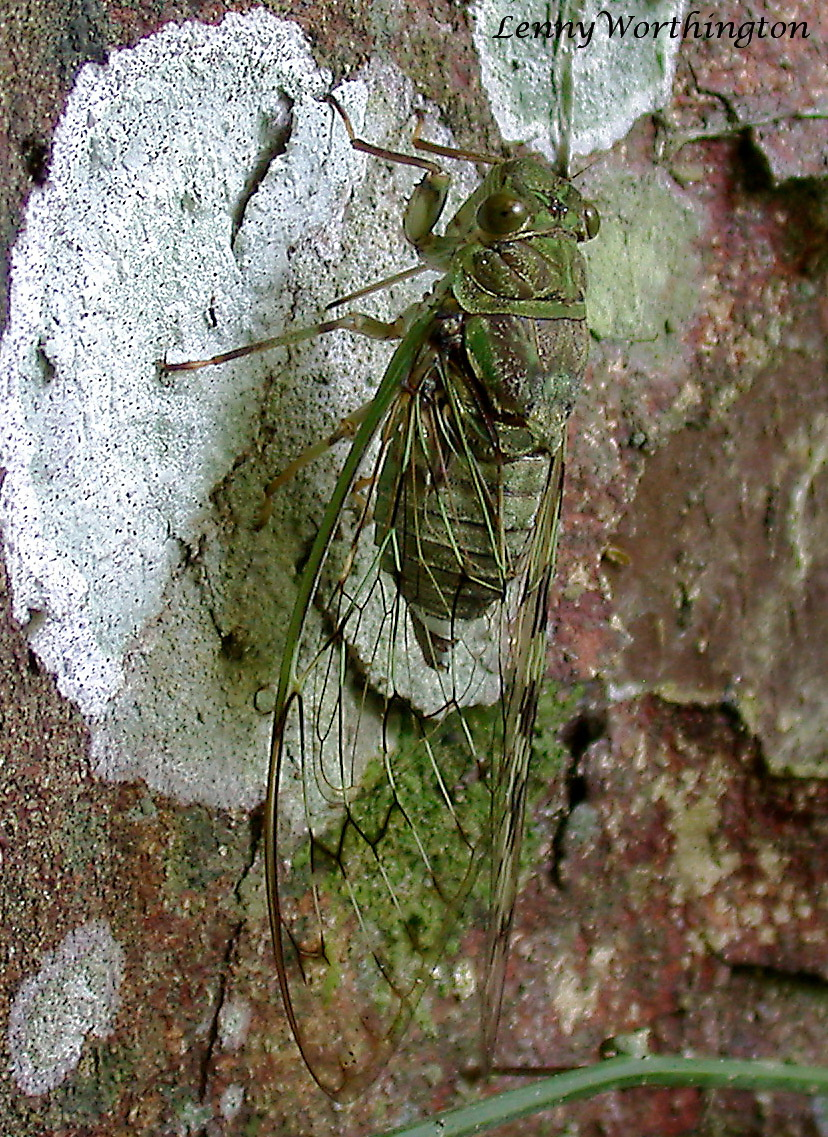
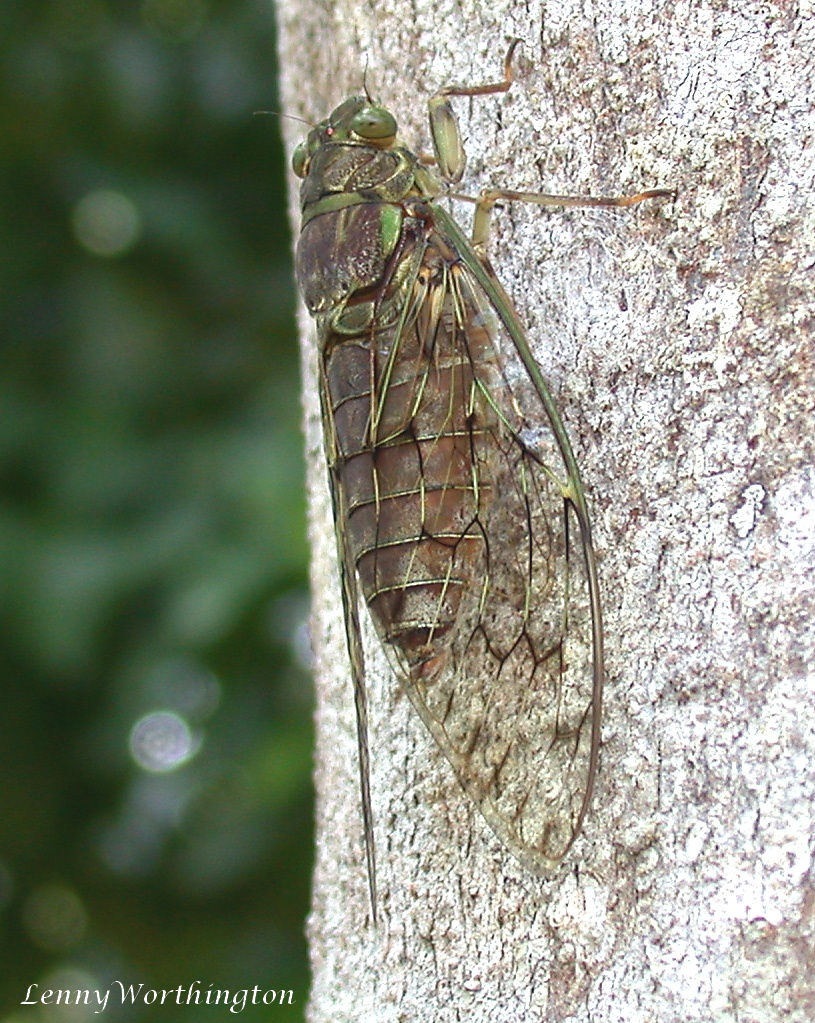
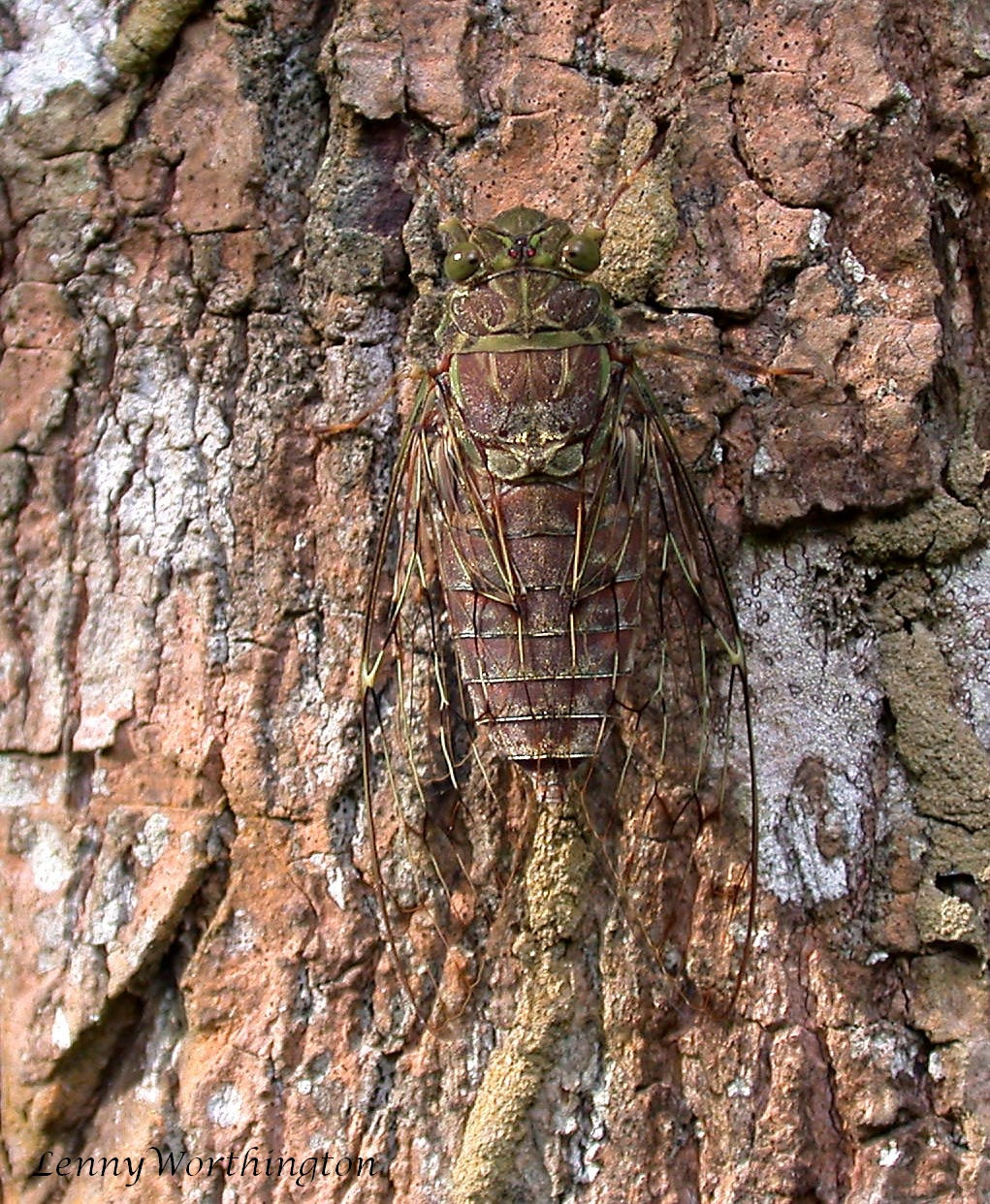
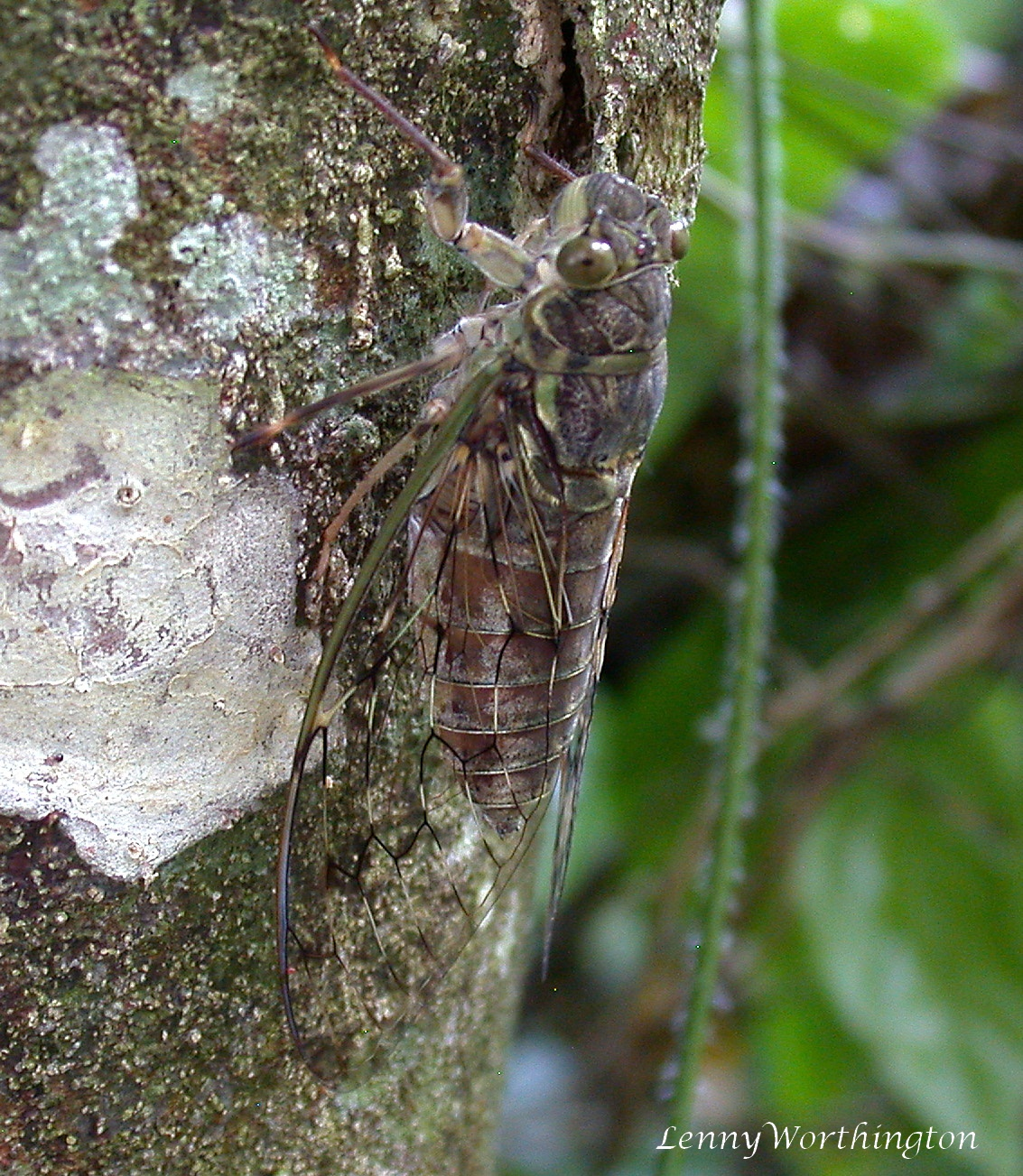

- Orthoptères Gryllidae (Grillons) : grillons teleogryllus mitratus et teleogryllus testaceus...

Grillons
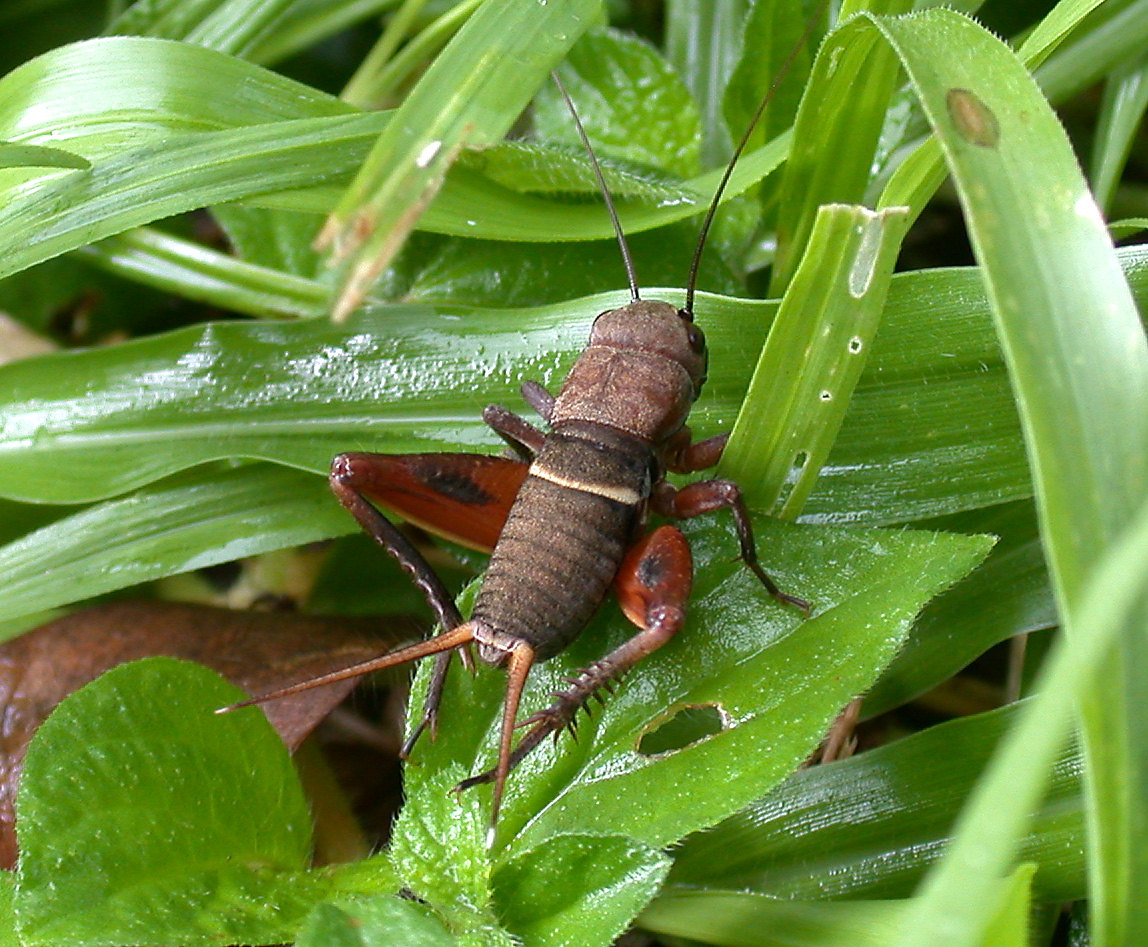
Teleogryllus mitratus
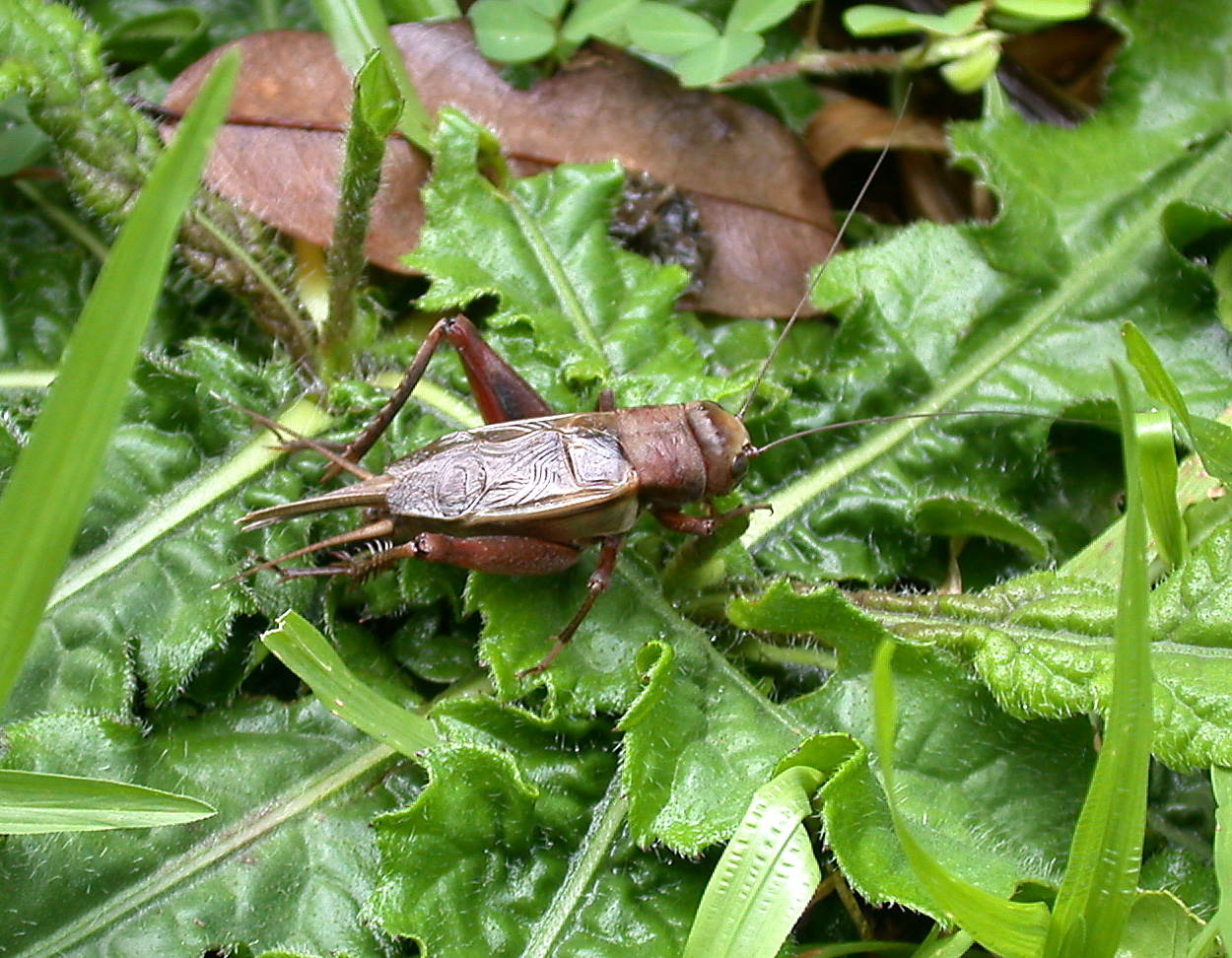
Teleogryllus testaceus

- Orthoptères divers (sauterelles et grillons ; criquets) : criquet chorotypus biemarginatus ; criquet erianthus versicolor ; criquet acridide (ou acridien) phlaeoba antennata...

Criquets
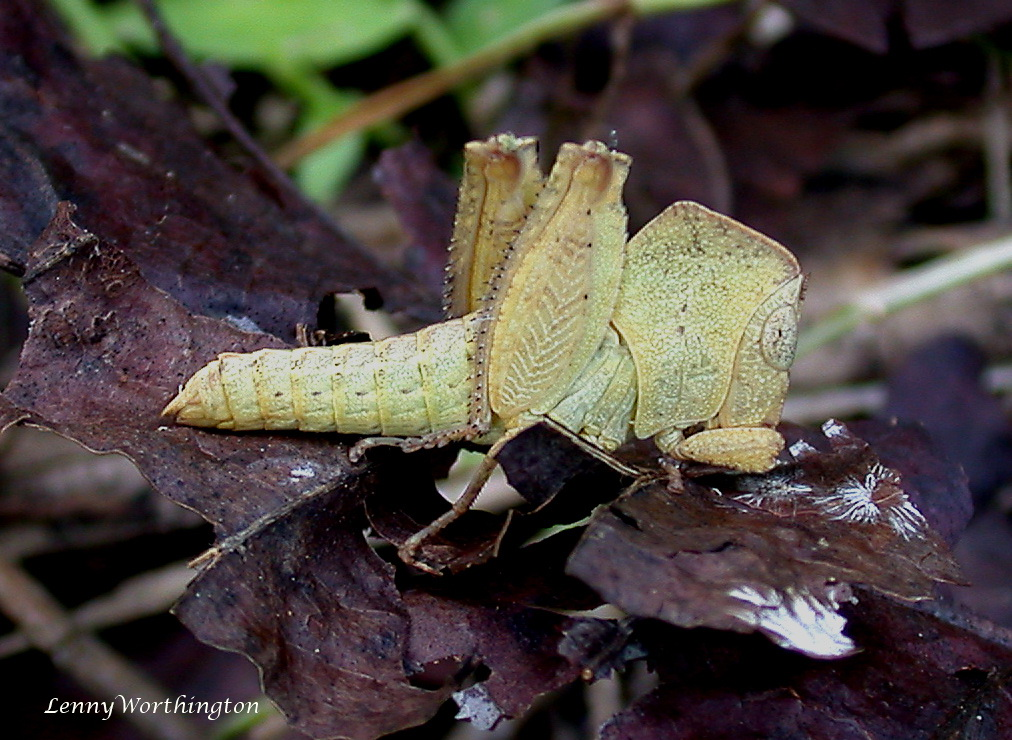
Chorotypus biemarginatus
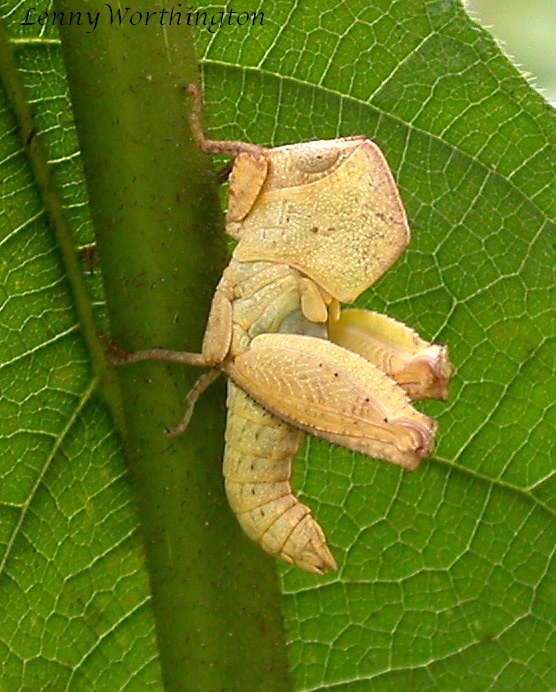
Chorotypus biemarginatus
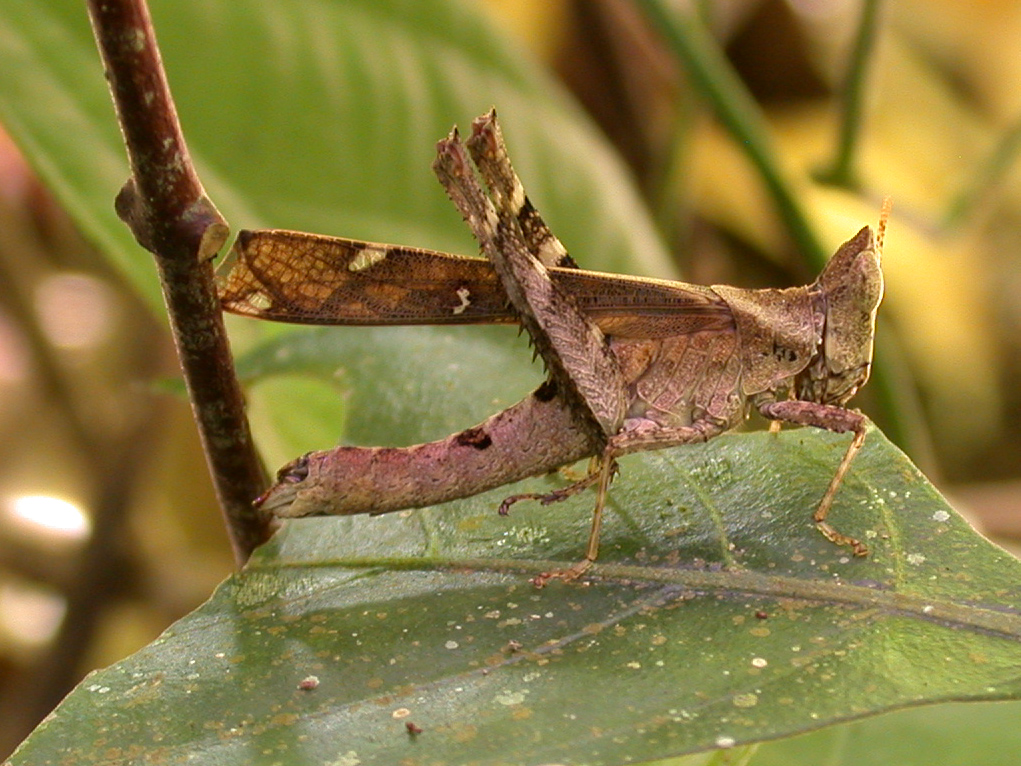
Erianthus versicolor
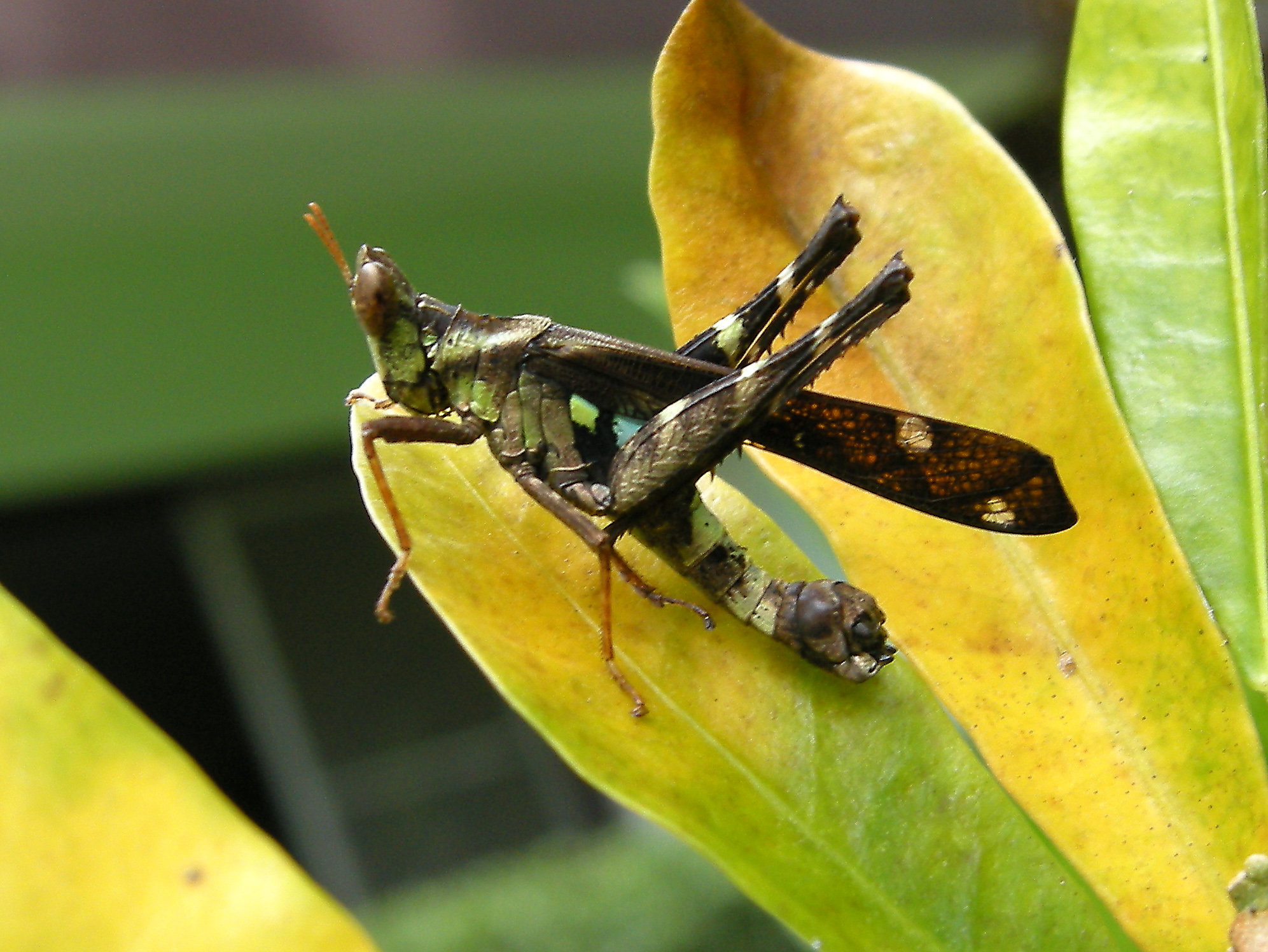
Erianthus versicolor
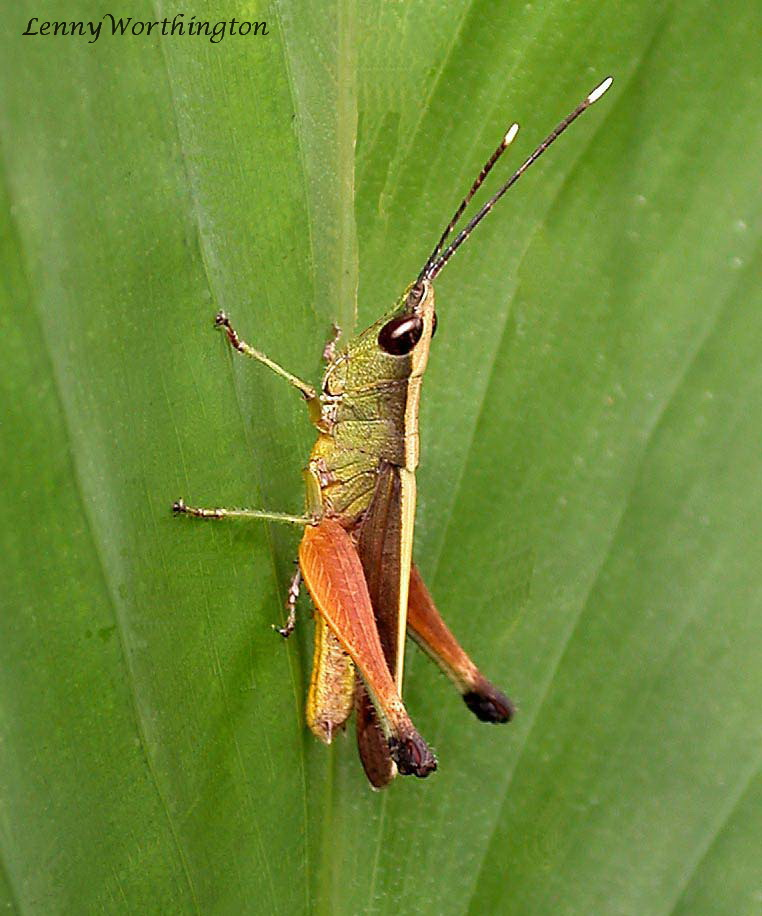
Acridide ou acridien Phlaeoba antennata

- Mantodea (Mantes) : mante tropidemantis tenera etc.

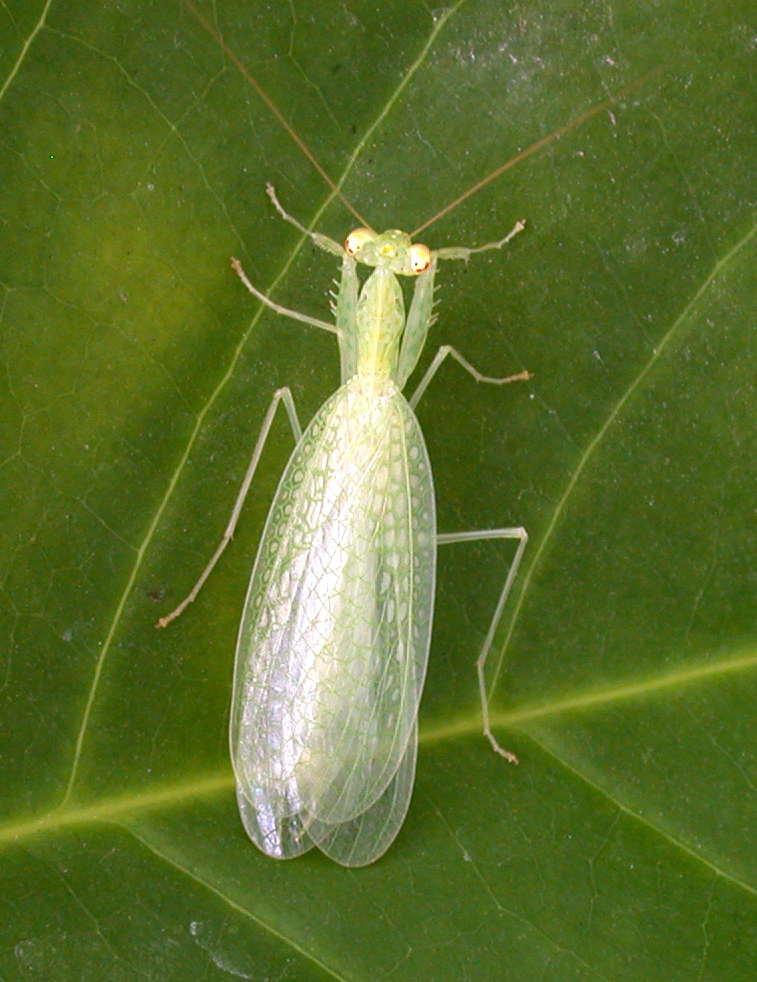
Mante Tropidomantis tenera

#### De nombreux papillons
On peut admirer de splendides insectes lépidoptères (papillons) :
Rhopalocères :
- famille des Papilionidae : papilio nephelus chaon, troides aeacus aeacus ..
- famille des Nymphalidae : amathus phidippus (ravageur des palmiers et cocotiers), cyrestis thyodamas thyodamas (ou mappemonde), euploea mulciber mulciber, euthalia teuta gupta, junonia atlites, melanocyma faunula kimurai...
- famille des lycaenidae : celastrina lavendularis isabella, discolampa ethion ethion...

Hétérocères :
- famille des Pieridae : eurema sari sodalis...
- famille des Sphingidae : eupanacra mydon...
- etc.

Papillons
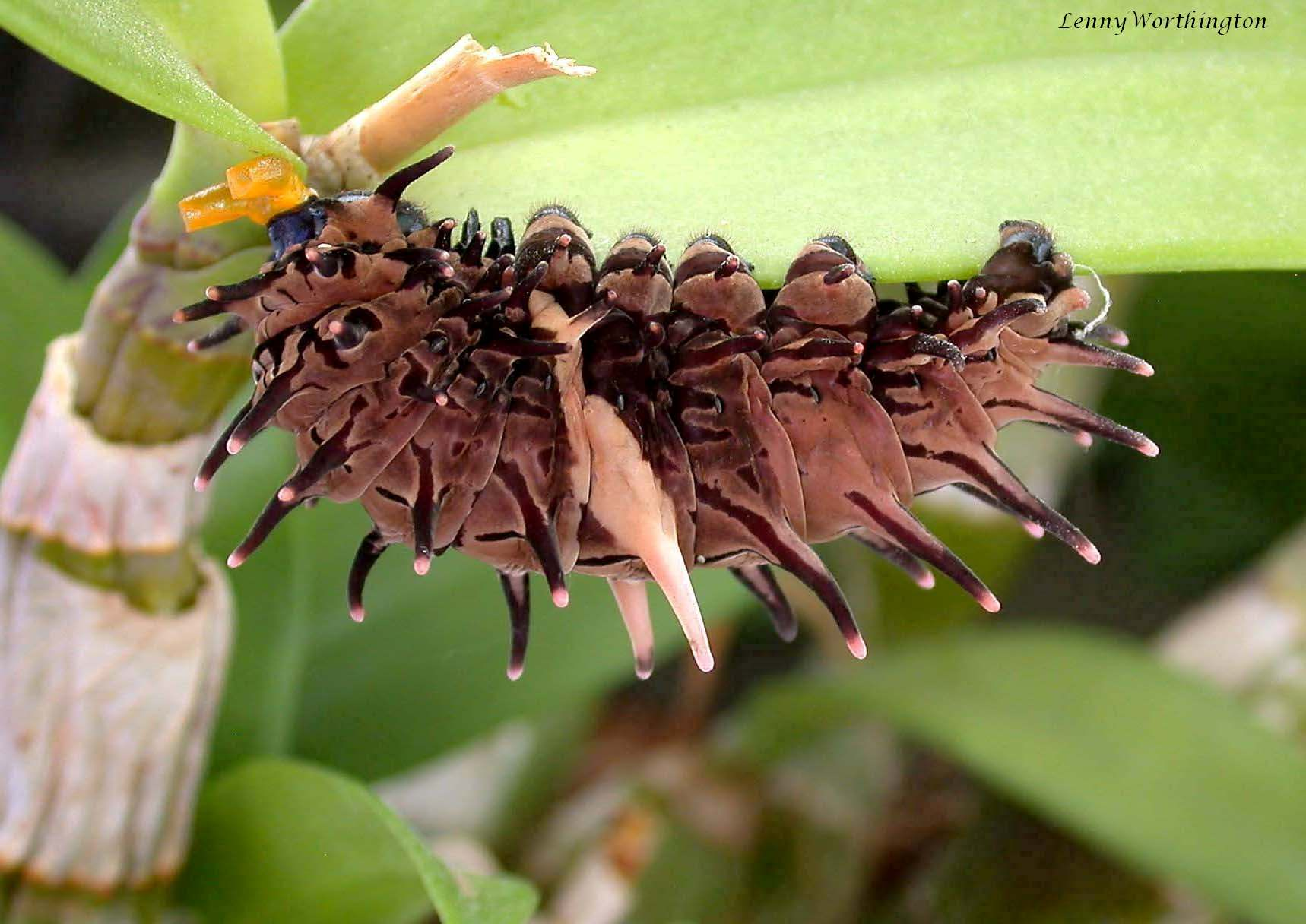
Chenille de Troides aeacus (Papilionidae)
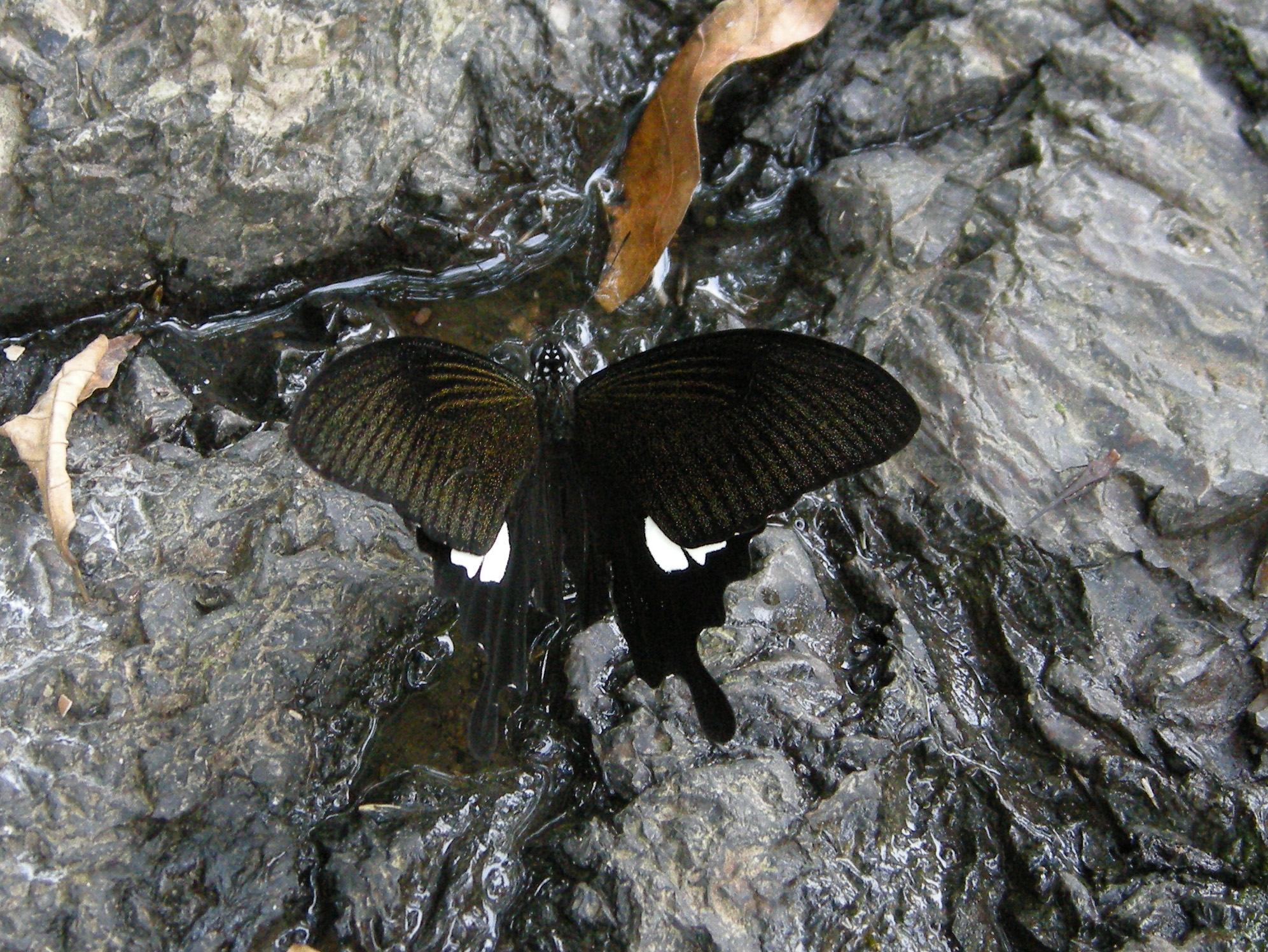
Papilio nephelus chaon (Papilionidae)
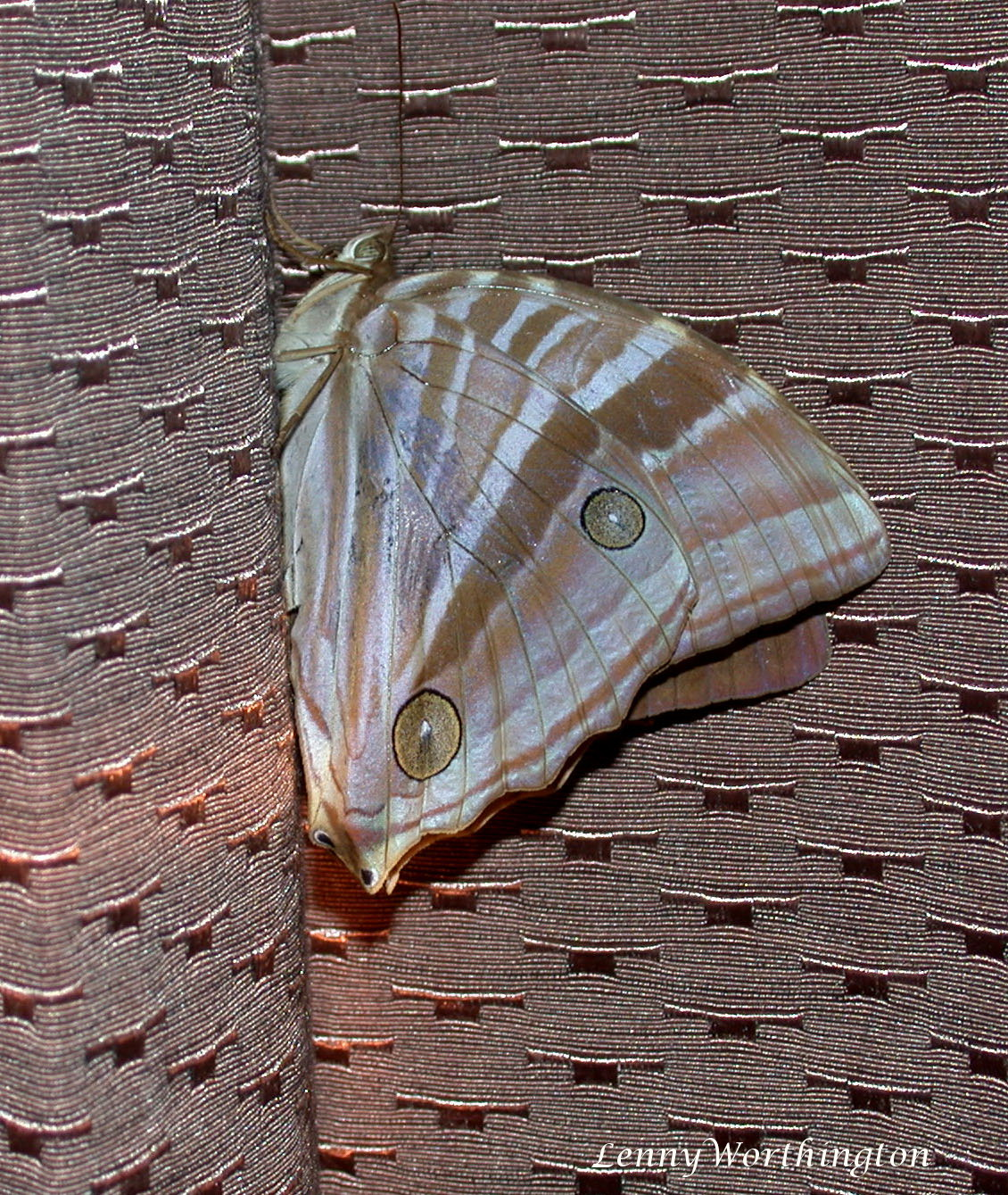
Amathusia phidippus, ravageur des palmiers (Nymphalidae)
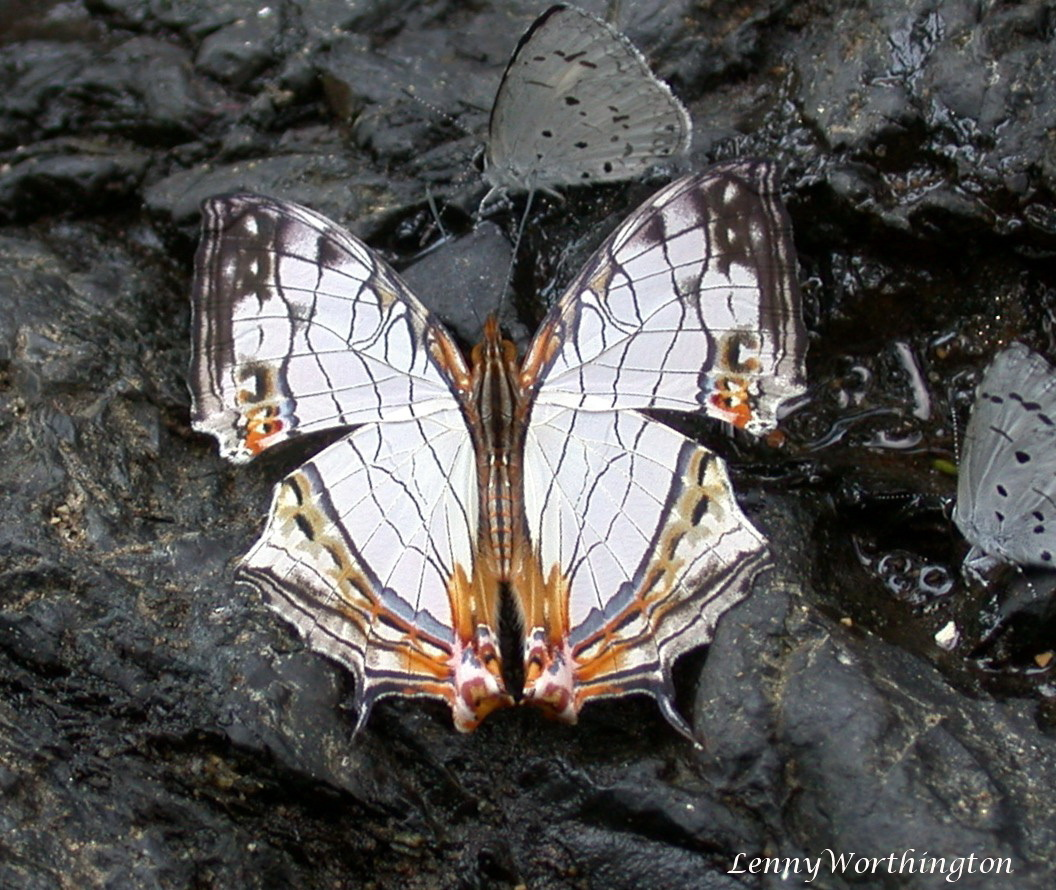
Cyrestis thyodamas (Mappemonde) (Nymphalidae)
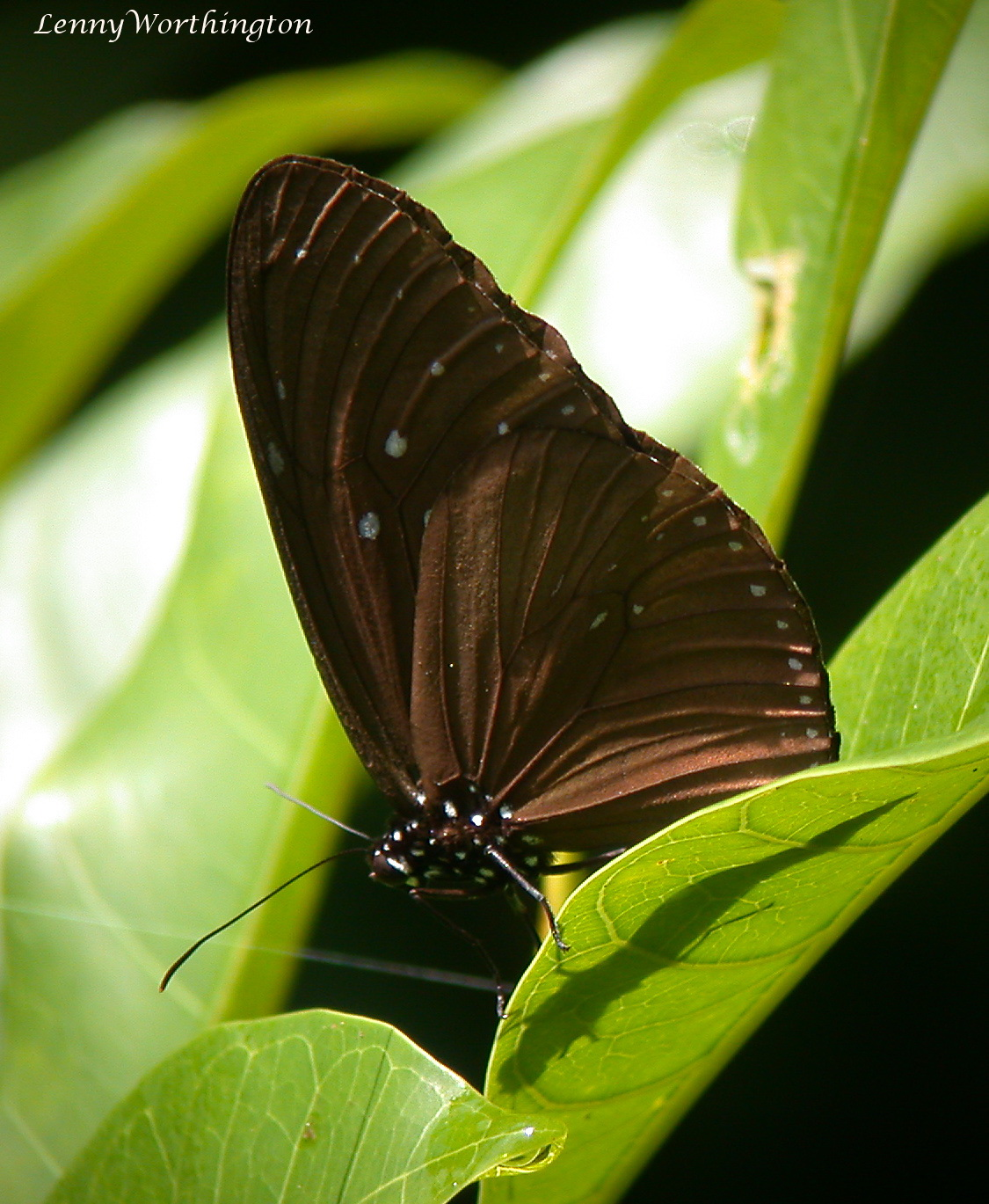
Euploea mulciber (Nymphalidae)
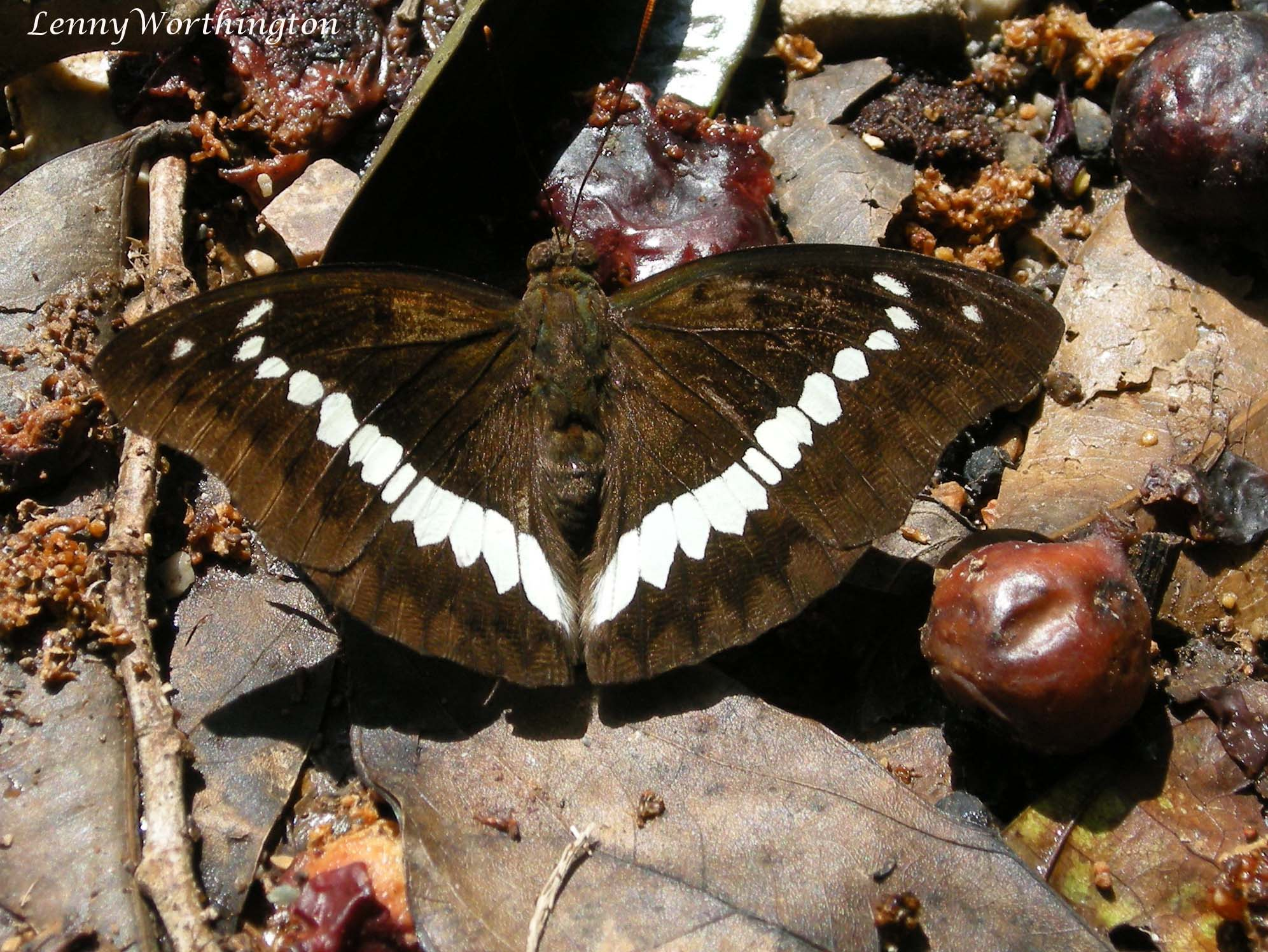
Euthalia teuta gupta (Nymphalidae)
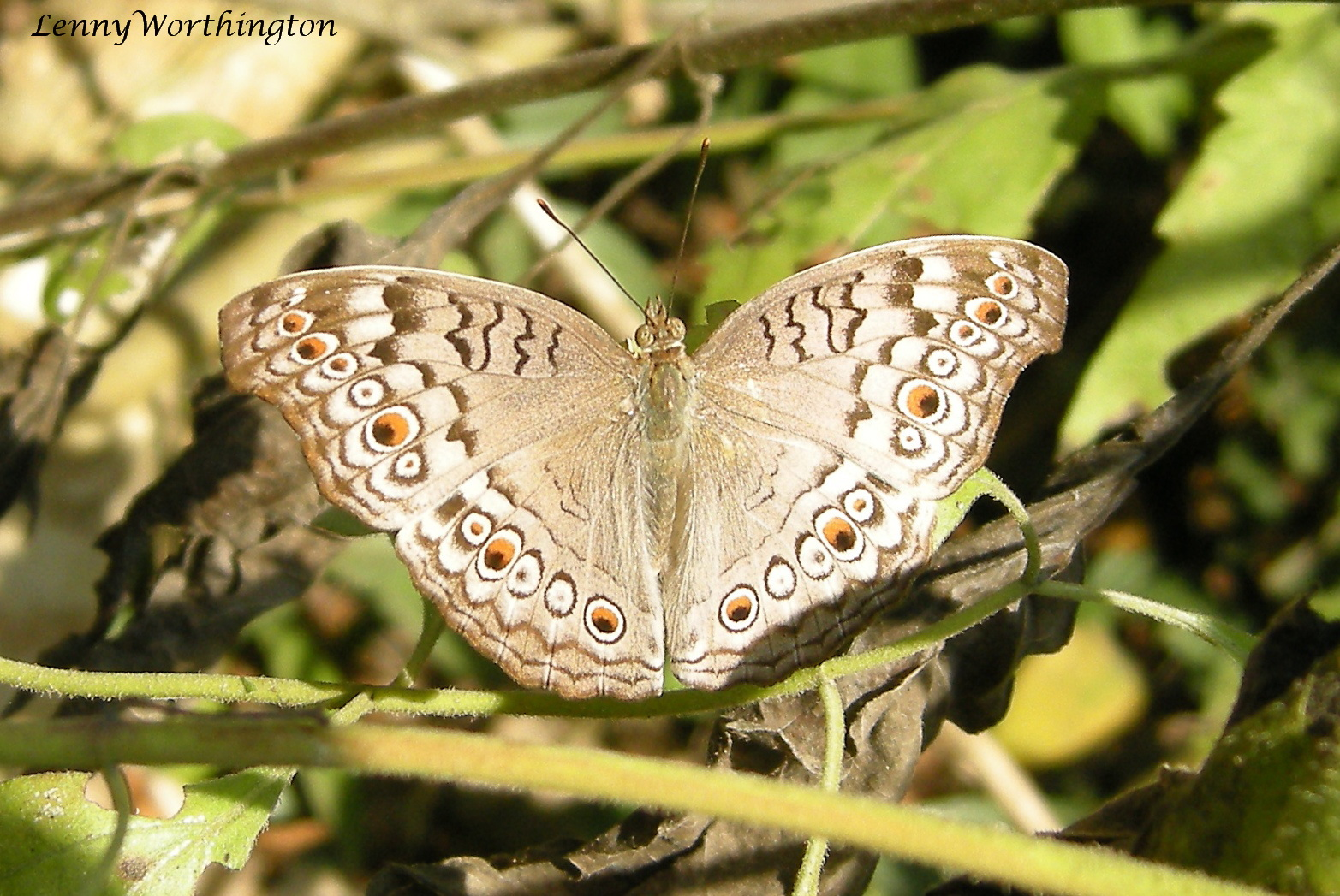
Junonia atlites atlites (Nymphalidae)
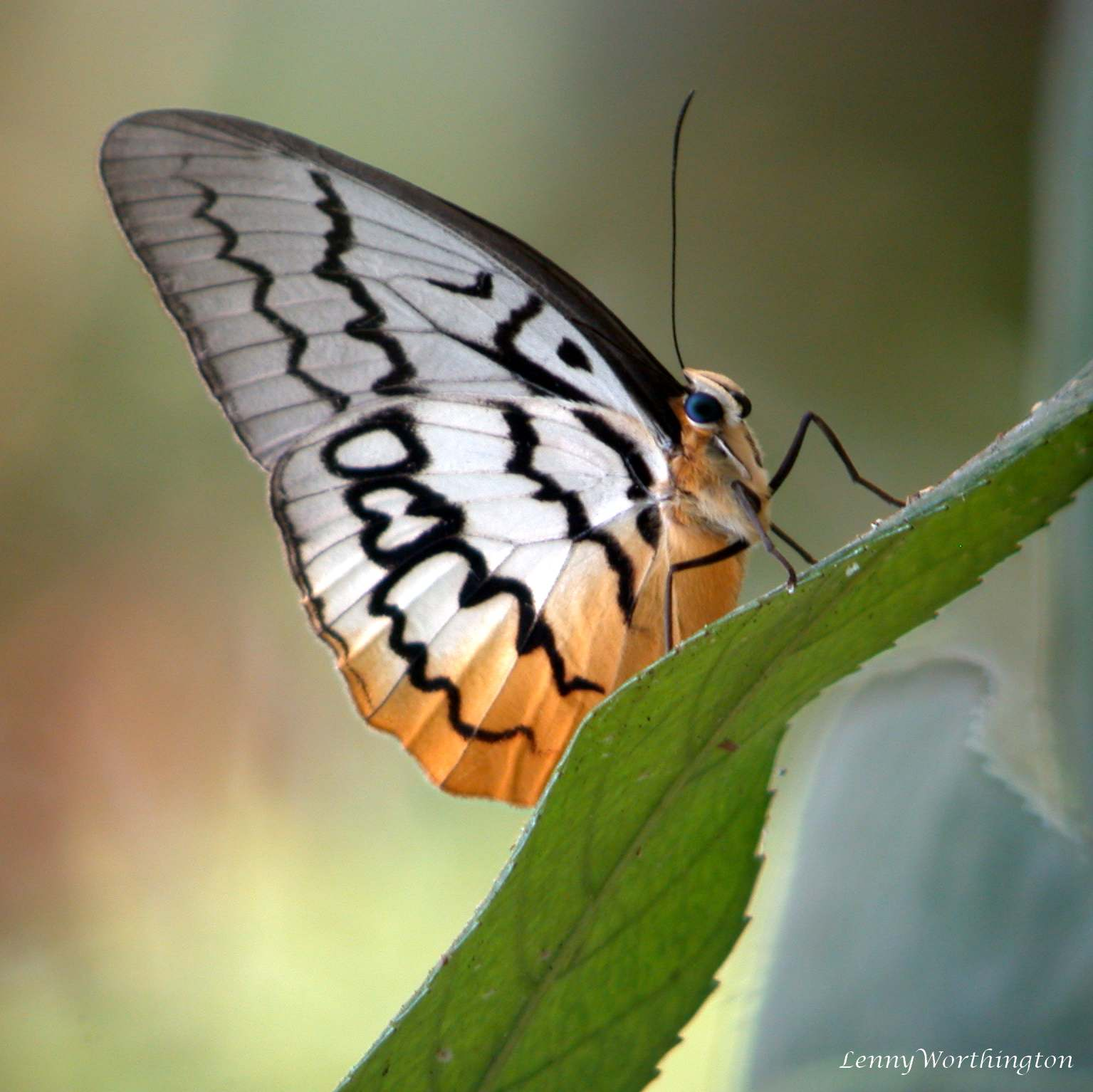
Melanocyma faunula kimurai (Nymphalidae)
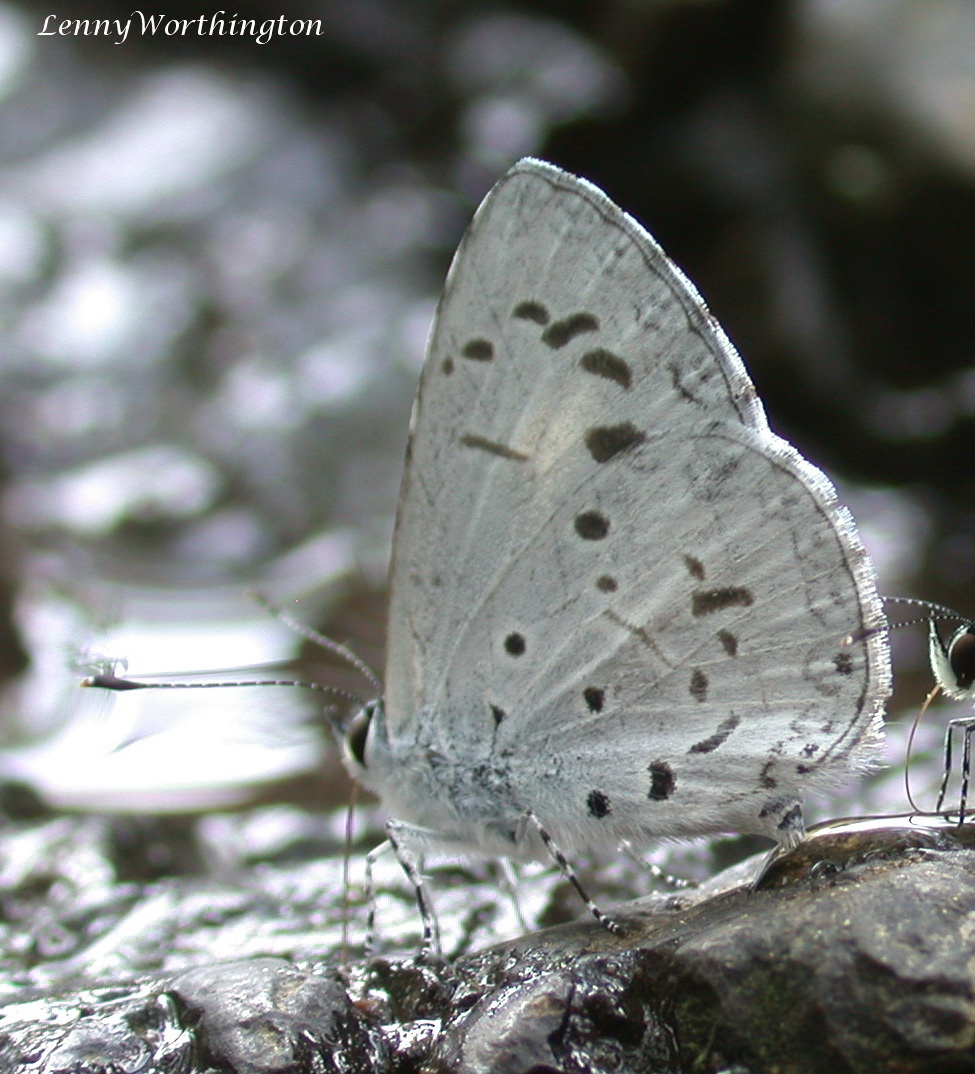
Celastrina lavendularis isabella (Lycaenidae)
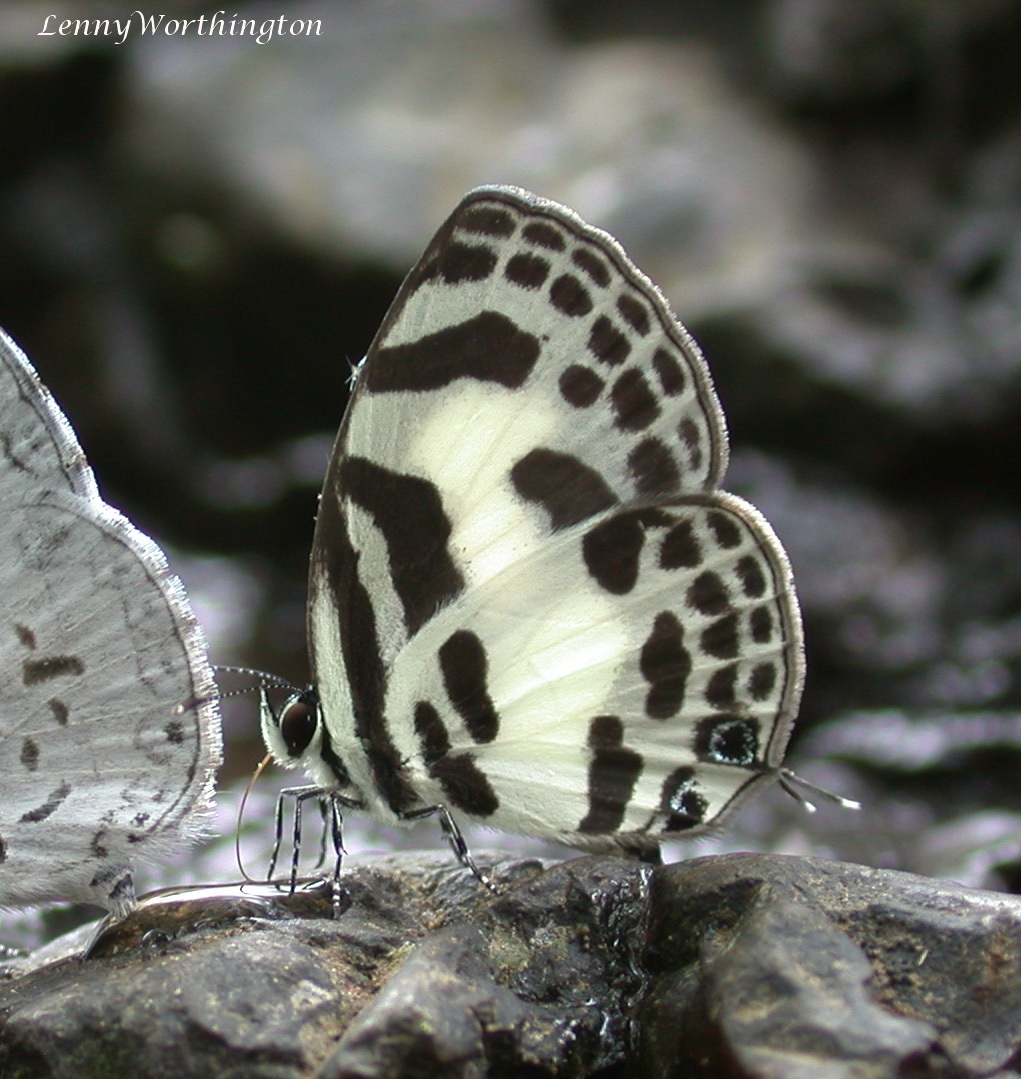
Discolampa ethion (Lycaenidae)
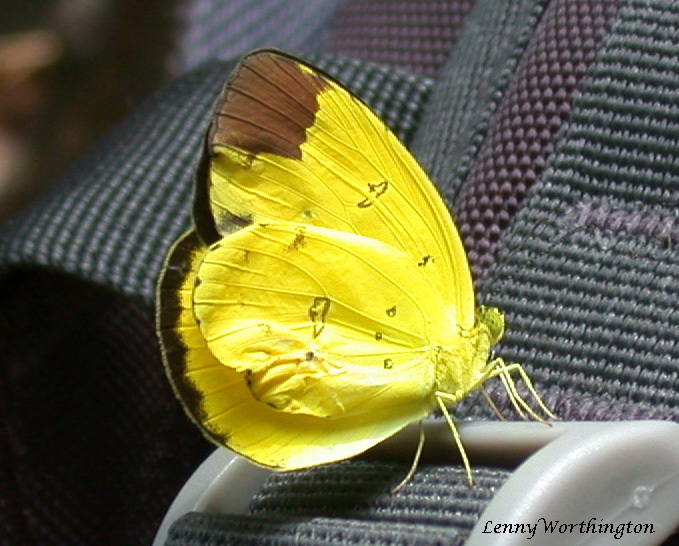
Eurema sari sodalis (Pieridae)
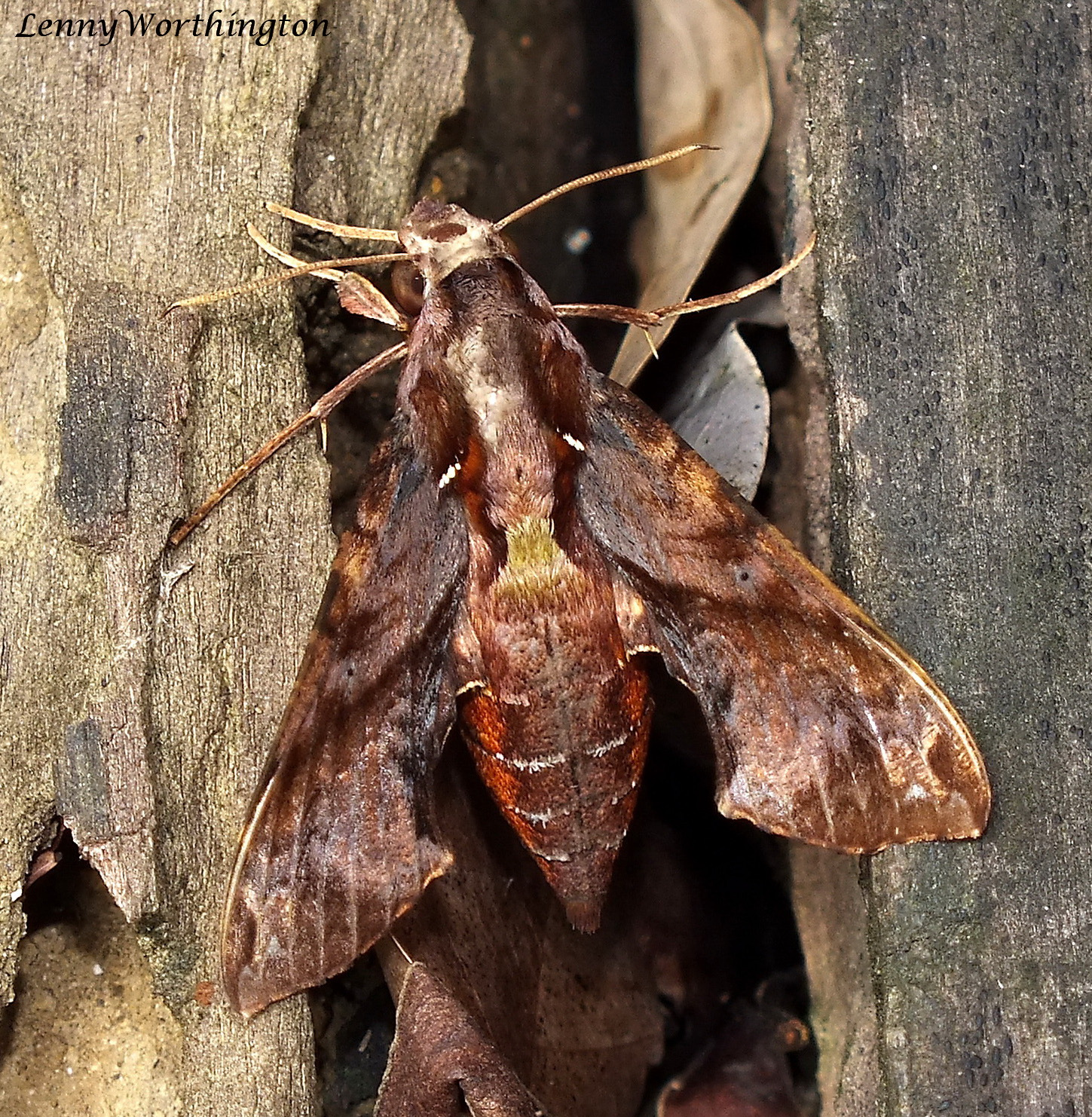
Eupanacra mydon, femelle (Sphingidae)

#### Diverses araignées, des mille-pattes...

Araignées et mille-pattes
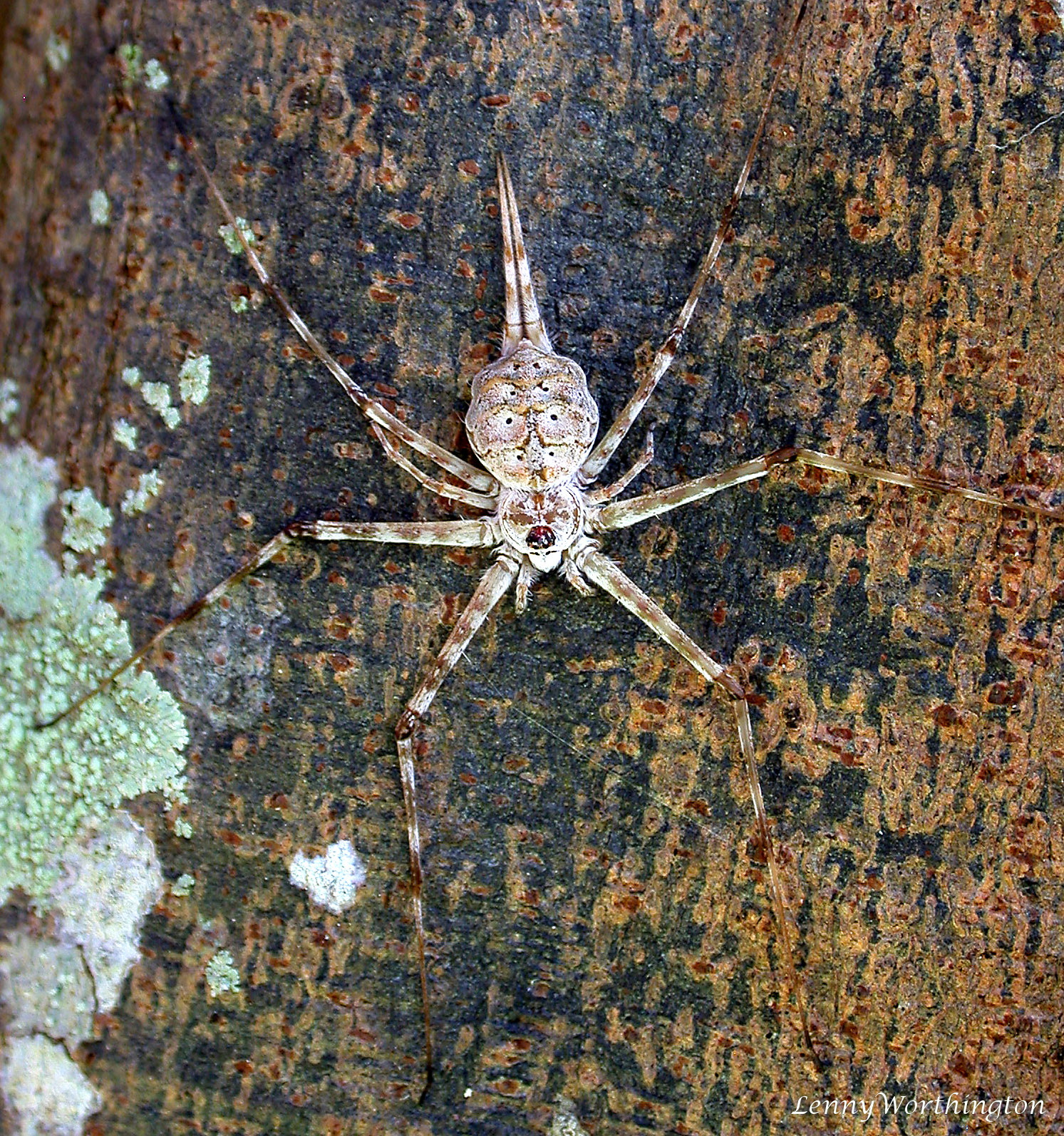
Hersilia clypealis
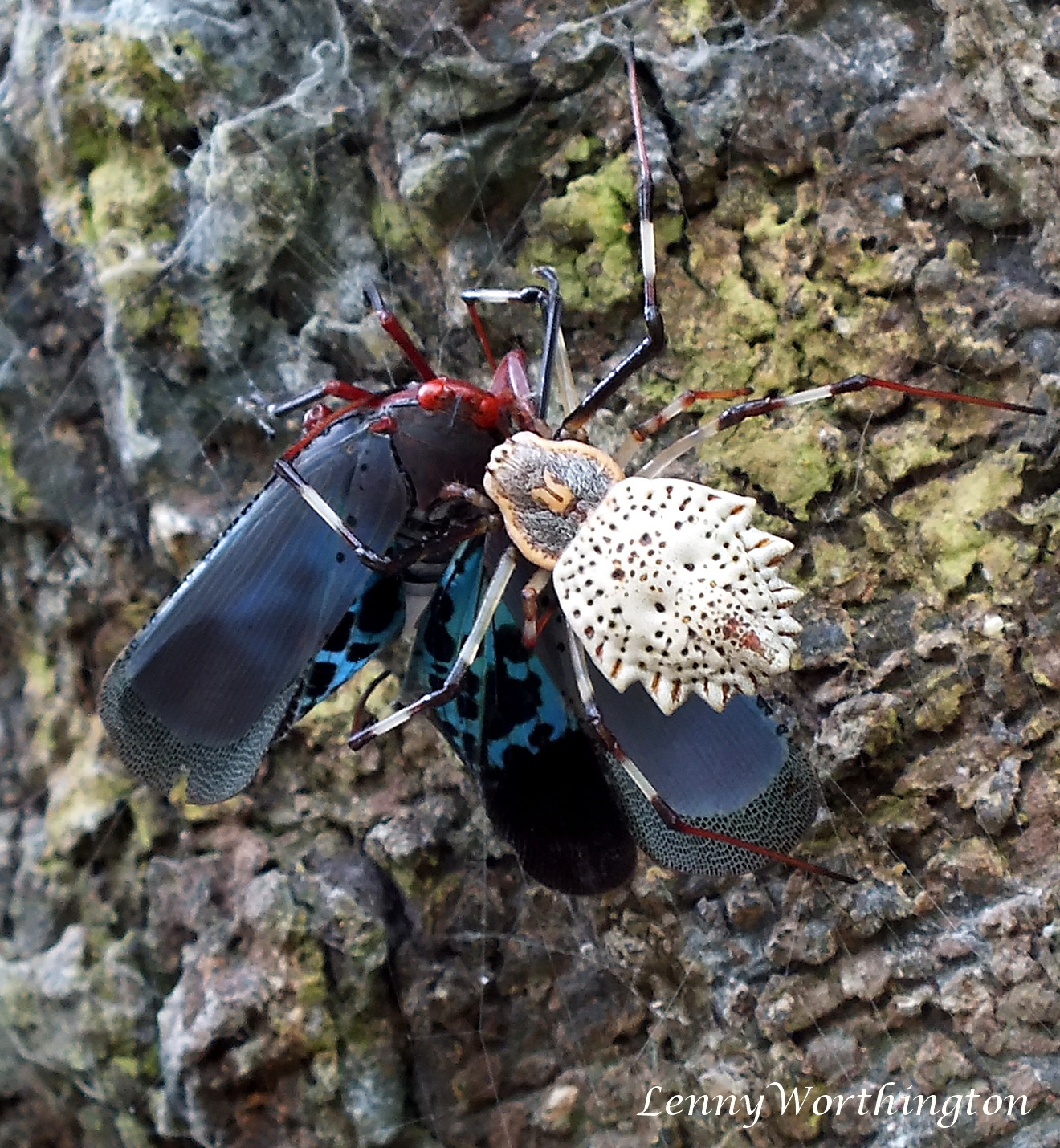
Herennia multipuncta dévorant  Kalidasa nigromaculata
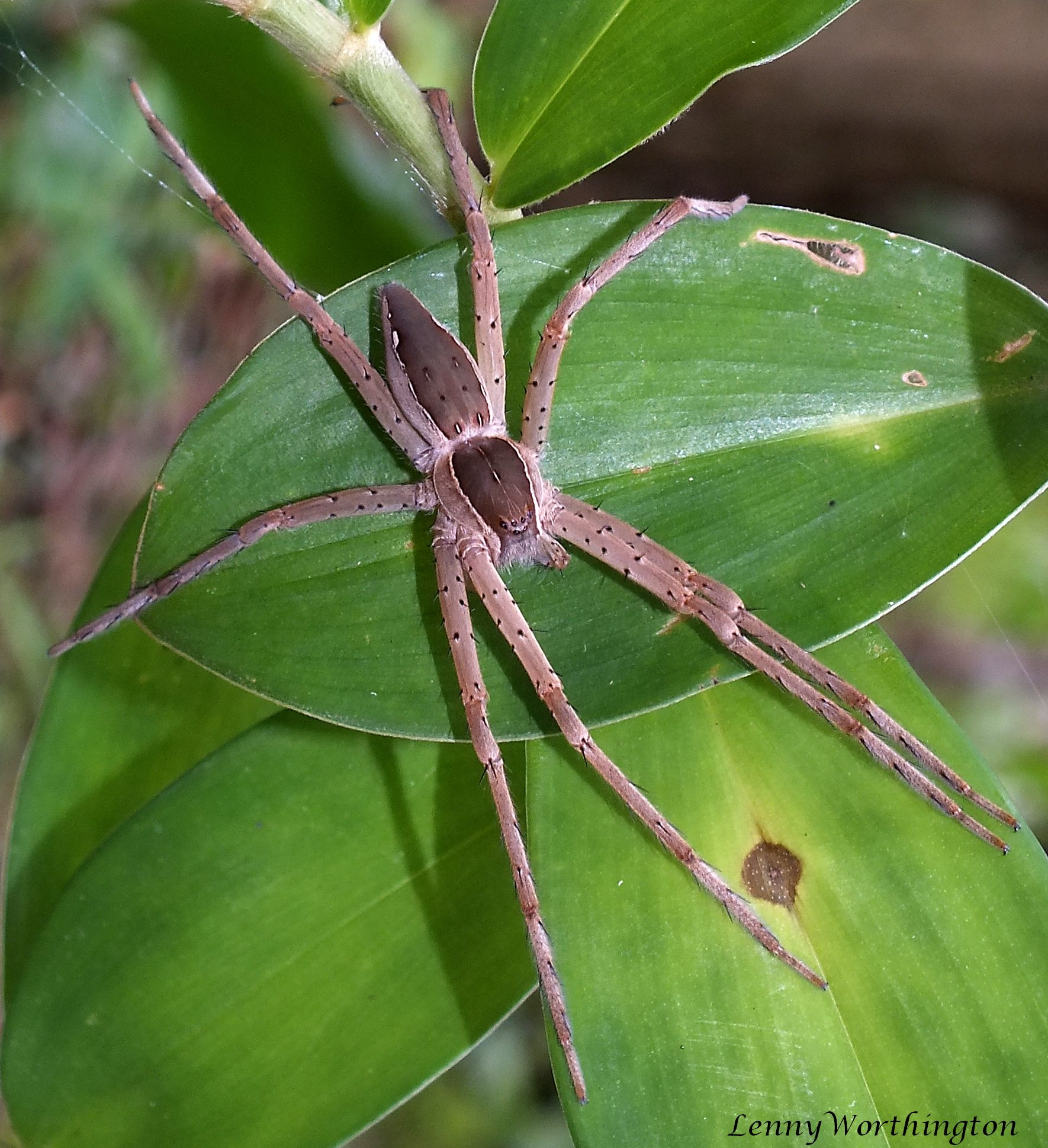
Nilus albocinctus (Thalassius albocinctus)
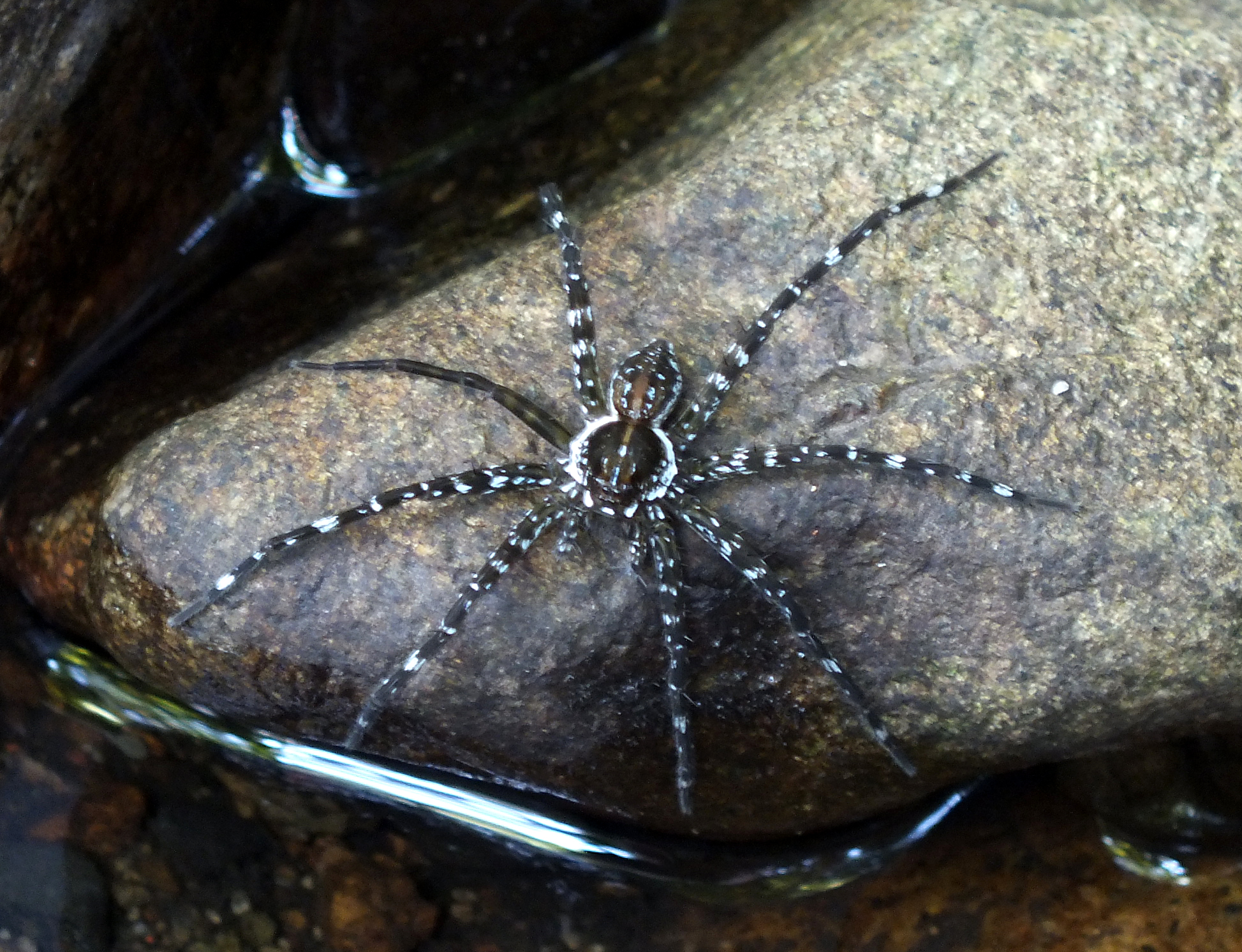
Paradosa sp. (Pardosa ?)
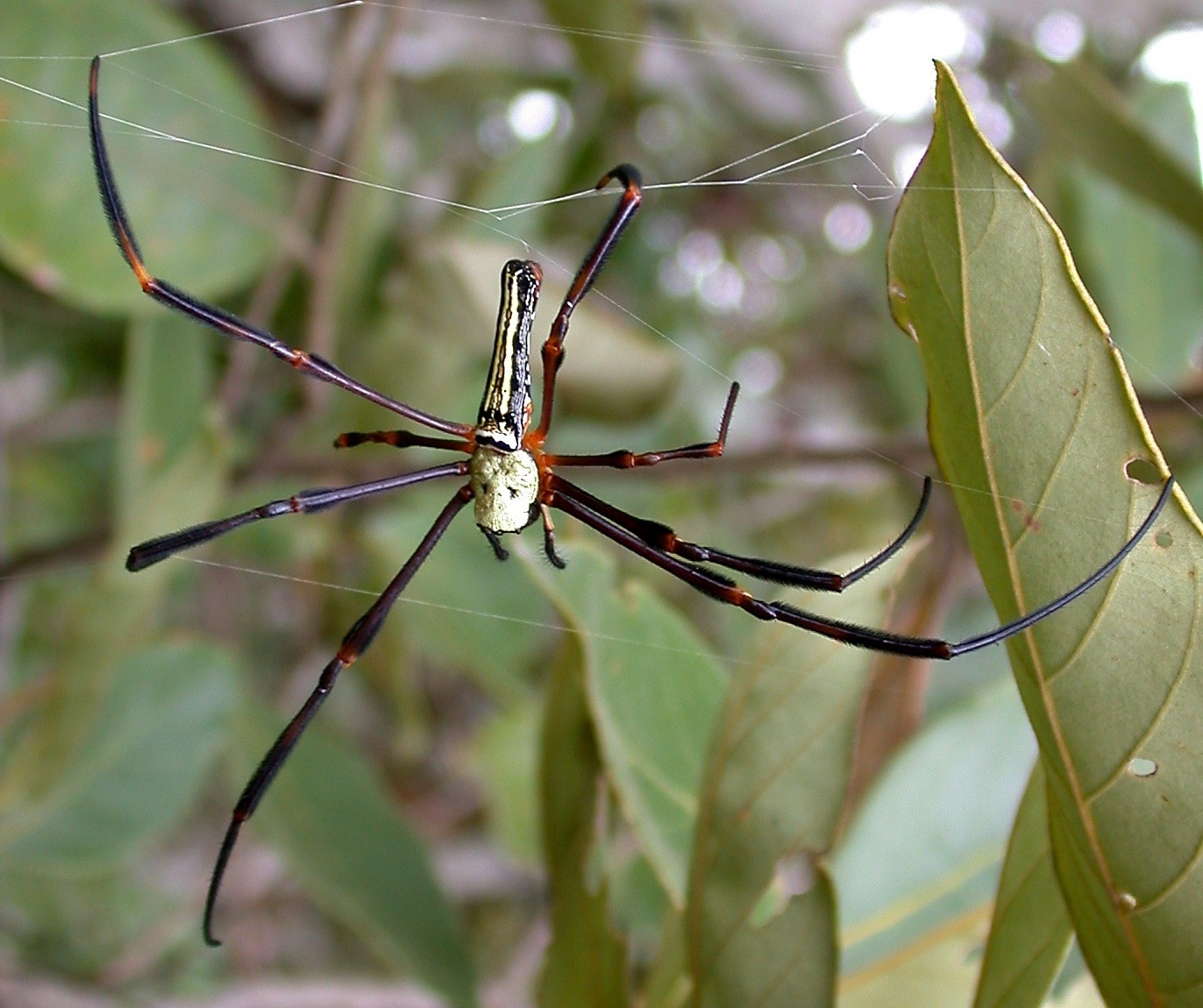
Nephila maculata
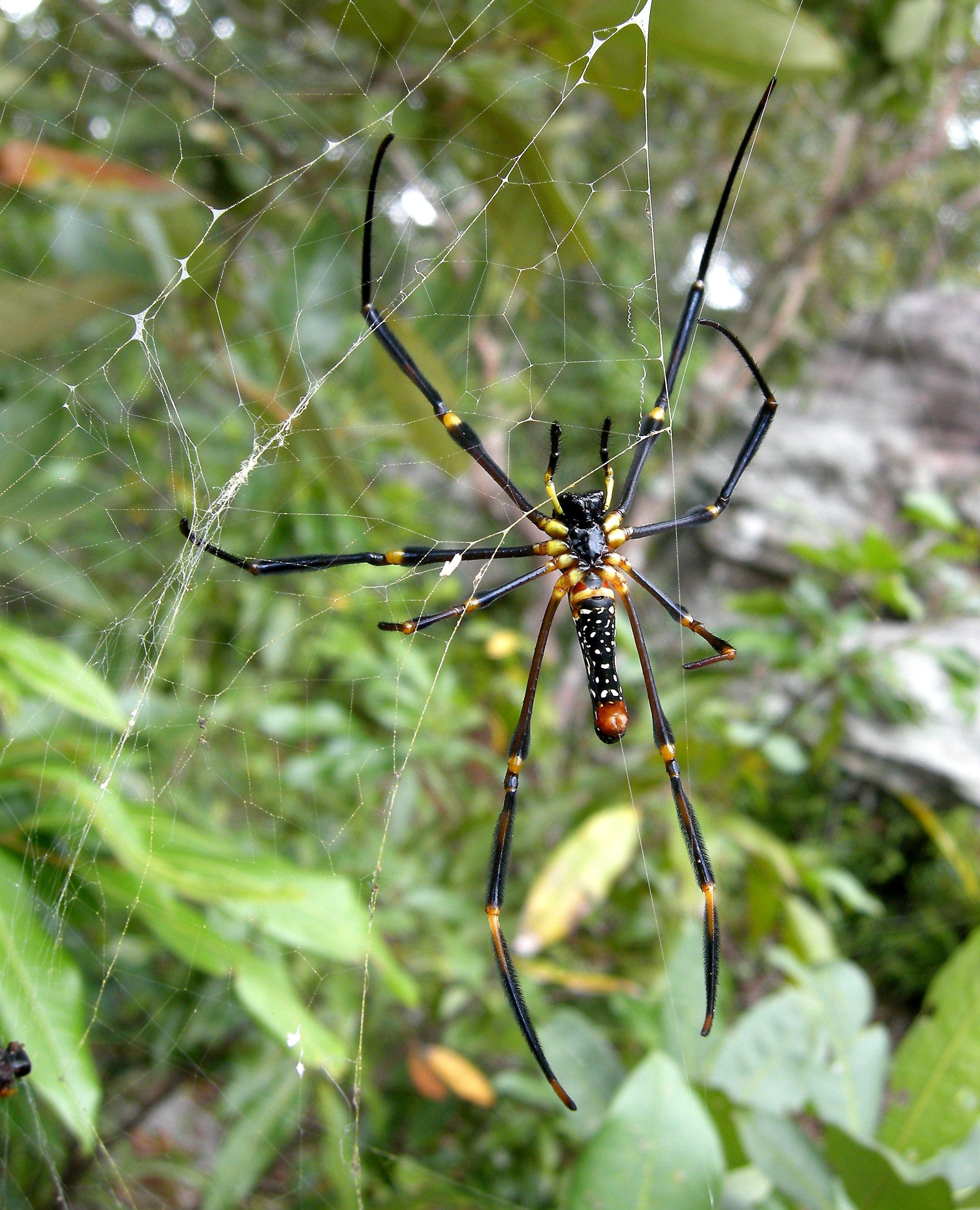
Nephila pilipes
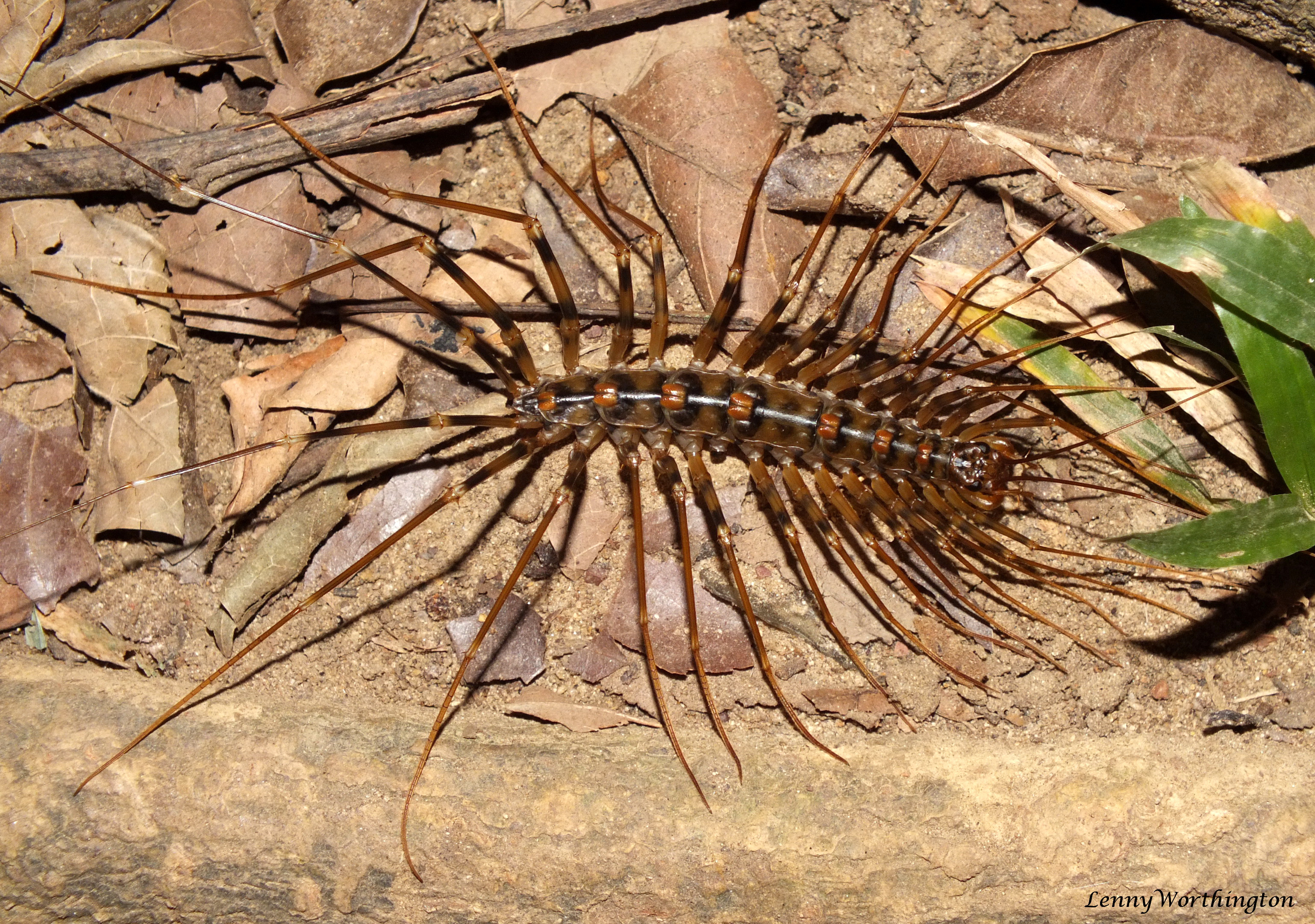
Sutigère véloce

#### Et de nombreux oiseaux pour les manger
Ce sanctuaire de faune est un lieu de prédilection pour les ornithologues et les passionnés d'oiseaux. On peut y observer :
des espèces rares :
- Calao bicorne
- Torquéole du Cambodge, faisan argenté Lophura nyctemera lewisi et faisan prélat ;

de nombreuses espèces caractéristiques des forêts tropicales de collines et montagnes :
- alcippe bridé, alcippe de Grote, brève à dos bleu, cochoa vert, eurylaime corydon, garrulaxe du Cambodge, notodèle à front bleu, petite brachyptère, pirolle à ventre jaune, tarier pie...
- et en hivernage loriot argenté...
- barbu grivelé, calobate d'Annam, petite chouette chevêchette cuculoïde, colombar à gros bec[2]
- etc.[3]

Oiseaux
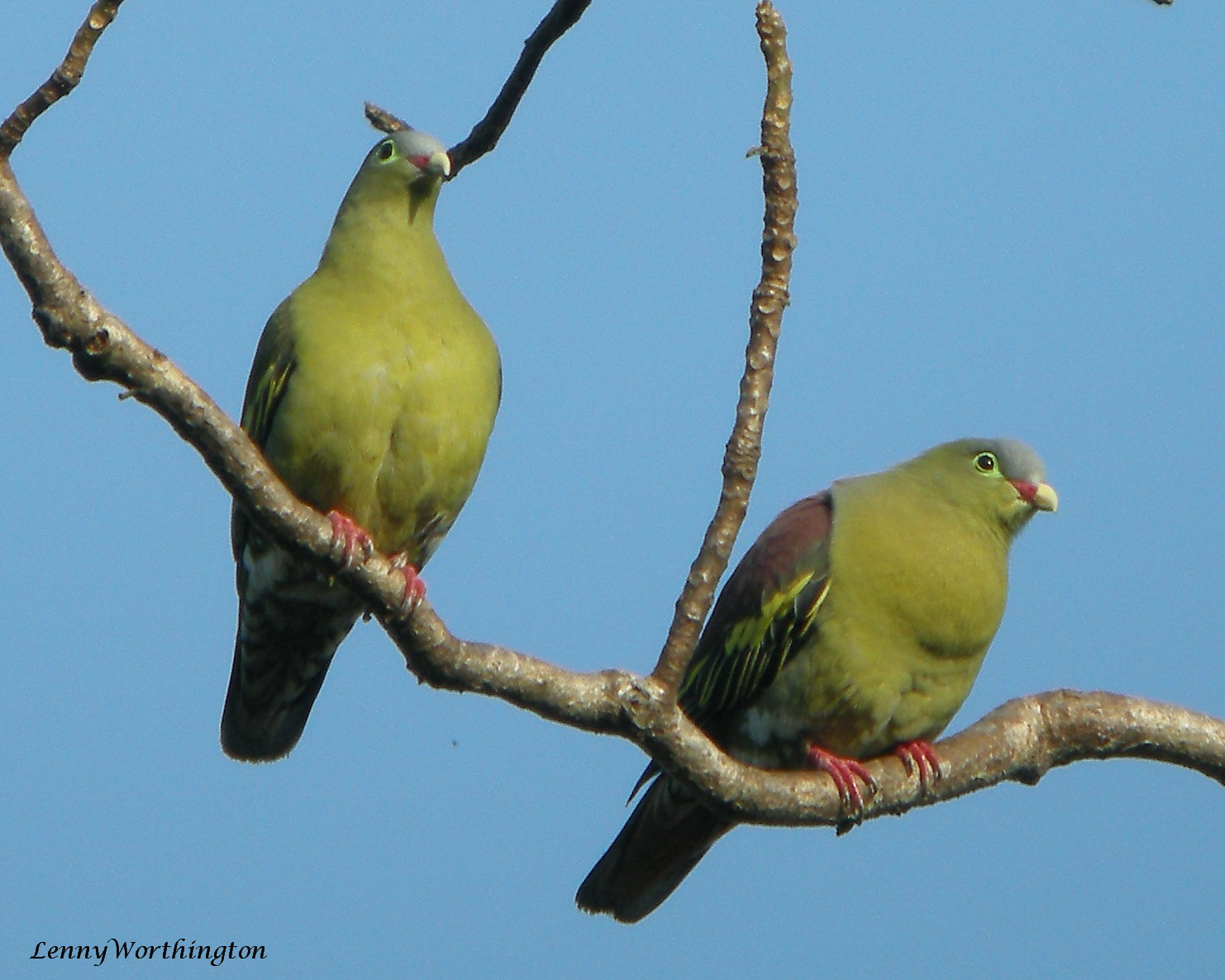
Couple de colombars à gros bec
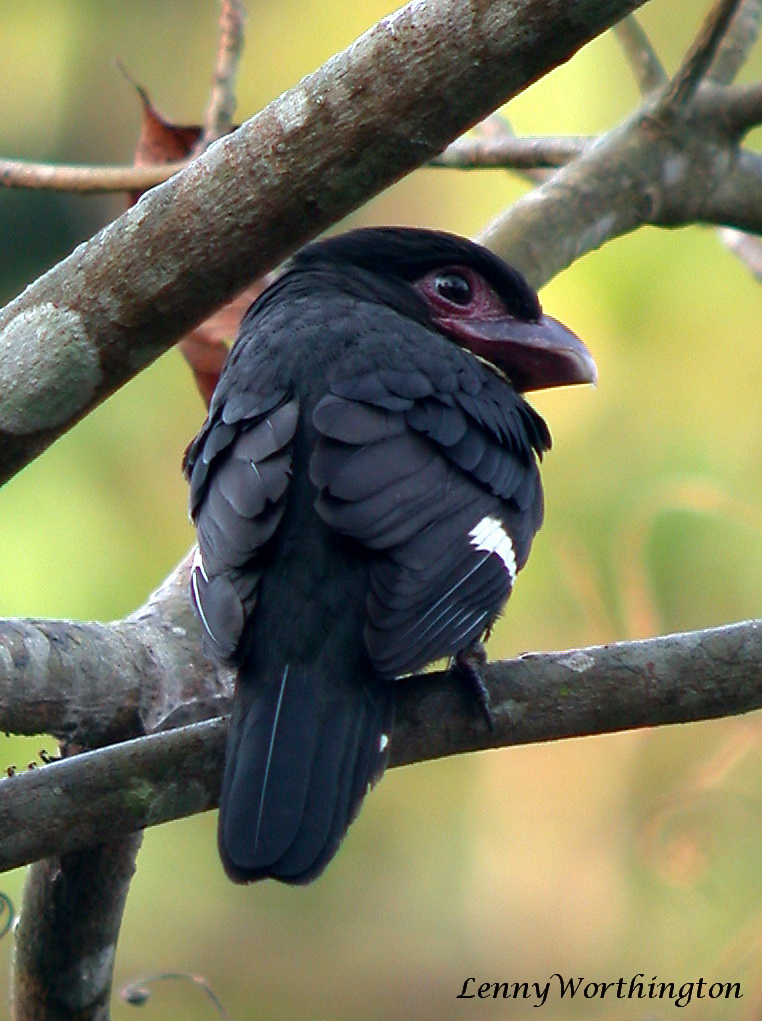
Eurylaime corydon
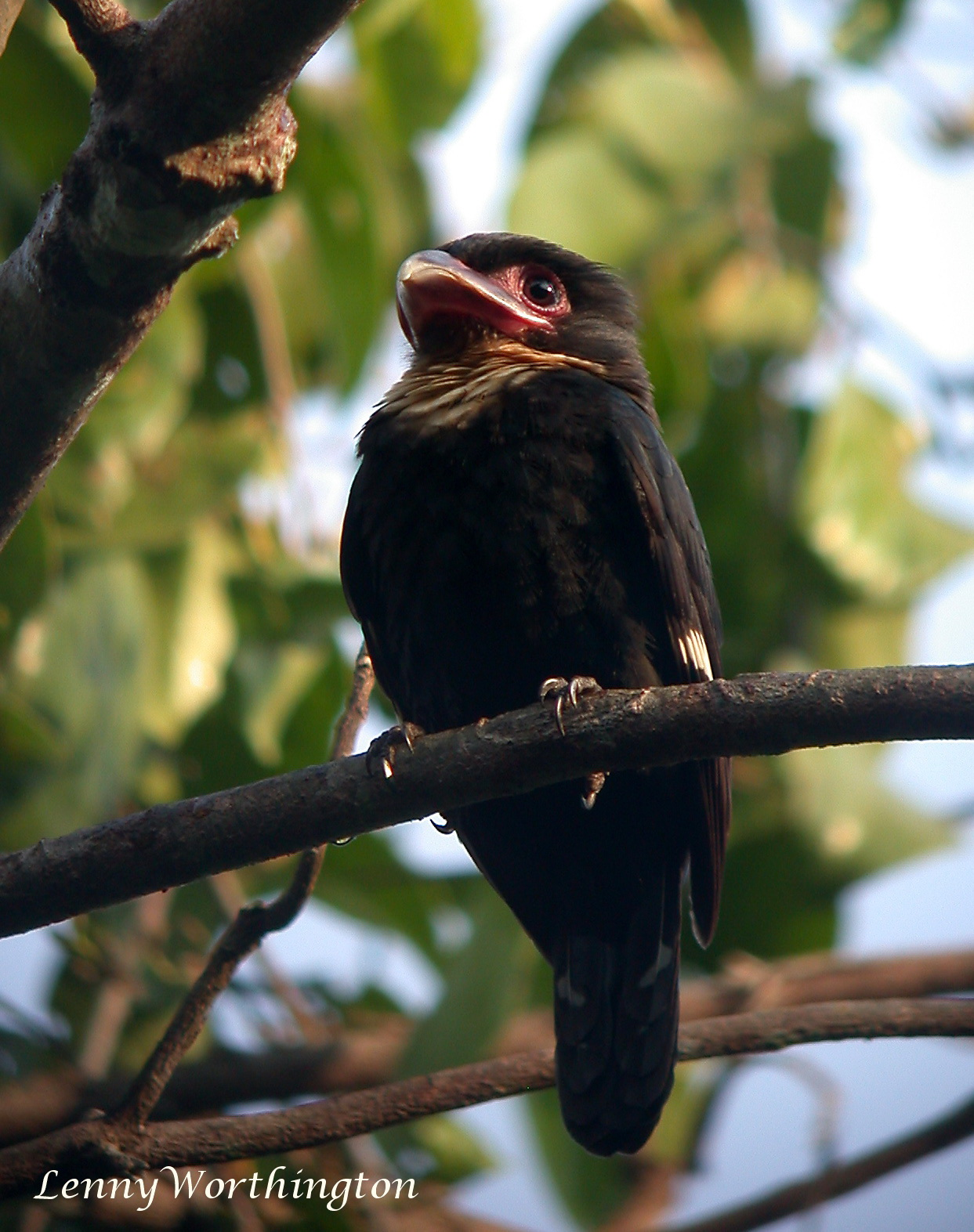
Eurylaime corydon
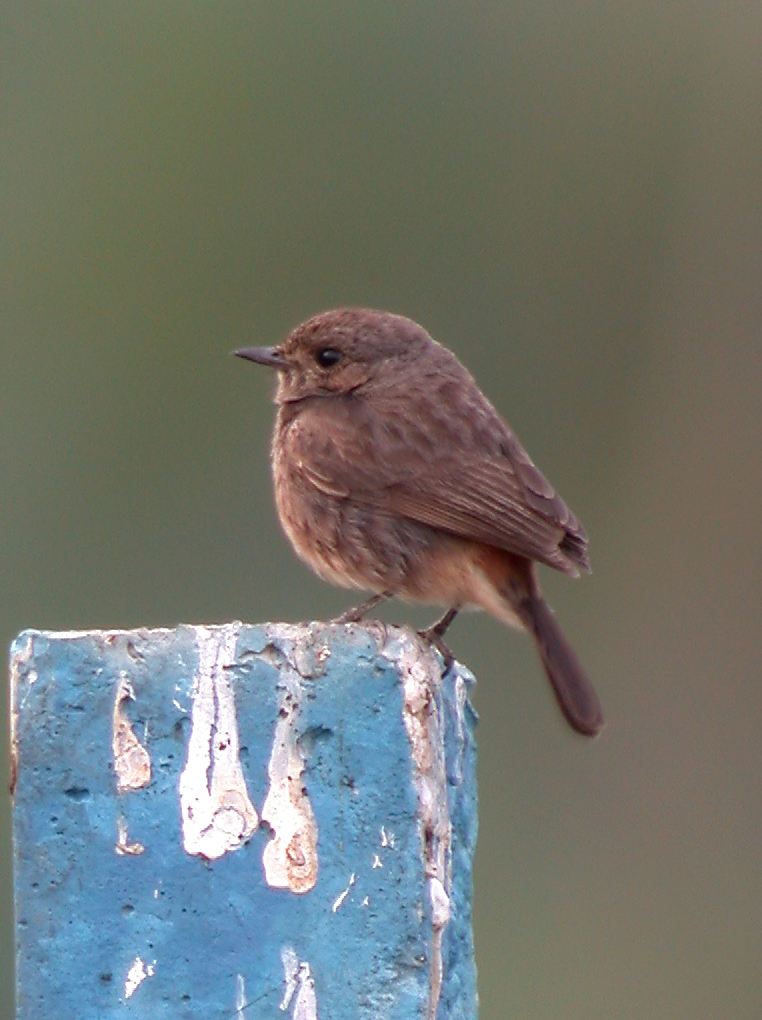
Tarier pie femelle

#### Des reptiles

##### Tortues
- Tortue à tête jaune Indotestudo elongata

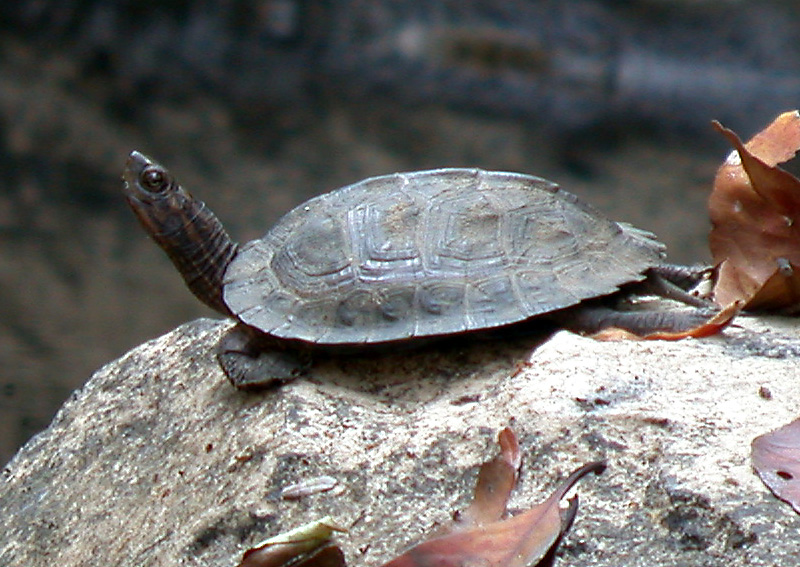
Cyclemys dentata

- Tortue Malayemys subtrijuga
- Tortue Cyclemys dentata...

##### Lézard et apparentés
- Gecko tokay
- lézard volant Draco volans
- Scinque Sphenomorphus maculatus
- etc.

Lézards et apparentés
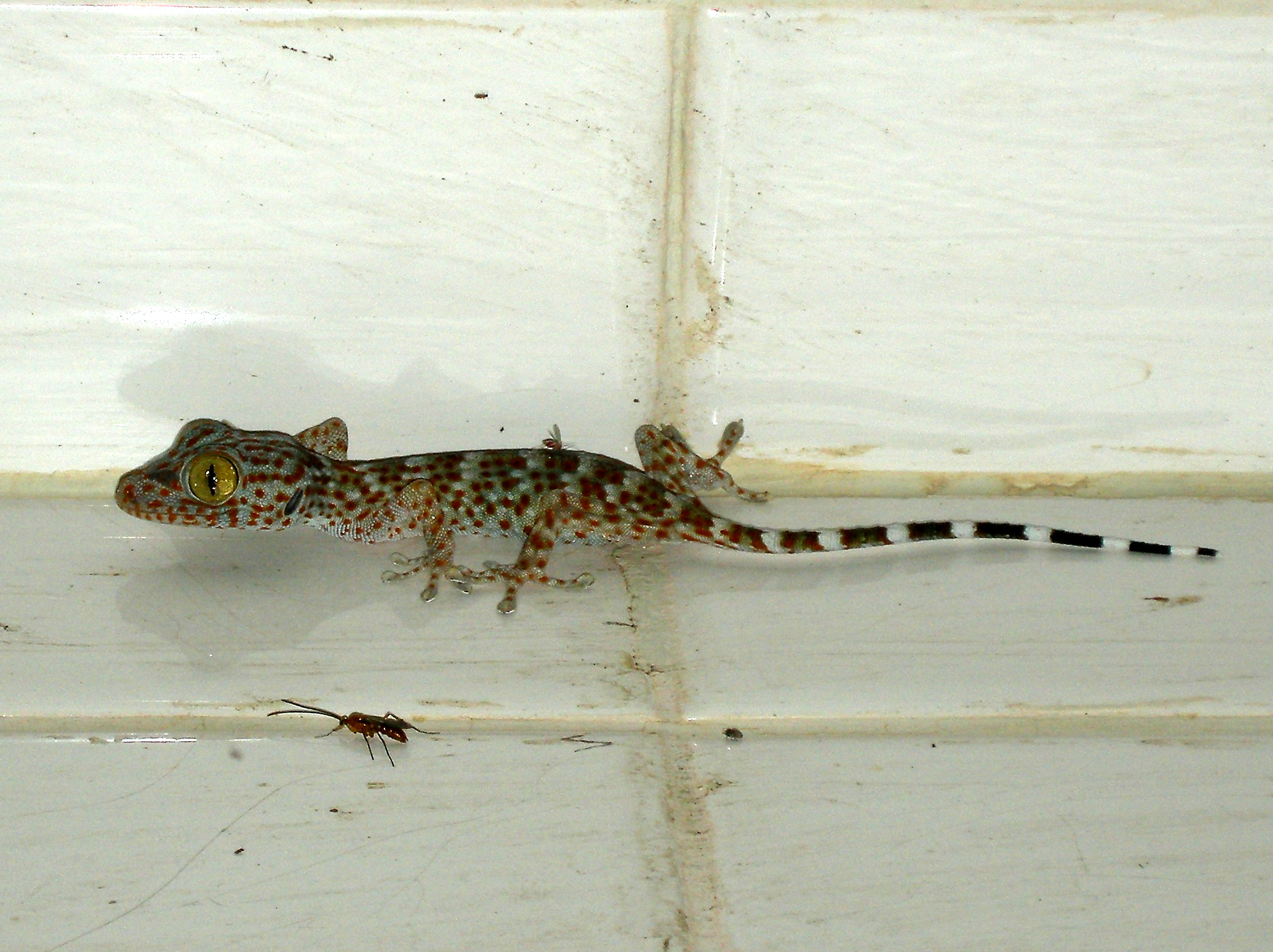
Gecko tokay
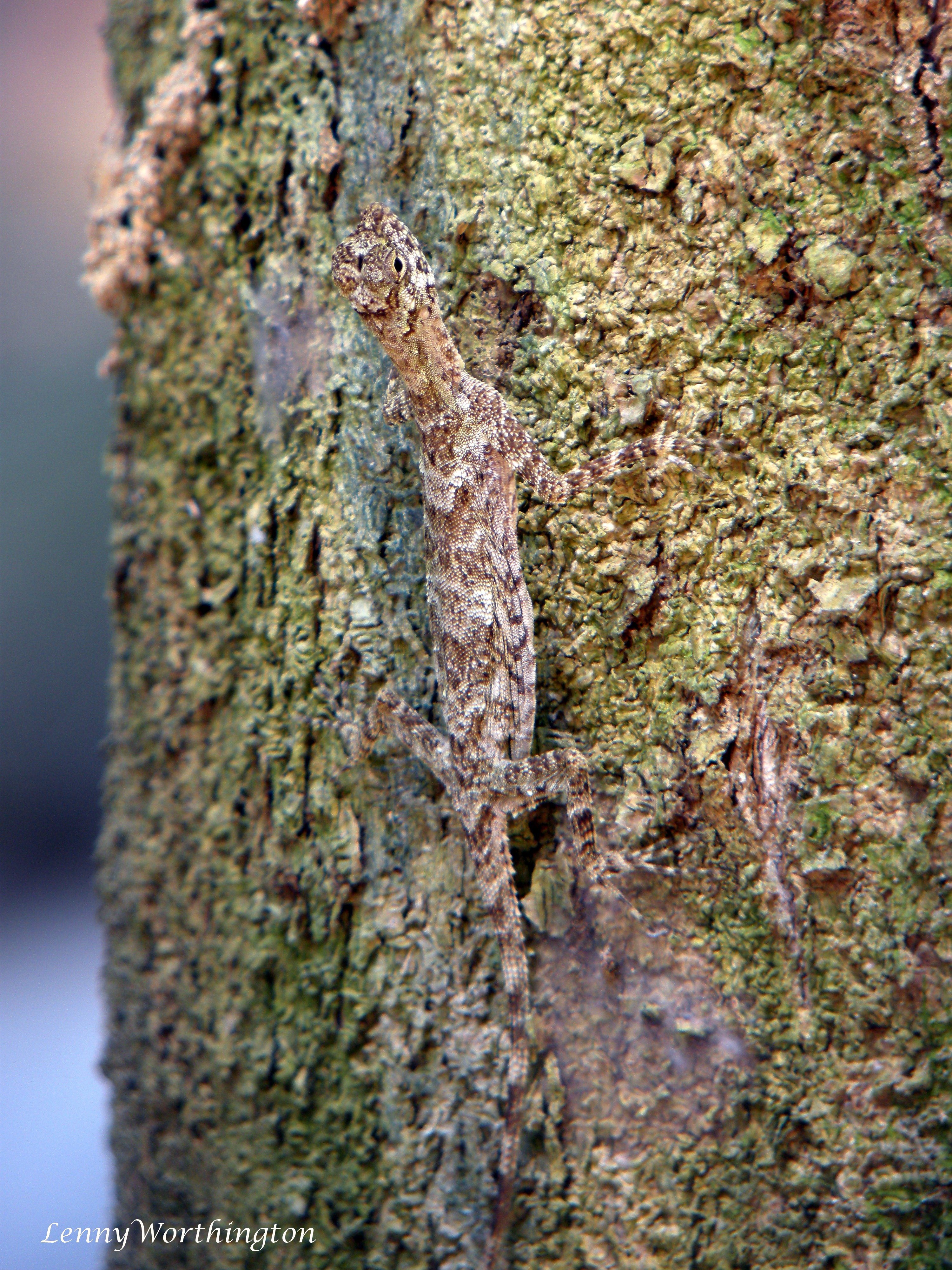
Lézard volant draco volans
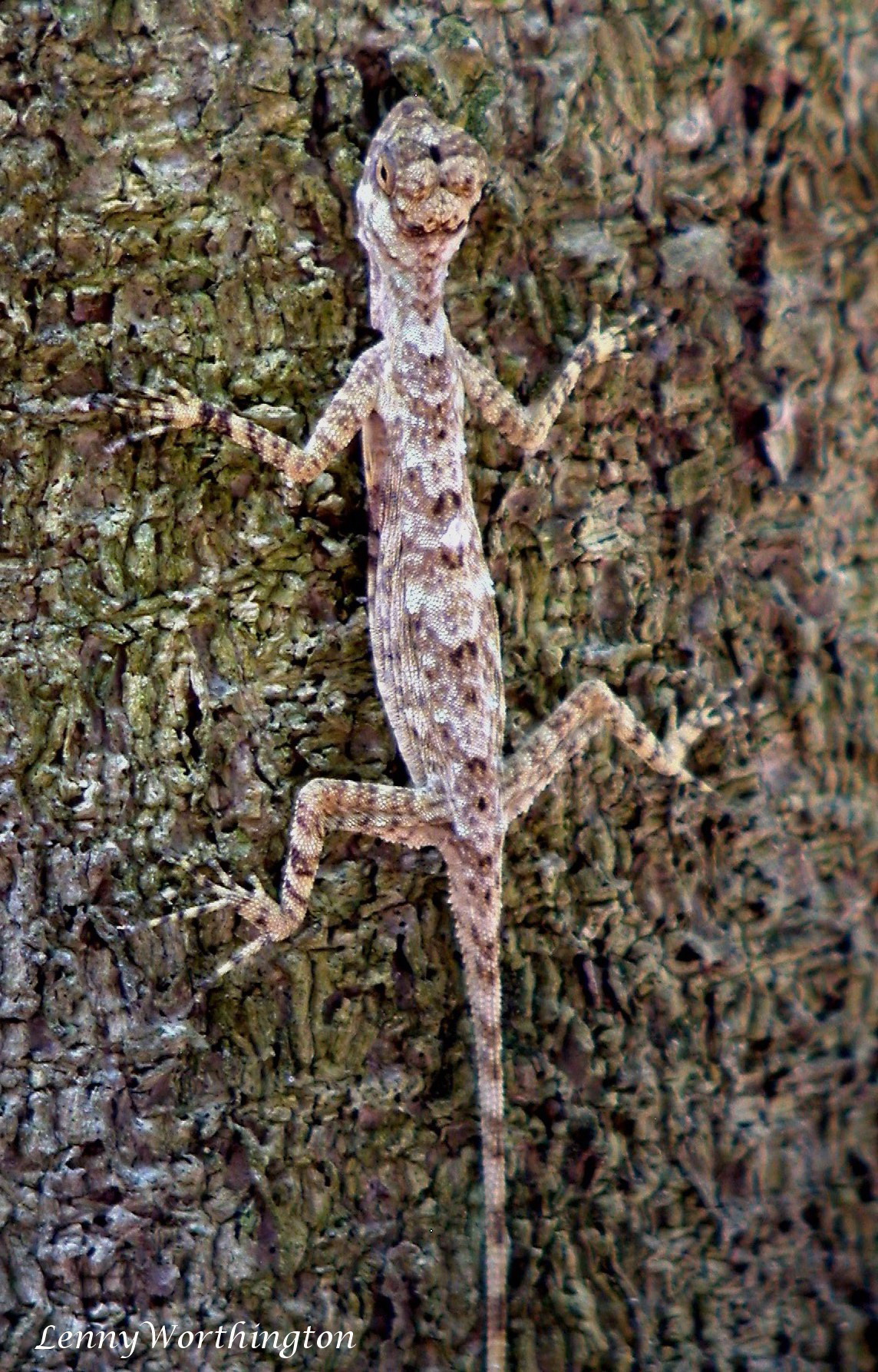
Lézard volant draco volans
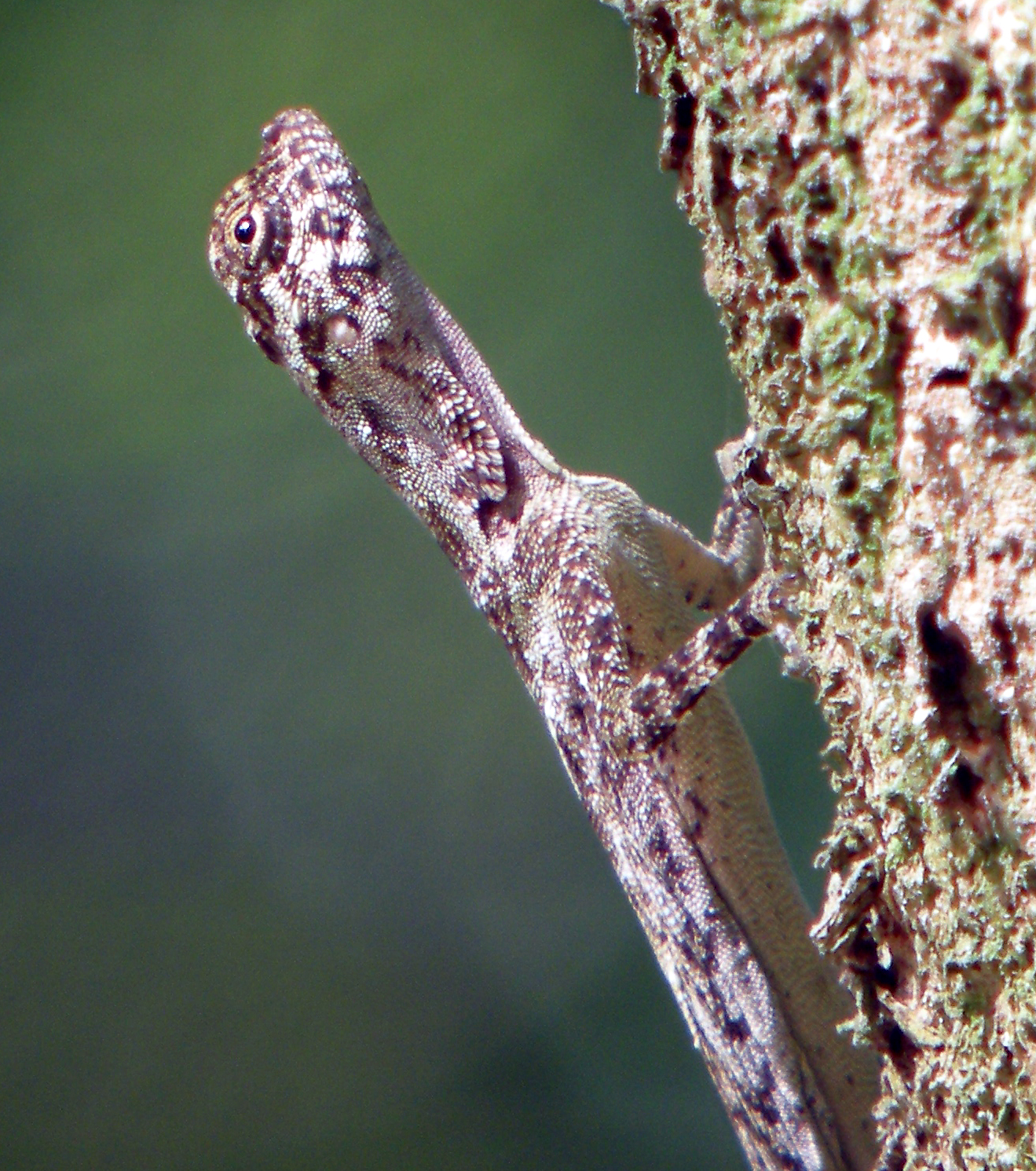
Lézard volant draco volans
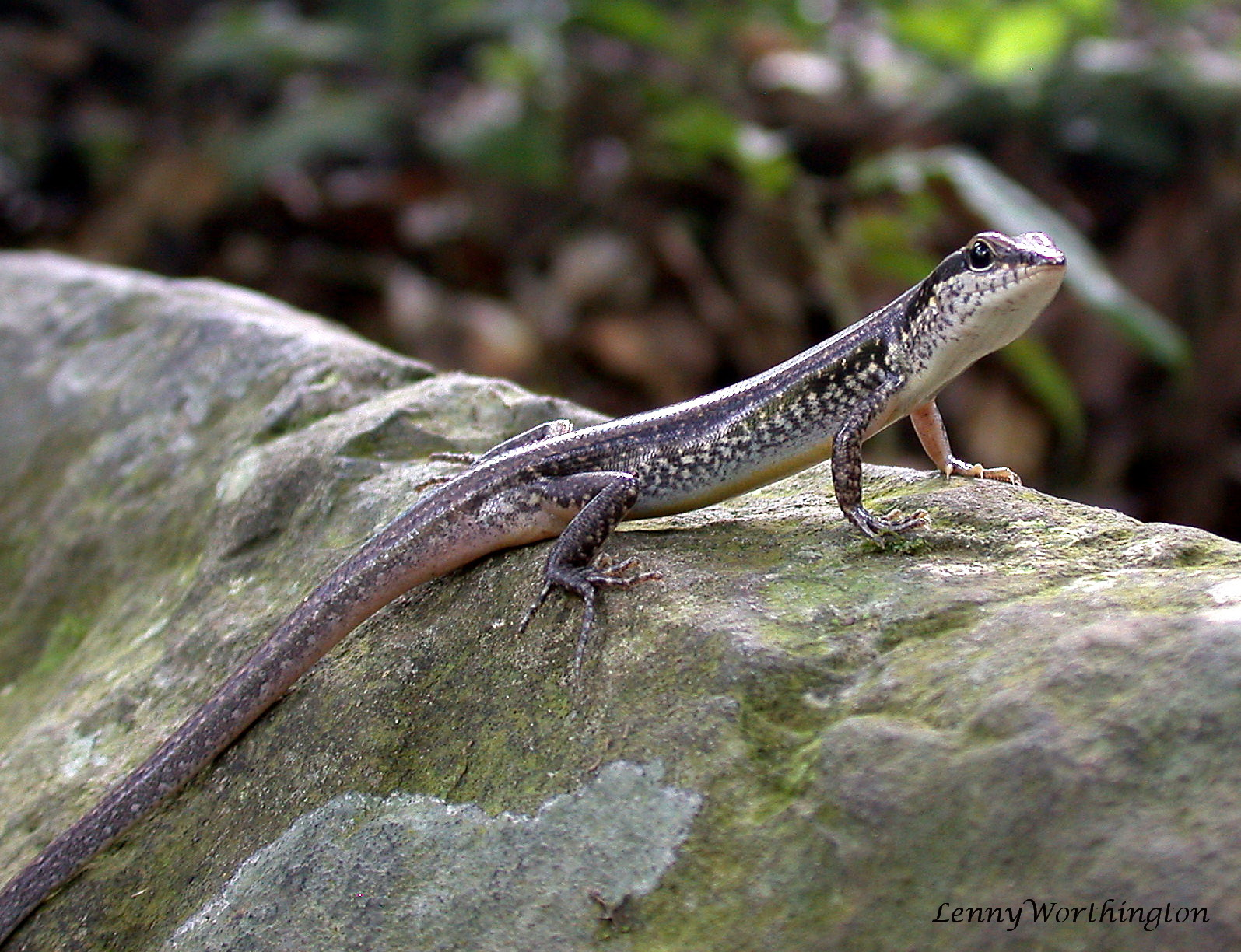
Scinque sphenomorphus maculatus

##### Serpents
- rhabdophis nigrocinctus, venimeux,
- trimeresurus vogeli, venimeux,
- etc.

Serpents
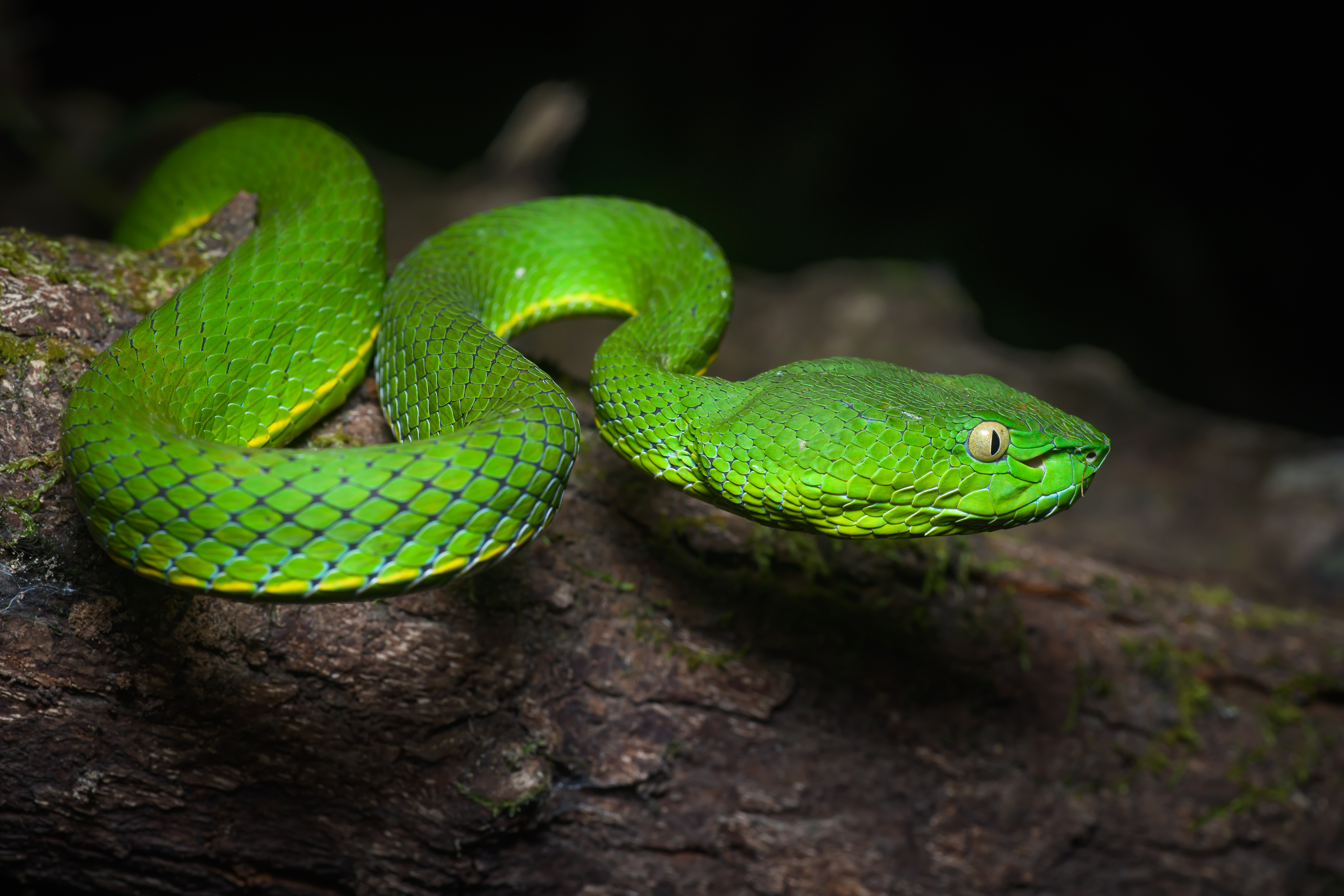
Trimeresurus vogeli
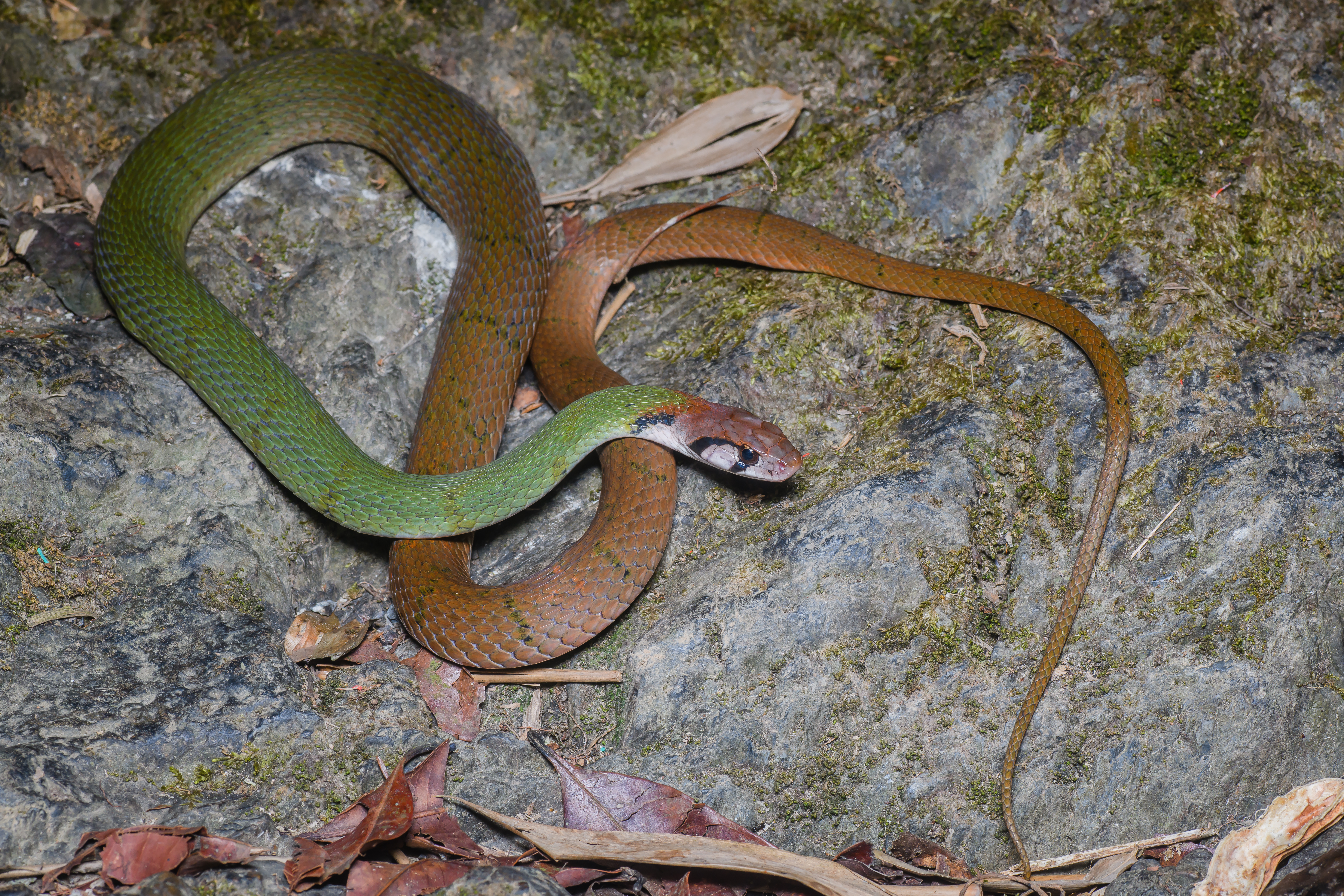
Rhabdophis nigrocinctus

#### Des amphibiens

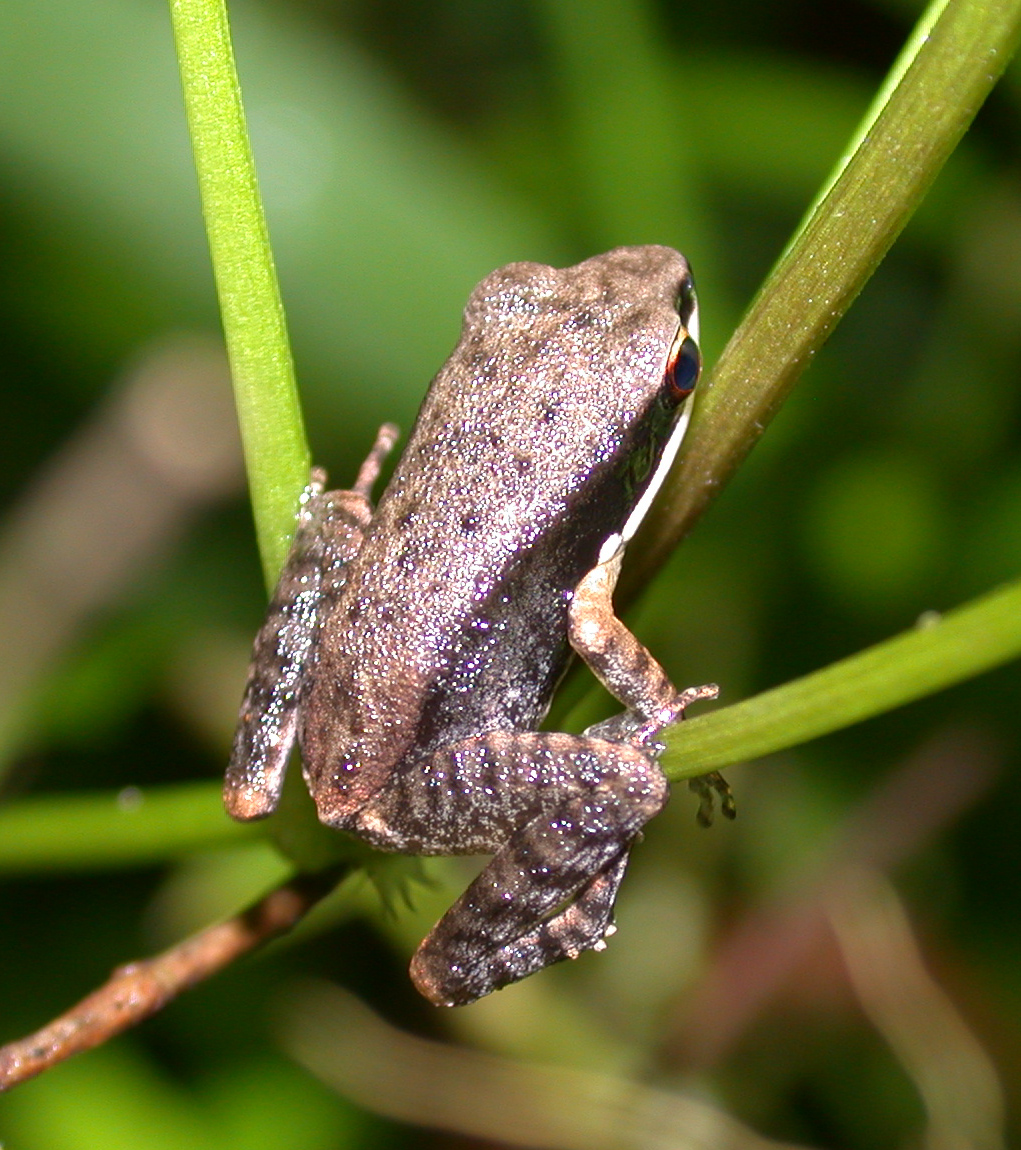
Microhyla heymonsi

- grenouille rana fasciculispina[4]
- grenouille microhyla heymonsi
- etc.